# 網走市
網走市（あばしりし）は、北海道東部（道東地方）にある市。オホーツク総合振興局の振興局所在地でオホーツク圏における中核都市である。1994年（平成6年）には近隣4市町とともに「オホーツク北網地方拠点都市地域」に指定されている。

## 概要

### 地名について
「網走」という地名の由来は諸説あり不明であるが、いずれもアイヌ語に漢字にあてたものとされている。
| アイヌ語                     | アイヌ語   | 意味                   | 由来 |
| カタカナ表記（アコㇿイタㇰ） | ラテン翻字 | 意味                   | 由来 |
| ---------------------------- | ---------- | ---------------------- | --- |
| アパシリ                     | apa-siri   | 漏る・地               | 洞窟があり、その口から滴が落ちていて雨漏りのようだったため。 |
| チパシリ                     | cipasiri   | -                      | 岩神が「チパシリ チパシリ」と歌い舞った、 あるいは鳥が「チパシリ チパシリ」と鳴き飛んだという伝説から。 |
| チパシㇼ                     | ci-pa-sir  | 我らが・見付けたる・岩 | かつて網走湖の南岸に、笠をかぶり立つ人の形をした白い岩があり、 アイヌが信仰の対象としたとされることによる。 松浦武四郎は『戊午日誌』において、 網走湖口の幣場であった立岩「ヂバシリ」を名の起源としている。 |
| チパシㇼ                     | ci-pa-sir  | 我ら発見したる土地     | |
| チパシㇼ                     | cipa-sir   | 幣場（のある）・島     | かつて漁に出る時に網走川河口沖にある帽子岩へ、 イナウを捧げて祈ったことに由来する。 cipaは「祭壇」を意味する古語であり、 後のアイヌにその意が理解されなくなりci-pa-sirの解釈が生じたとされる。              |

## 地理
オホーツク総合振興局東部に位置し、オホーツク海に面している。丘陵地が多く、市街地は網走川河口付近とその南側に続く海岸段丘上の平地にある。北西部に能取湖、中部に網走湖、東部に濤沸湖があり、内陸部は森や農村地帯が広がり、市域は「網走国定公園」の一部となっている。美岬にあるヤチダモの木は「森の巨人たち百選」に選定され、濤沸湖は2005年（平成17年）に「ラムサール条約湿地」に登録された。能取湖や濤沸湖のサンゴ草（アッケシソウ）群落は秋になる湖岸を真っ赤に染め、卯原内のサンゴ草群生地は「日本紅葉の名所100選」に選定されている。

### 地形
地勢は、網走川右岸の一部にある沖積土地帯を除きほとんど泥炭地で構成される平野で、網走湖は南から網走川が流れ込み、女満別川などを集めて北東部から再び網走川としてオホーツク海に流れている。網走湖は網走川で、濤沸湖は北浜地区で海と繋がっているため汽水湖となっている。濤沸湖の西にある藻琴湖周辺は三角州性低地を形成している。また、市北西部にはオホーツク海に通じる海跡湖の能取湖があり、砂礫台地と岩石台地に囲まれている。市街地南部は岩石台地で形成されている。 

#### 山地
主な山
- 三眺山
- 天都山（207 m）
- 大観山

#### 河川
主な川
- 卯原内川
- 網走川
- 車止内川
- 藻琴川
- 浦士別川

#### 湖沼
主な湖
- 能取湖
- リヤウシ湖
- 網走湖
- 藻琴湖
- 濤沸湖
- 卯原内ダム

#### 海岸
主な岬
- 能取岬

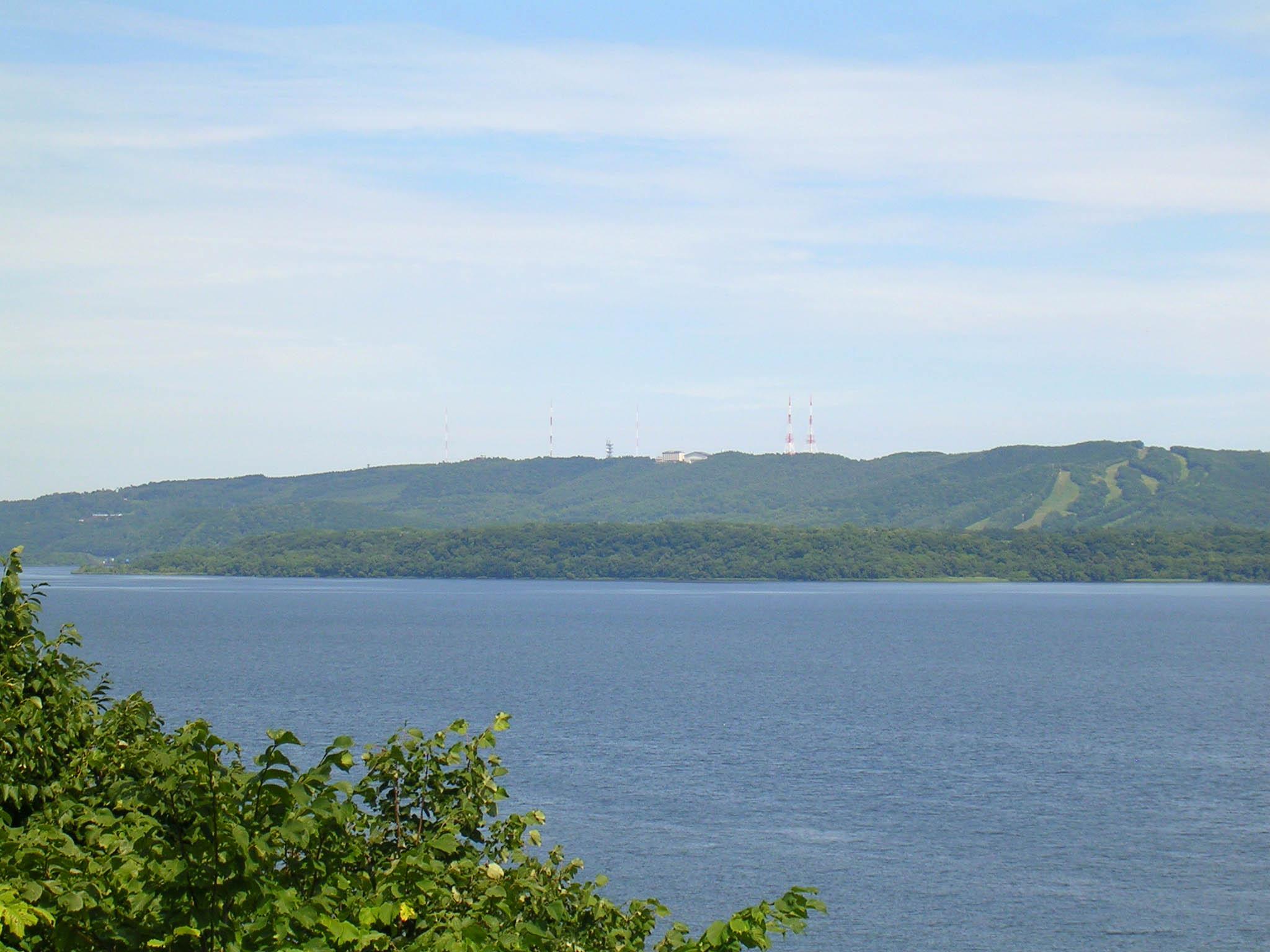
天都山（2007年8月）
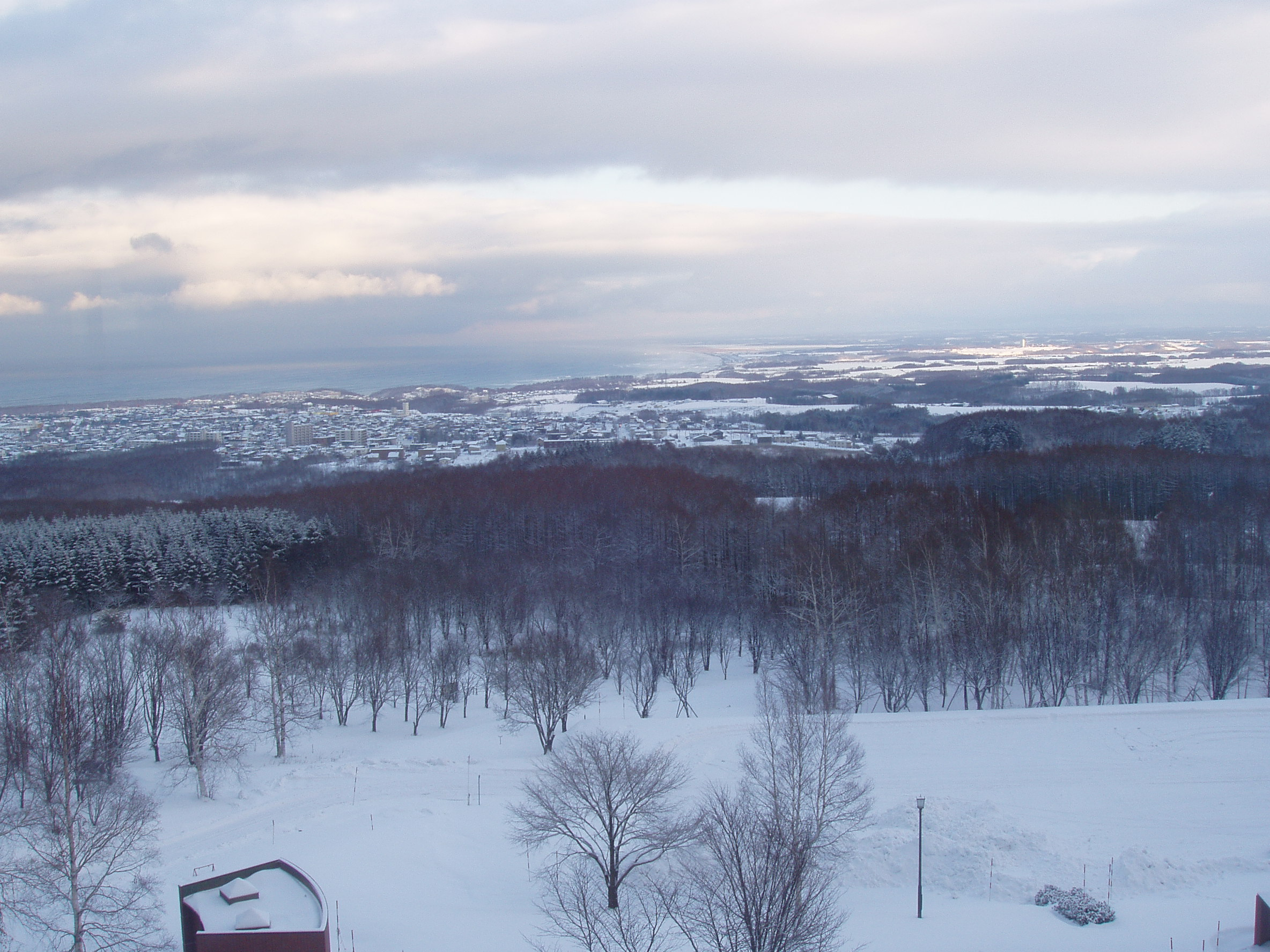
天都山頂上より網走市街を見る（2004年12月）
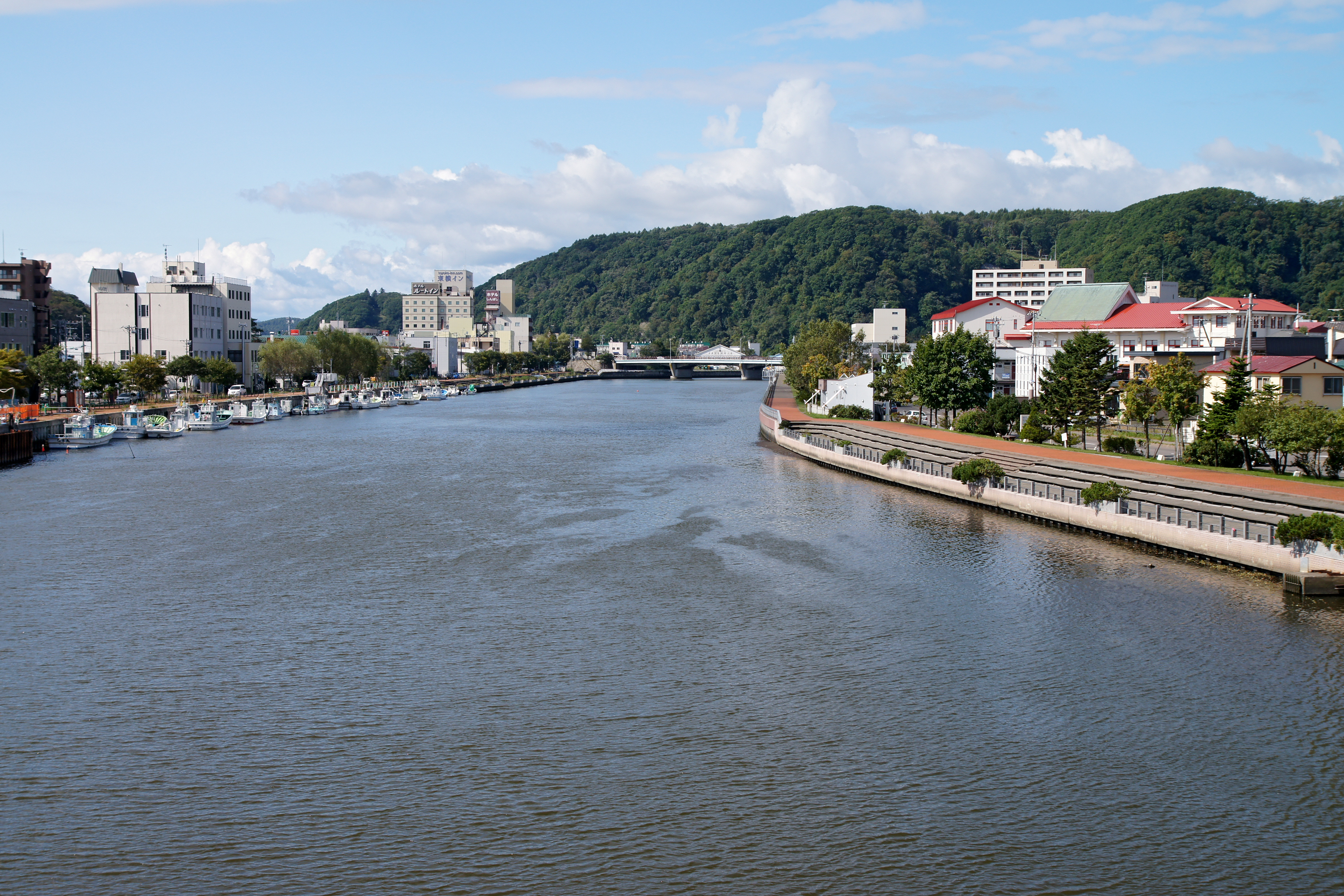
網走川（2011年9月）
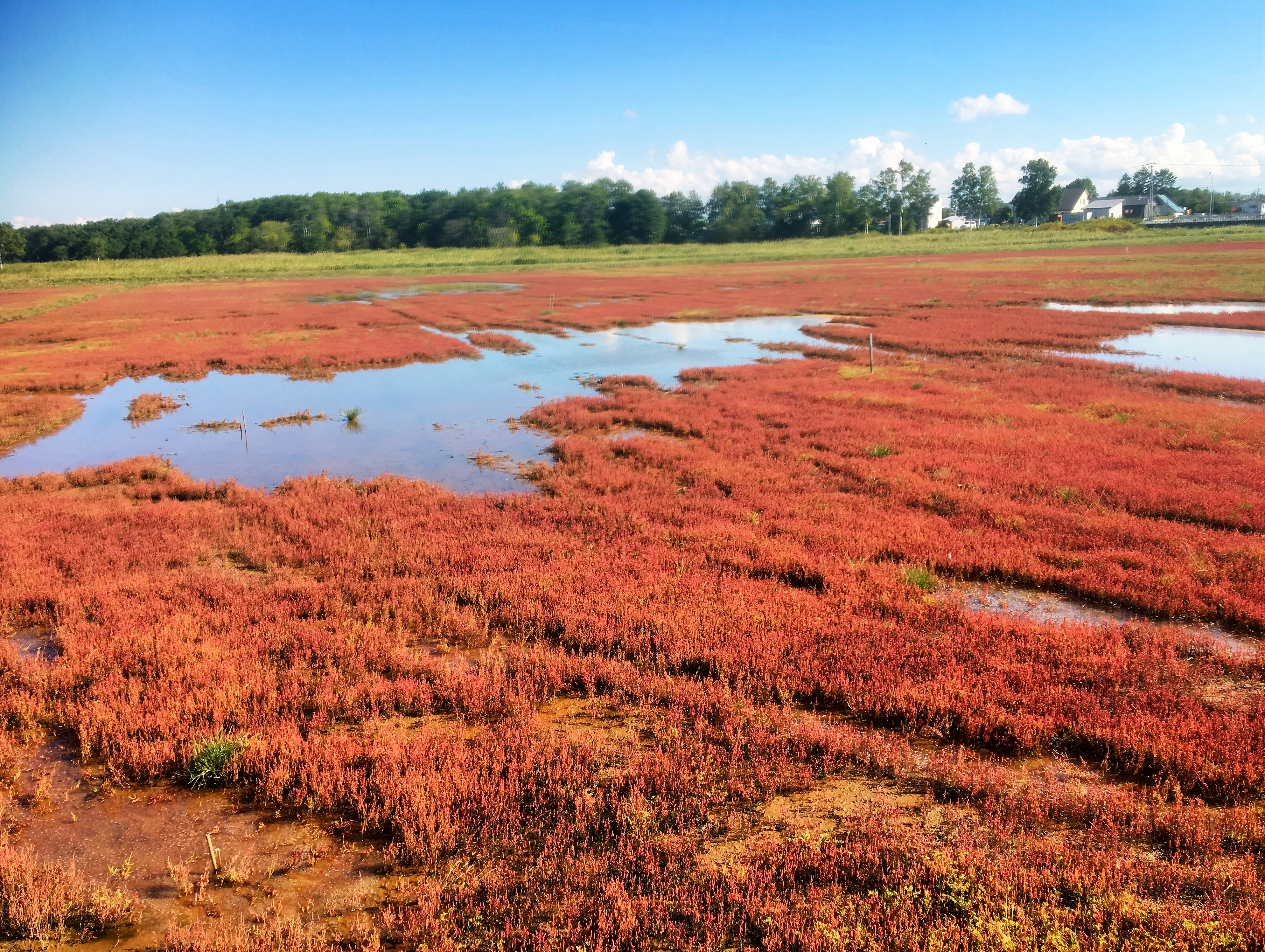
能取湖畔のサンゴ草（2017年9月）
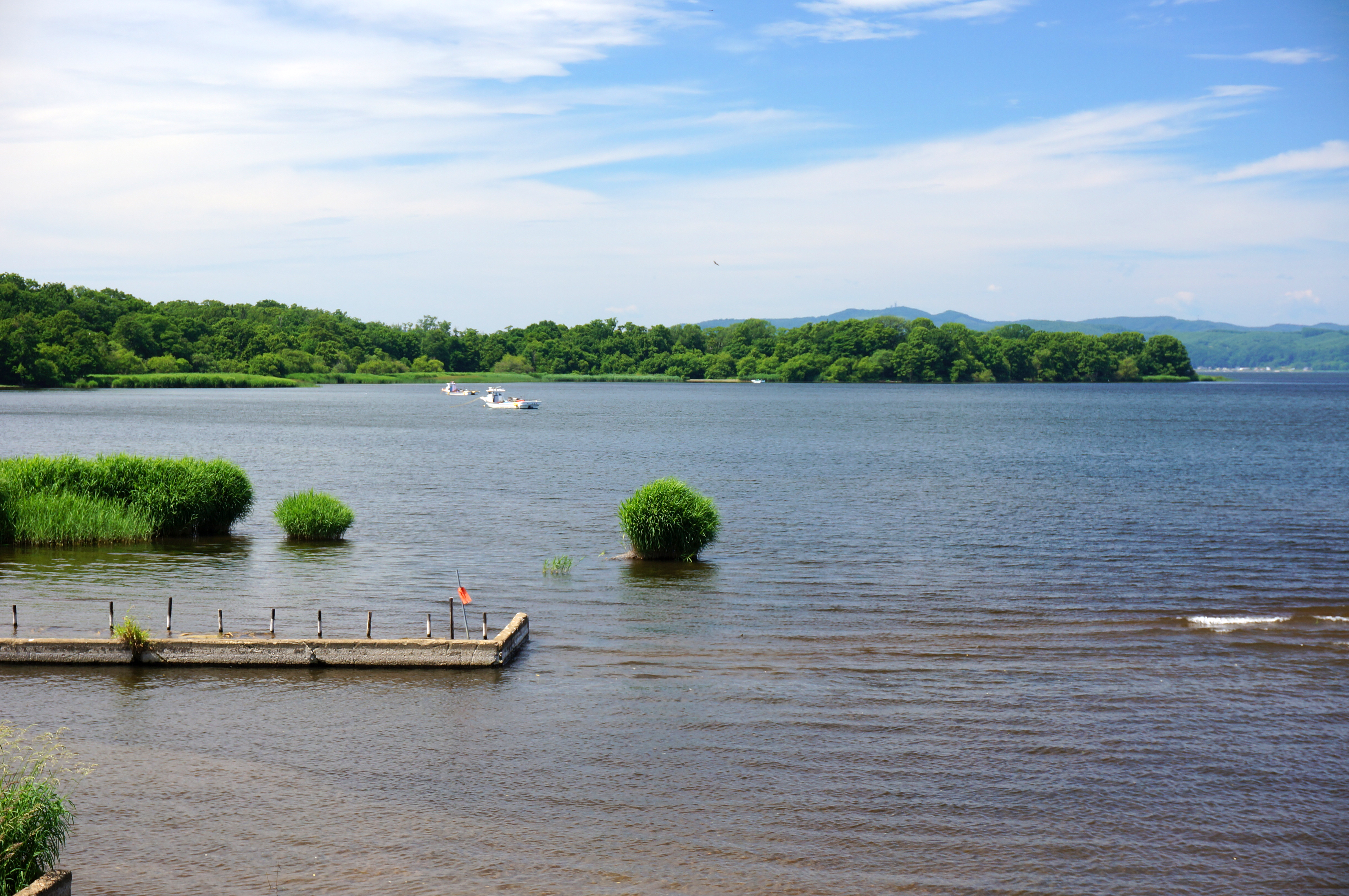
網走湖（2013年7月）
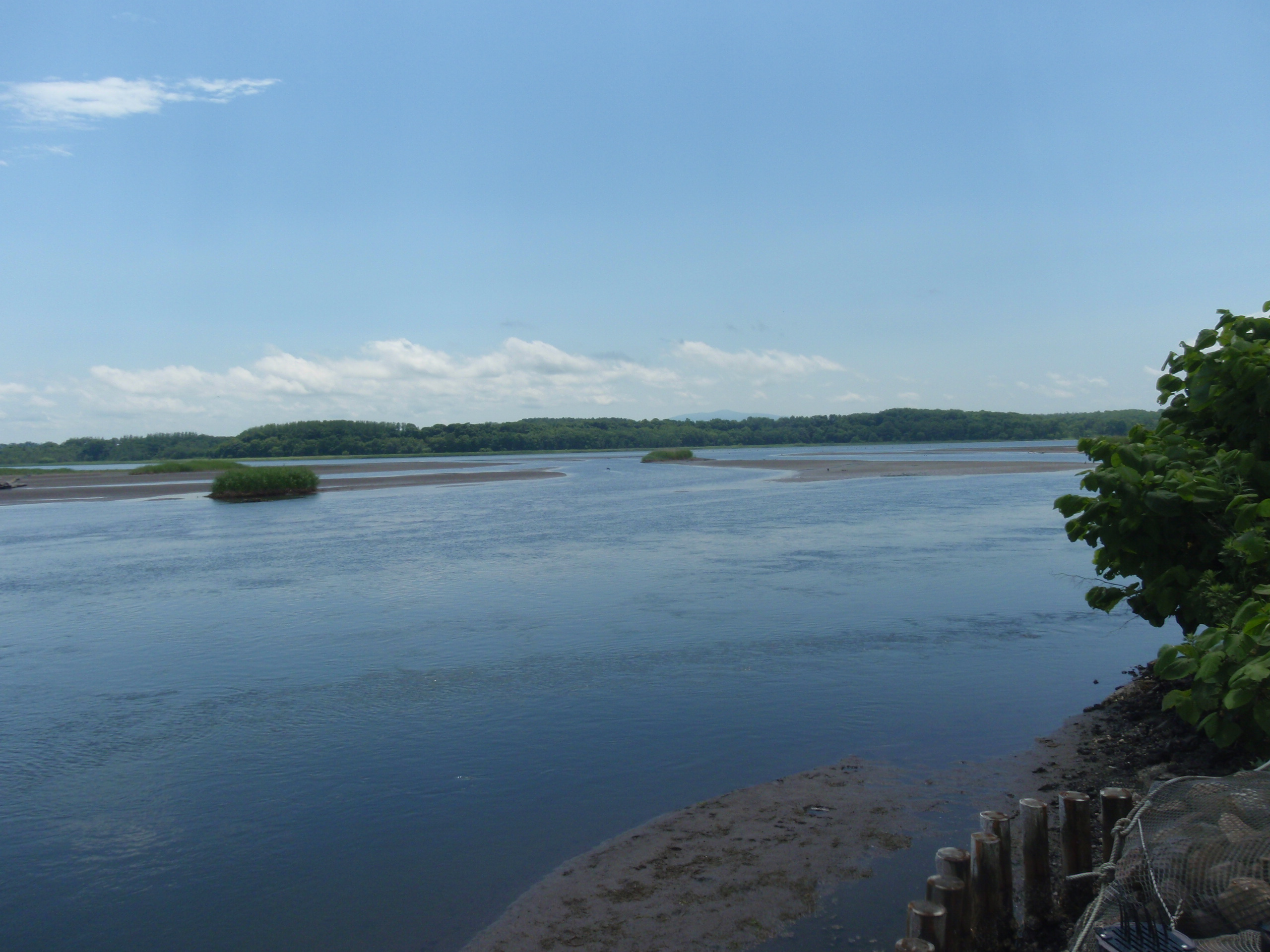
濤沸湖（2011年7月）
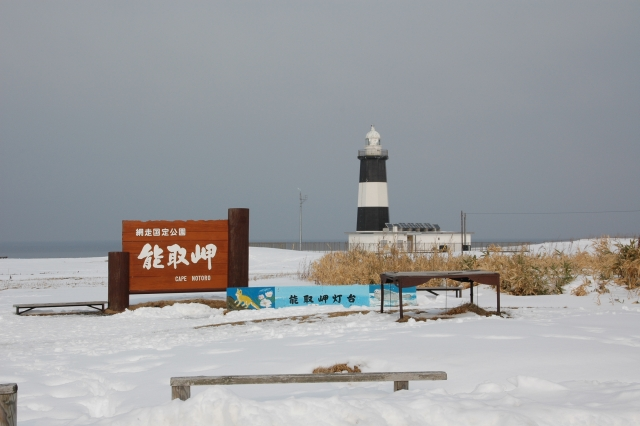
能取岬（2006年3月）
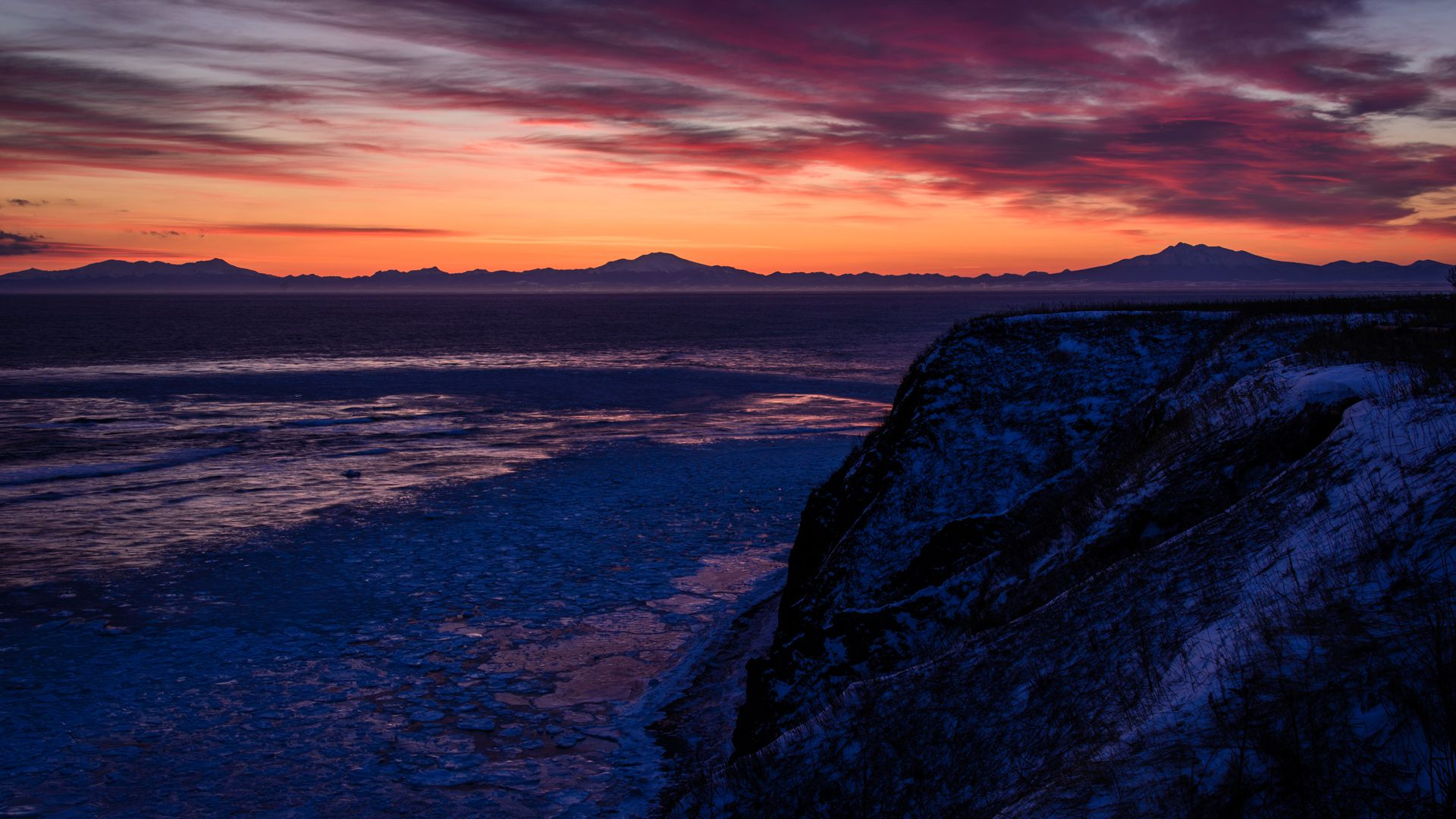
能取岬
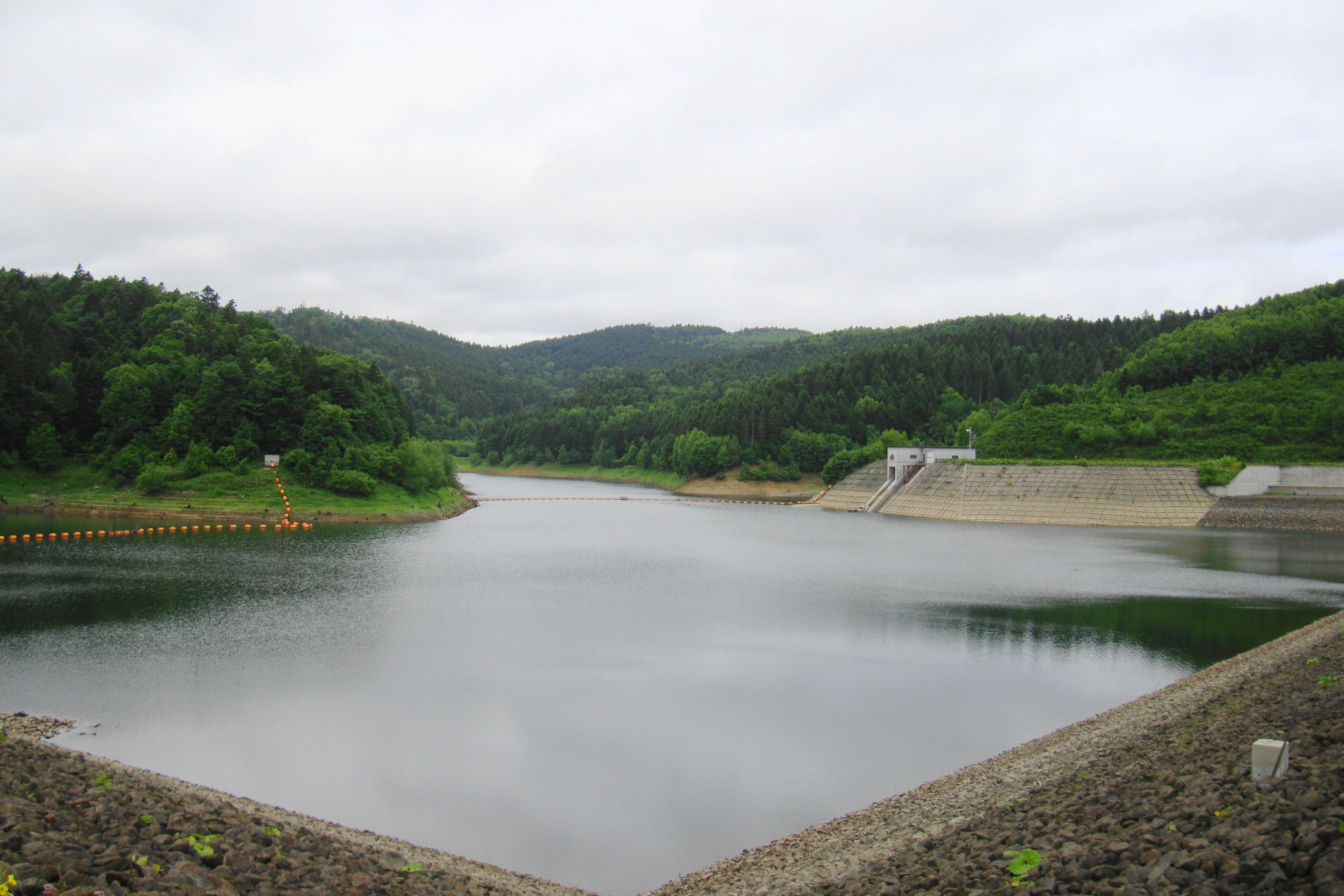
卯原内ダム貯水池（2011年7月）

### 気候
1年を通じて晴天が多く、年間降水量・降雪量は少ない。海に面するため寒暖差も少なく、北海道としては比較的温暖な気候になっている。1981年から2010年までの平年値は、年平均6.5℃、年平均降水量は787.6 ㎜となっている。 オホーツク海型気候の特色があり、夏の季節風は弱く台風による被害はあまり見られないが、オホーツク海高気圧の北東風が作物の生育に影響を及ぼすことがある。冬には例年1月中旬から3月下旬まで流氷が到来する。一番暑い8月でも最高平均気温は25℃以下となっているが、日中は30℃を越える真夏日となることもある。それでも夜は20℃以下まで気温が下がる。冬の夜はまれに気温が－15℃以下になることもあるが、オホーツク海沿岸は内陸部と比べて冷え込みは穏やかな地域になっている。なお、網走市で真夏日日数0の年は2003年が最後である
網走は、気象庁により都市化の影響が少ない観測地点として北海道の観測地点では根室、寿都とともに日本の平均気温算出地点に選ばれているが、温暖化が著しく特に冬季の平均気温が急激に上昇している。これには諸説があり、流氷の減少との関連性や観測露場における「日だまり効果」を指摘している説もある。
| 網走市台町（網走地方気象台、標高38m）の気候                  | 網走市台町（網走地方気象台、標高38m）の気候 | 網走市台町（網走地方気象台、標高38m）の気候 | 網走市台町（網走地方気象台、標高38m）の気候 | 網走市台町（網走地方気象台、標高38m）の気候 | 網走市台町（網走地方気象台、標高38m）の気候 | 網走市台町（網走地方気象台、標高38m）の気候 | 網走市台町（網走地方気象台、標高38m）の気候 | 網走市台町（網走地方気象台、標高38m）の気候 | 網走市台町（網走地方気象台、標高38m）の気候 | 網走市台町（網走地方気象台、標高38m）の気候 | 網走市台町（網走地方気象台、標高38m）の気候 | 網走市台町（網走地方気象台、標高38m）の気候 | 網走市台町（網走地方気象台、標高38m）の気候 |
| 月                                                           | 1月                                         | 2月                                         | 3月                                         | 4月                                         | 5月                                         | 6月                                         | 7月                                         | 8月                                         | 9月                                         | 10月                                        | 11月                                        | 12月                                        | 年                                          |
| ------------------------------------------------------------ | ------------------------------------------- | ------------------------------------------- | ------------------------------------------- | ------------------------------------------- | ------------------------------------------- | ------------------------------------------- | ------------------------------------------- | ------------------------------------------- | ------------------------------------------- | ------------------------------------------- | ------------------------------------------- | ------------------------------------------- | ------------------------------------------- |
| 最高気温記録 °C （°F）                                       | 11.8 (53.2)                                 | 14.1 (57.4)                                 | 19.7 (67.5)                                 | 31.9 (89.4)                                 | 35.4 (95.7)                                 | 34.0 (93.2)                                 | 37.0 (98.6)                                 | 37.6 (99.7)                                 | 32.8 (91)                                   | 30.4 (86.7)                                 | 21.7 (71.1)                                 | 17.6 (63.7)                                 | 37.6 (99.7)                                 |
| 平均最高気温 °C （°F）                                       | −2.2 (28)                                   | −2.0 (28.4)                                 | 2.3 (36.1)                                  | 9.1 (48.4)                                  | 14.6 (58.3)                                 | 17.7 (63.9)                                 | 21.4 (70.5)                                 | 23.3 (73.9)                                 | 20.7 (69.3)                                 | 15.0 (59)                                   | 7.6 (45.7)                                  | 0.7 (33.3)                                  | 10.7 (51.3)                                 |
| 日平均気温 °C （°F）                                         | −5.1 (22.8)                                 | −5.4 (22.3)                                 | −1.3 (29.7)                                 | 4.5 (40.1)                                  | 9.8 (49.6)                                  | 13.5 (56.3)                                 | 17.6 (63.7)                                 | 19.6 (67.3)                                 | 16.8 (62.2)                                 | 10.9 (51.6)                                 | 4.0 (39.2)                                  | −2.4 (27.7)                                 | 6.9 (44.4)                                  |
| 平均最低気温 °C （°F）                                       | −8.9 (16)                                   | −9.6 (14.7)                                 | −4.9 (23.2)                                 | 0.6 (33.1)                                  | 5.8 (42.4)                                  | 10.2 (50.4)                                 | 14.6 (58.3)                                 | 16.6 (61.9)                                 | 13.4 (56.1)                                 | 7.0 (44.6)                                  | 0.4 (32.7)                                  | −6.0 (21.2)                                 | 3.3 (37.9)                                  |
| 最低気温記録 °C （°F）                                       | −29.2 (−20.6)                               | −25.7 (−14.3)                               | −23.2 (−9.8)                                | −12.4 (9.7)                                 | −5.4 (22.3)                                 | 0.1 (32.2)                                  | 2.8 (37)                                    | 4.1 (39.4)                                  | 3.3 (37.9)                                  | −4.6 (23.7)                                 | −11.3 (11.7)                                | −18.0 (−0.4)                                | −29.2 (−20.6)                               |
| 降水量 mm （inch）                                           | 53.8 (2.118)                                | 41.9 (1.65)                                 | 39.3 (1.547)                                | 51.2 (2.016)                                | 64.1 (2.524)                                | 68.1 (2.681)                                | 85.8 (3.378)                                | 115.3 (4.539)                               | 115.0 (4.528)                               | 88.2 (3.472)                                | 58.1 (2.287)                                | 63.6 (2.504)                                | 844.2 (33.236)                              |
| 降雪量 cm （inch）                                           | 90 (35.4)                                   | 69 (27.2)                                   | 52 (20.5)                                   | 15 (5.9)                                    | 1 (0.4)                                     | 0 (0)                                       | 0 (0)                                       | 0 (0)                                       | 0 (0)                                       | 0 (0)                                       | 13 (5.1)                                    | 71 (28)                                     | 312 (122.8)                                 |
| 平均降水日数 （≥0.5 mm）                                     | 17.8                                        | 14.0                                        | 12.2                                        | 11.6                                        | 12.0                                        | 11.0                                        | 11.0                                        | 12.1                                        | 12.7                                        | 12.2                                        | 13.4                                        | 15.1                                        | 155.0                                       |
| 平均降雪日数                                                 | 27.0                                        | 23.5                                        | 22.2                                        | 15.2                                        | 4.1                                         | 0.0                                         | 0.0                                         | 0.0                                         | 0.0                                         | 1.9                                         | 14.5                                        | 24.1                                        | 132.1                                       |
| % 湿度                                                       | 72                                          | 73                                          | 70                                          | 68                                          | 73                                          | 80                                          | 82                                          | 81                                          | 76                                          | 71                                          | 68                                          | 69                                          | 74                                          |
| 平均月間日照時間                                             | 111.5                                       | 137.9                                       | 172.4                                       | 178.6                                       | 187.1                                       | 172.2                                       | 167.6                                       | 163.9                                       | 162.9                                       | 157.4                                       | 121.2                                       | 117.4                                       | 1,850                                       |
| 出典：気象庁（平均値：1991年 - 2020年、極値：1889年 - 現在） |                                             |                                             |                                             |                                             |                                             |                                             |                                             |                                             |                                             |                                             |                                             |                                             |                                             |

### 人口
| |                                        |  |
| 網走市と全国の年齢別人口分布（2005年） | 網走市の年齢・男女別人口分布（2005年） |  |
| ■紫色 ― 網走市 ■緑色 ― 日本全国 | ■青色 ― 男性 ■赤色 ― 女性              |  |
| 網走市（に相当する地域）の人口の推移 \| 1970年（昭和45年） \| 43,904人 \| \| \| 1975年（昭和50年） \| 43,825人 \| \| \| 1980年（昭和55年） \| 44,777人 \| \| \| 1985年（昭和60年） \| 44,283人 \| \| \| 1990年（平成2年） \| 44,416人 \| \| \| 1995年（平成7年） \| 44,176人 \| \| \| 2000年（平成12年） \| 43,395人 \| \| \| 2005年（平成17年） \| 42,045人 \| \| \| 2010年（平成22年） \| 41,006人 \| \| \| 2015年（平成27年） \| 39,077人 \| \| \| 2020年（令和2年） \| 35,759人 \| \| |                                        |  |
| 総務省統計局 国勢調査より |                                        |  |
| 1970年（昭和45年） | 43,904人                               |  |
| 1975年（昭和50年） | 43,825人                               |  |
| 1980年（昭和55年） | 44,777人                               |  |
| 1985年（昭和60年） | 44,283人                               |  |
| 1990年（平成2年） | 44,416人                               |  |
| 1995年（平成7年） | 44,176人                               |  |
| 2000年（平成12年） | 43,395人                               |  |
| 2005年（平成17年） | 42,045人                               |  |
| 2010年（平成22年） | 41,006人                               |  |
| 2015年（平成27年） | 39,077人                               |  |
| 2020年（令和2年） | 35,759人                               |  |

#### 消滅集落
2015年国勢調査によれば、以下の集落は調査時点で人口0人の消滅集落となっている。
- 網走市 - 能取港町、北1条西

## 歴史
網走地方における人類の生活がはじまったのは約2万年前からであるとされている。北海道で続縄文時代となっていた5世紀ころ、オホーツク海沿岸ではオホーツク文化が起こり擦文時代が終わる13世紀ころまで約800年続き、樺太や千島列島にもあったとされている。少数民族のニヴフによって樺太南部ではじまったとされ、北方民族の生活スタイルを継承して北東アジアの影響を受けている。オホーツク文化後期（9世紀から13世紀ころ）になると擦文文化の影響を受け、両方の文化が融合したトビニタイ文化が生まれ、それまでの海岸居住に留まらず、内陸部への居住も見られるようになった。なお、道北では9世紀ころにオホーツク文化が擦文文化に吸収されたとしている。最寄貝塚（モヨロ貝塚）はオホーツク文化最大の遺跡として国の「史跡」に指定されている。
ウィルタは樺太の先住民族で「オロッコ」と呼ばれ、ニヴフは「ギリヤーク」とも呼ばれていたが、それぞれ独自の言語を持っており、アイヌとも近い関係にあった。終戦後、日本領土であったサハリン（樺太）にいて日本国籍を持ち旧日本軍に徴用された両民族の一部の人達は日本へ強制送還された。その先の1つが網走市であった。ミス網走といえる網走市の「流氷パタラ」のパタラとは、ウィルタ語に由来しており、「お嬢さん」の意味がある。

### 沿革

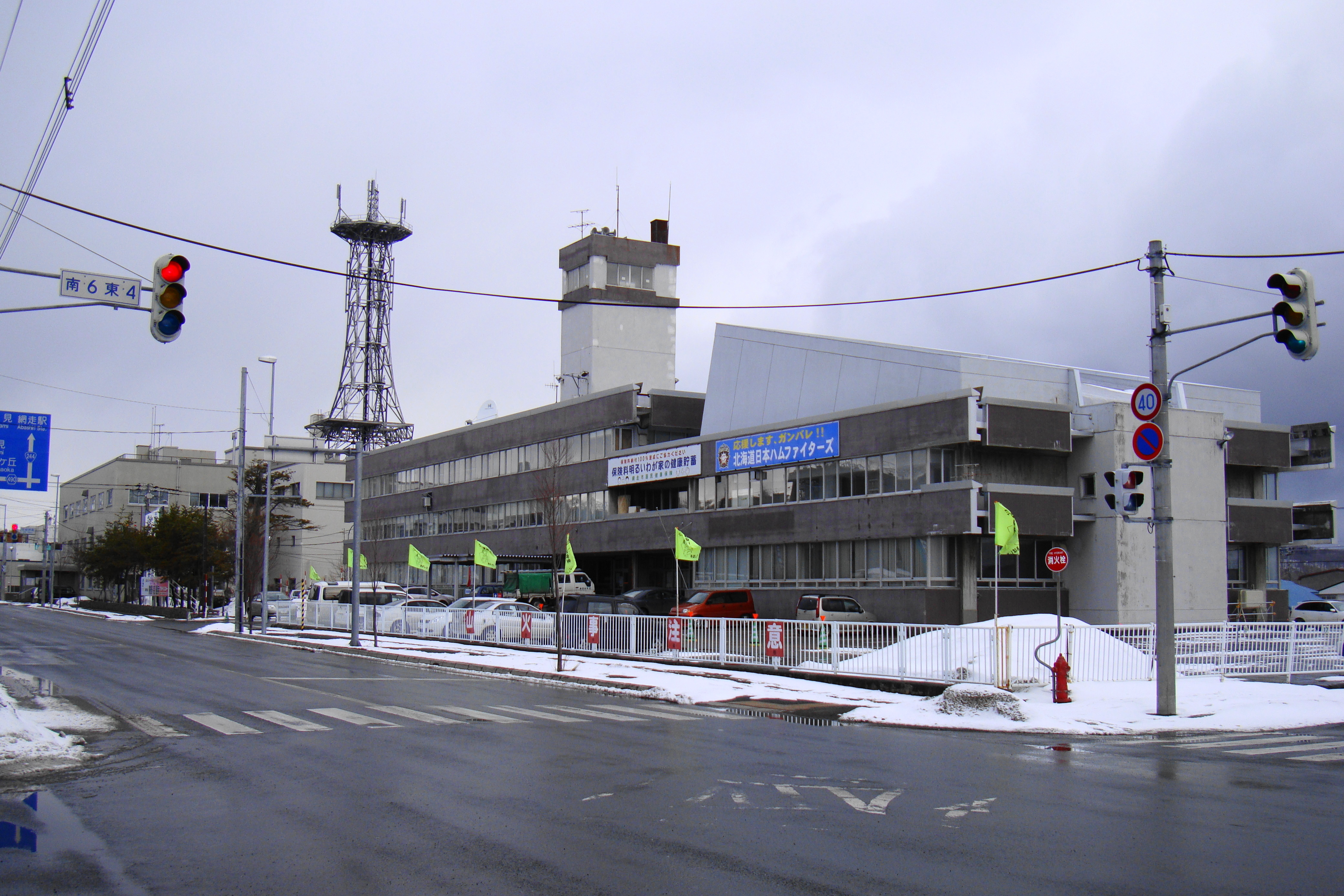
旧網走市役所（2010年）

「あばしりの年譜」「網走市統計書 平成26年版 年表」参照
- 1798年（寛政10年）：谷口青山の「自高島至舎利沿岸二十三図」の第二十二図にアバシリ沿岸および番屋が描かれる。
- 1812年（文化09年）：藤野喜兵衛、アバシリ川河口右岸に弁天社を創祀（祭神は弁才天、のちに町民が譲り受けて厳島神社となる）。
- 1857年（安政04年）：網走初のストーブ（宗谷製）、毛布、コーヒー使用。
- 1858年（安政05年）：松浦武四郎がアバシリ川を溯り『戊午日誌』（西部安婆之利日誌）を著わす。
- 1864年（元治元年）：藤野家、アバシリ川河口右岸に稲荷社を創祀（明治28年にオショップに移築）。
- 1869年（明治02年）：トーマス・ブラキストン来網、ポンモイの柱状節理を見る。
- 1871年（明治04年）：アイヌがすべて平民に編入され、身分上の差別撤廃。
- 1872年（明治05年）：蝦夷地が北海道と改められ、北見国網走郡の呼称が定まり、アバシリ村となる。官立病院設置。
- 1873年（明治06年）：アバシリ村に開拓使根室支庁網走出張所を置き、紋別・常呂・網走・斜里の各郡および釧路国網尻郡を所轄、紋別郡に分局設置。
- 1875年（明治08年）：漢字をあてて、網走村となる。
- 1876年（明治09年）：アイヌに苗字を与えて待遇上の差別を取り除き、特別保護を廃止。
- 1880年（明治13年）：網走郡役所開庁。
- 1881年（明治14年）：網走村網走川河口部右岸に市街地を区画し「北見町」と命名、宅地の払い下げ開始。
- 1882年（明治15年）：町田孫六が川向の橋のたもとを開墾し、網走で初めて専業農家を始める（馬鈴薯、大根、麻など）。
- 1884年（明治17年）：宮部金吾、クルマトマナイに漆樹林発見（安政6年前後に宮崎三右衛門によって会津から移植されたものと推定）[注 1]。
- 1890年（明治23年）：釧路監獄署網走囚徒外役所（網走刑務所の前身）開設。
- 1891年（明治24年）：釧路集治監網走分監設置。後に北海道集治監網走分監となる。収容者の強制労働により北見方面への道路開通。
- 1897年（明治30年）：北光社移民団が網走に上陸、野付牛村（現在の北見市）の北光社農場へ向かう。網走に船便で屯田兵の第1陣到着。網走支庁設置。
- 1902年（明治35年）：網走郡網走村、北見町、勇仁村（いさに）、新栗履村（にくりばけ）を合併し2級町村制施行、網走郡網走町となる[注 2]。
- 1906年（明治39年）：私設網走新聞雑誌従覧所開設（翌年に網走図書館と改称）。
- 1908年（明治41年）：広島県にある厳島神社の分霊を迎えニクル（桂町）に網走神社創祀[注 3]。
- 1910年（明治43年）：クルマトマナイ の造園工事で応永の年号がある板碑発見[注 1]。
- 1912年（大正元年）：網走—野付牛間の鉄道開通し、網走駅開設。
- 1913年（大正02年）：米村喜男衛がモヨロ貝塚を発見し網走に移住。電話交換業務開始。
- 1915年（大正04年）：能取村、藻琴村と合併して1級町村制施行。東洋捕鯨会社が大字最寄村タンネシラリ（二ツ岩裏）に網走事業場開設[注 4]、オホーツク海での捕鯨開始。
- 1917年（大正06年）：能取岬灯台完成。
- 1921年（大正10年）：網走町から女満別村（後の女満別町、現在の大空町）分村。
- 1922年（大正11年）：庁立網走中学校（北海道網走南ヶ丘高等学校の前身）、庁立網走高等女学校（かつてあった北海道網走向陽高等学校の前身）開校。
- 1923年（大正12年）：帽子岩ケーソンドック完成。
- 1925年（大正14年）：網走支庁長渡辺勘一が「天都山」（てんとさん）命名。釧網本線の網走 - 斜里間開通。
- 1926年（大正15年）：大字北見町（全域）、大字網走村（一部）の旧町村名を廃し、市街地に条・丁目制施行（北見町→南1～8条東・西、南9～11条東、網走村（一部）→南4～14条西）。
- 1931年（昭和06年）：女満別町との境界線を変更。
- 1936年（昭和11年）：湧網東線の網走 - 卯原内間開通（1987年湧網線廃止）。北見郷土館（現在の網走市立郷土博物館）開館。
- 1938年（昭和13年）：網走町の字名・字界・地番・南北条・東西丁目を改正[注 5]。
- 1942年（昭和17年）：網走水産指導所（現在の北海道立総合研究機構水産研究本部網走水産試験場）設置。
- 1945年（昭和20年）：米軍機が網走に襲来（北海道空襲）。
- 1947年（昭和22年）：市制施行、網走市となる。東藻琴村分村。戦後初の統一地方選挙で中川イセ（本名：いせよ）が、初の女性議員として網走市議会議員当選。
- 1949年（昭和24年）：網走消防本部・消防署開庁式。網走漁業協同組合設立。
- 1954年（昭和29年）：8月に昭和天皇、香淳皇后が市内を行幸[23]。
- 1956年（昭和31年）：オホーツク水族館開館（2002年閉館）。
- 1958年（昭和33年）：「網走国定公園」指定。
- 1960年（昭和35年）：網走熱帯植物園開園（1971年閉園）。
- 1963年（昭和38年）：水没遺跡の網走湖底遺跡で日本国内初の潜水発掘調査が行われる。日本国内では20世紀最後となる皆既日食観測。北海道冷凍魚肉協会（現在の全国すり身協会）設立[24]。
- 1966年（昭和41年）：『オホーツク流氷まつり』初開催。モヨロ貝塚館開館。
- 1967年（昭和42年）：網走市民会館開館。
- 1972年（昭和47年）：網走市立美術館開館。網走市開基100年・市制施行25年記念式。
- 1974年（昭和49年）：北海道網走養護学校開校。
- 1978年（昭和53年）：網走港が「重要港湾」指定。
- 1979年（昭和54年）：天都山展望台開設。
- 1980年（昭和55年）：能取漁港開港。
- 1983年（昭和58年）：博物館網走監獄開館。
- 1985年（昭和60年）：オホーツク流氷館開館。
- 1986年（昭和61年）：カナダポートアルバーニ市と姉妹都市提携。
- 1989年（平成元年）：東京農業大学生物産業学部（オホーツクキャンパス）開学。
- 1991年（平成03年）：流氷砕氷船「おーろら」就航。北海道立北方民族博物館開館。市内3農協が合併しオホーツク網走農業協同組合（JAオホーツク網走）設立。網走スポーツ・トレーニングフィールドオープン。
- 1992年（平成04年）：網走市水産化学センター完成。
- 1993年（平成05年）：網走市保健センターオープン。
- 1994年（平成06年）：オートキャンプ場「てんとらんど」オープン。
- 1996年（平成08年）：北海道立オホーツク公園全面開園。
- 1998年（平成10年）：オホーツクドームオープン。
- 1999年（平成11年）：網走市農業協同組合が解散し、オホーツク網走農業協同組合と合併。
- 2000年（平成12年）：オホーツク・文化交流施設（エコセンター2000）オープン。
- 2001年（平成13年）：沖縄県糸満市と友好都市提携。
- 2002年（平成14年）：レイクサイドパーク・のとろオープン。
- 2004年（平成16年）：山形県天童市と観光物産等相互交流協定締結。
- 2005年（平成17年）：神奈川県厚木市と友好都市提携。
- 2006年（平成18年）：網走港帽子岩ケーソンドックが「土木学会選奨土木遺産」選定。
- 2007年（平成19年）：3月末時点の人口が、市制施行以来初めて4万人を割り込む（39,983人）。翌月末に4万人台に回復するも2008年3月末に再び4万人を割り込む（39,557人）。
- 2009年（平成21年）：道の駅流氷街道網走オープン。北海道網走向陽高等学校と網走高等学校が統合し、新設校北海道網走桂陽高等学校開校。
- 2010年（平成22年）：「みなとオアシス」登録（みなとオアシス網走）[25]。支庁制度改革の一環により網走支庁がオホーツク総合振興局と改称。
- 2012年（平成24年）：濤沸湖水鳥・湿地センターオープン。「健康都市連合」加盟[26]。
- 2017年（平成29年）：日本体育大学附属高等支援学校開校。
- 2019年（平成31年）：コミュニティ放送「FM ABASHIRI」開局[27]。
- 2020年（令和2年）：新型コロナ感染症の拡大に伴い、学校の臨時休校が行われた[28]ほか、オホーツク網走マラソンなどのイベントが中止となった[29]。
- 2023年（令和5年）：能取湖でホタテの稚貝約1億8千万個が大量死し、被害額は約7億円に上った。[30]。
- 2024年（令和6年）：網走市が「日本サッカー協会100周年表彰（感謝表彰）」を受ける[31]
- 2025年（令和7年）2月25日：市役所が網走市南5条東1丁目10番地の新庁舎に移転[1]。

## 政治

### 行政

#### 役所
- 網走市役所

#### 市長
歴代市長
|      | 氏名                          | 就任年月日                | 退任年月日                 |
| ---- | ----------------------------- | ------------------------- | -------------------------- |
| 代理 | 大島光雄（おおしま みつお）   | 1947年（昭和22年）2月11日 | 1947年（昭和22年）4月4日   |
| 初代 | 吉田栄吉（よしだ えいきち）   | 1947年（昭和22年）4月5日  | 1955年（昭和30年）4月29日  |
| 2代  | 有末三郎（ありすえ さぶろう） | 1955年（昭和30年）4月30日 | 1959年（昭和34年）4月29日  |
| 3代  | 遠藤熊吉（えんどう くまきち） | 1959年（昭和34年）4月30日 | 1963年（昭和38年）12月20日 |
| 4代  | 佐藤忠吉（さとう ちゅうきち） | 1964年（昭和39年）2月2日  | 1974年（昭和49年）10月17日 |
| 5代  | 安藤哲郎（あんどう てつお）   | 1974年（昭和49年）12月1日 | 1998年（平成10年）11月30日 |
| 6代  | 大場脩（おおば おさむ）       | 1998年（平成10年）12月1日 | 2010年（平成22年）11月30日 |
| 7代  | 水谷洋一（みずたに よういち） | 2010年（平成22年）12月1日 | 現職                       |

#### 市民憲章･宣言
網走市民憲章
都市宣言
「都市宣言」参照
- 交通安全都市宣言（昭和39年9月30日）
- 人権擁護都市宣言（昭和48年12月20日）
- 平和都市宣言（平成3年9月17日）
- 健康・スポーツ都市宣言（平成21年9月15日）

### 議会

#### 市議会
「網走市議会」参照
- 議員定数16人
- 議会
  - 定例会（年4回）
  - 臨時会
- 委員会
  - 常任委員会（総務経済委員会・文教民生委員会）
  - 特別委員会
  - 議会運営委員会
- その他
  - 会派代表者会議
  - 会派代表者会議
  - 議員全員協議会

## 国家機関

### 官公庁
- 法務省
  - 網走刑務所
  - 釧路保護観察所網走駐在官事務所
  - 釧路地方検察庁網走支部
    - 網走区検察庁
- 財務省
  - 函館税関釧路税関支署網走出張所
  - 国税庁札幌国税局網走税務署
- 厚生労働省
  - 北海道労働局網走公共職業安定所（ハローワーク網走）
- 農林水産省
  - 林野庁北海道森林管理局網走南部森林管理署網走森林事務所
- 国土交通省
  - 北海道開発局網走開発建設部
    - 網走道路事務所
    - 網走港湾事務所
    - 網走農業事務所

  - 気象庁網走地方気象台
  - 海上保安庁第一管区海上保安本部紋別海上保安部網走海上保安署
- 防衛省
  - 航空自衛隊網走分屯基地
  - 自衛隊帯広地方協力本部網走地域事務所

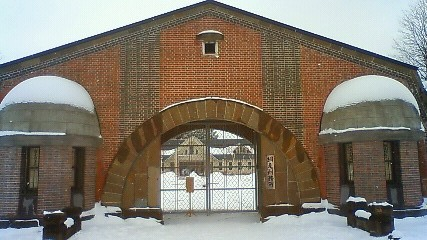
網走刑務所（2010年3月）
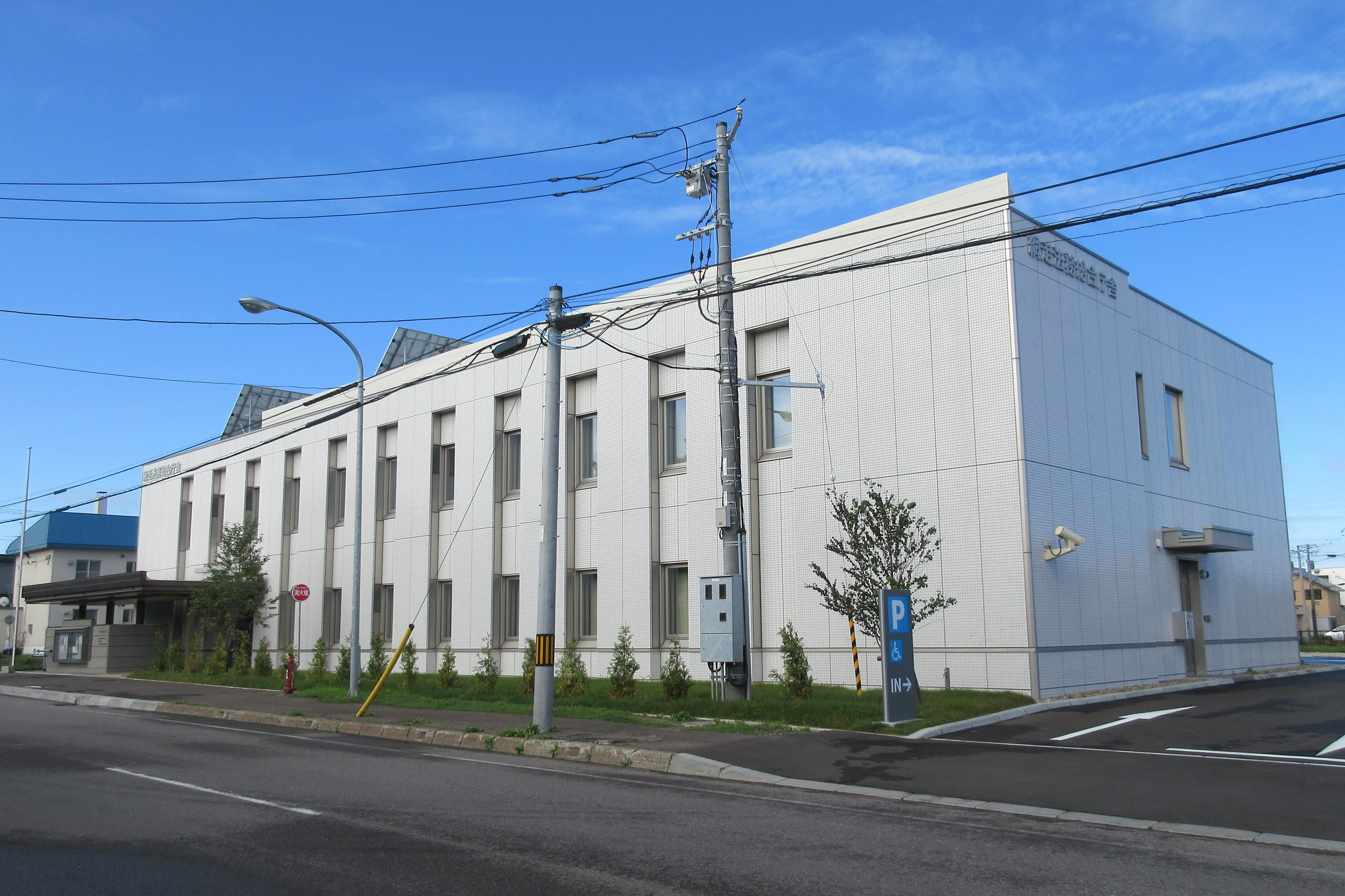
網走法務総合庁舎（2015年9月）
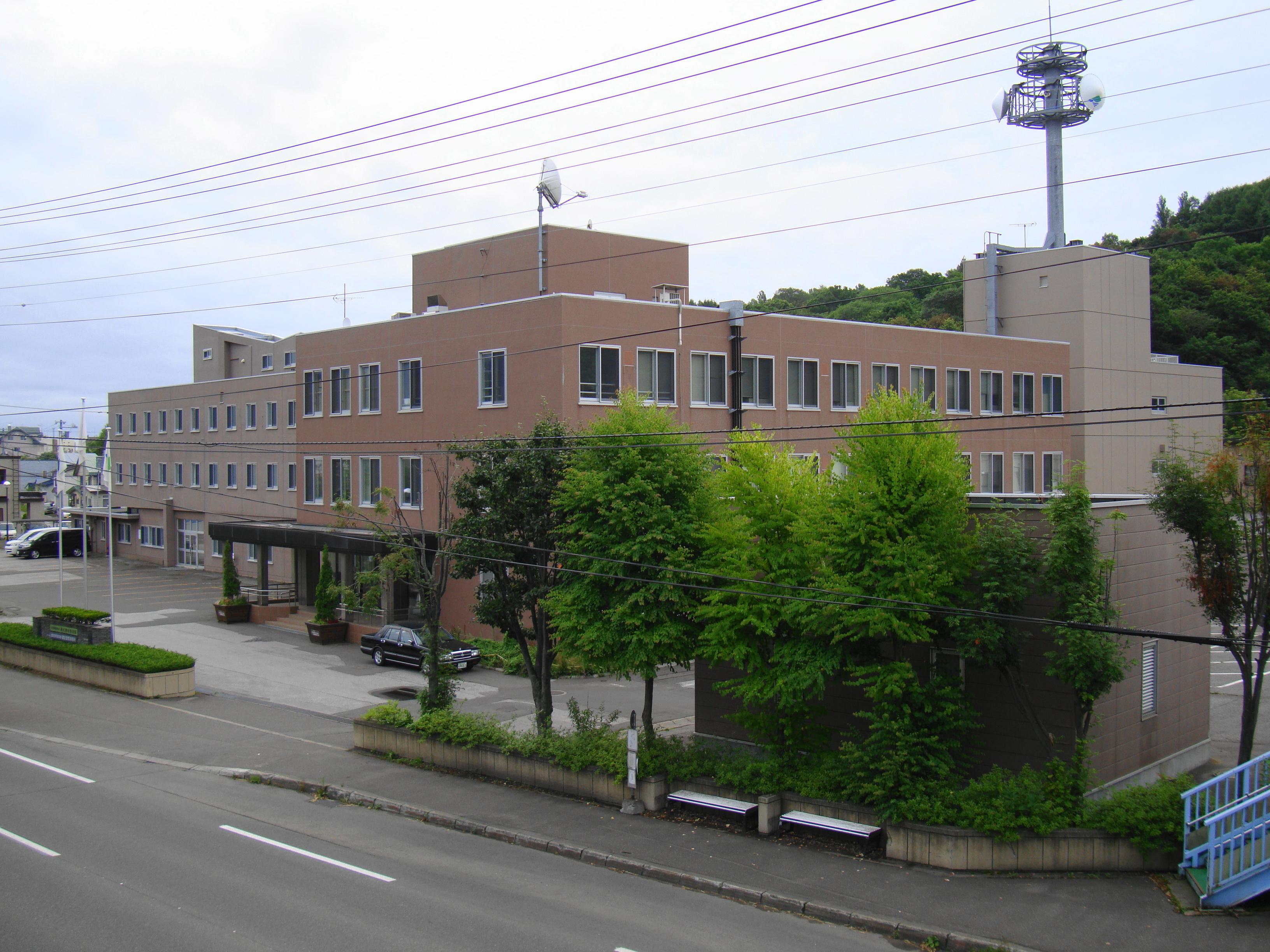
網走開発建設部（2011年8月）
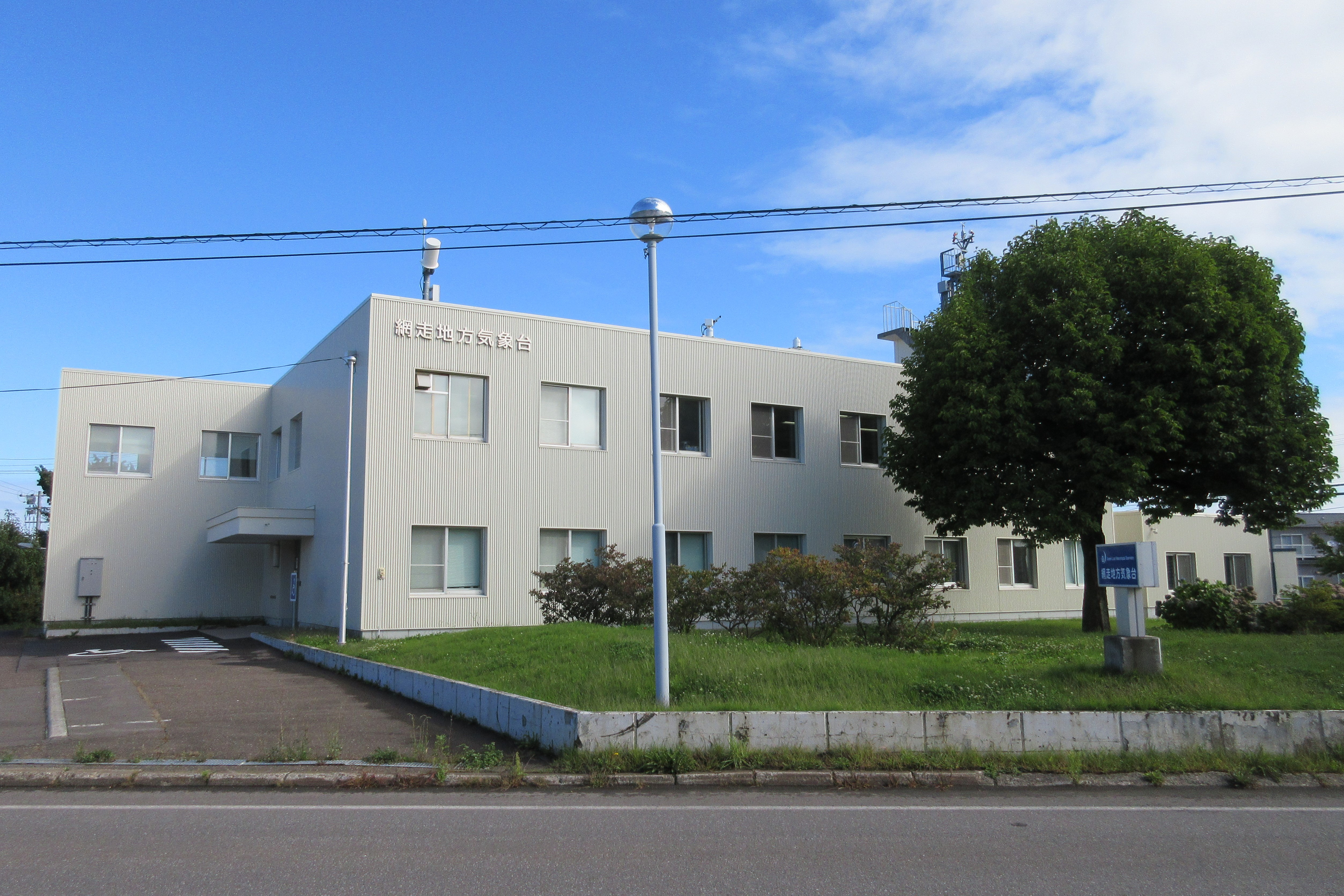
網走地方気象台（2015年9月）

### 裁判所
- 釧路地方裁判所網走支部
- 釧路家庭裁判所網走支部
- 網走簡易裁判所

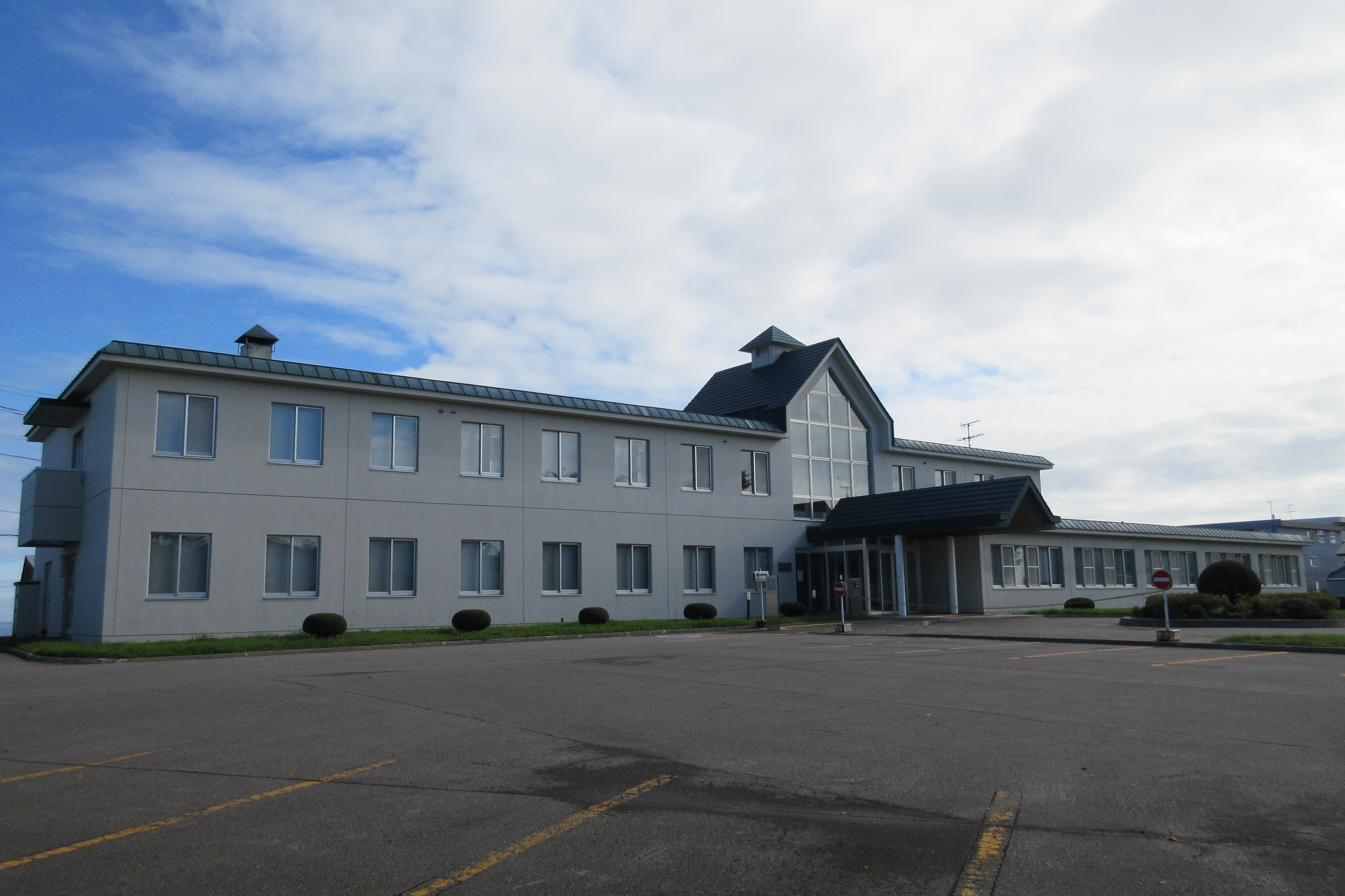
網走簡易裁判所（2015年9月）

### 独立行政法人・特殊法人等
地方独立行政法人
- 北海道立総合研究機構水産研究本部
  - 網走水産試験場
  - さけます・内水面水産試験場道東内水面室（網走市水産科学センター内）

### 道の機関
- オホーツク総合振興局
  - 北海道教育庁オホーツク教育局
  - 北海道網走保健所
  - 網走農業改良普及センター網走支所
  - 網走海区漁業調整委員会
- オホーツク総合振興局東部耕地出張所
- 北海道立向陽ケ丘病院

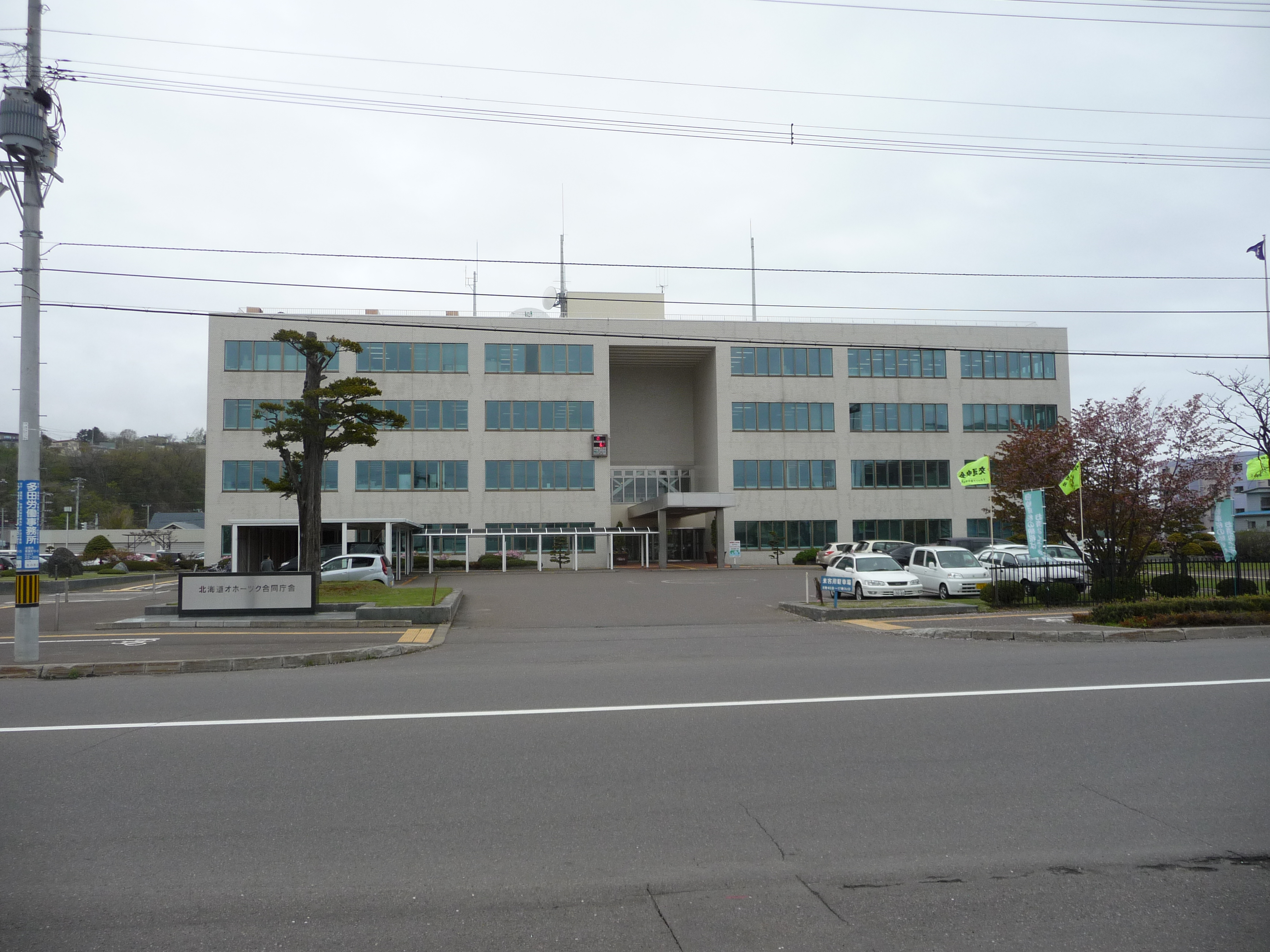
北海道オホーツク合同庁舎（2010年5月）

## 施設

### 警察
- 北海道北見方面網走警察署
  - 中央交番
  - 駒場交番
  - 新町交番
  - 呼人駐在所
  - 卯原内駐在所
  - 藻琴駐在所

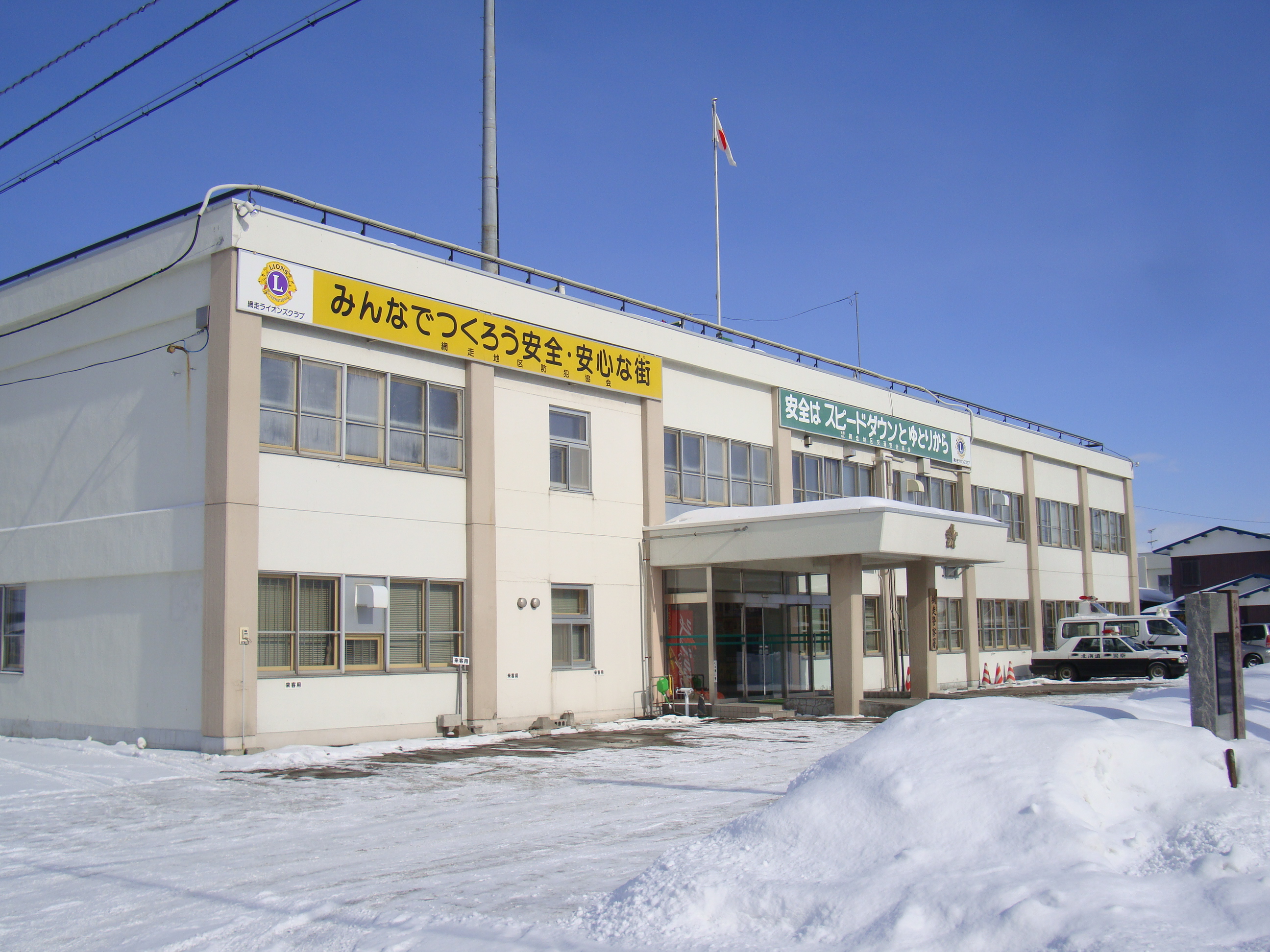
北海道北見方面網走警察署（2012年2月）

### 消防
本部
- 網走地区消防組合消防本部

消防署
- 網走消防署

出張所
- 南出張所

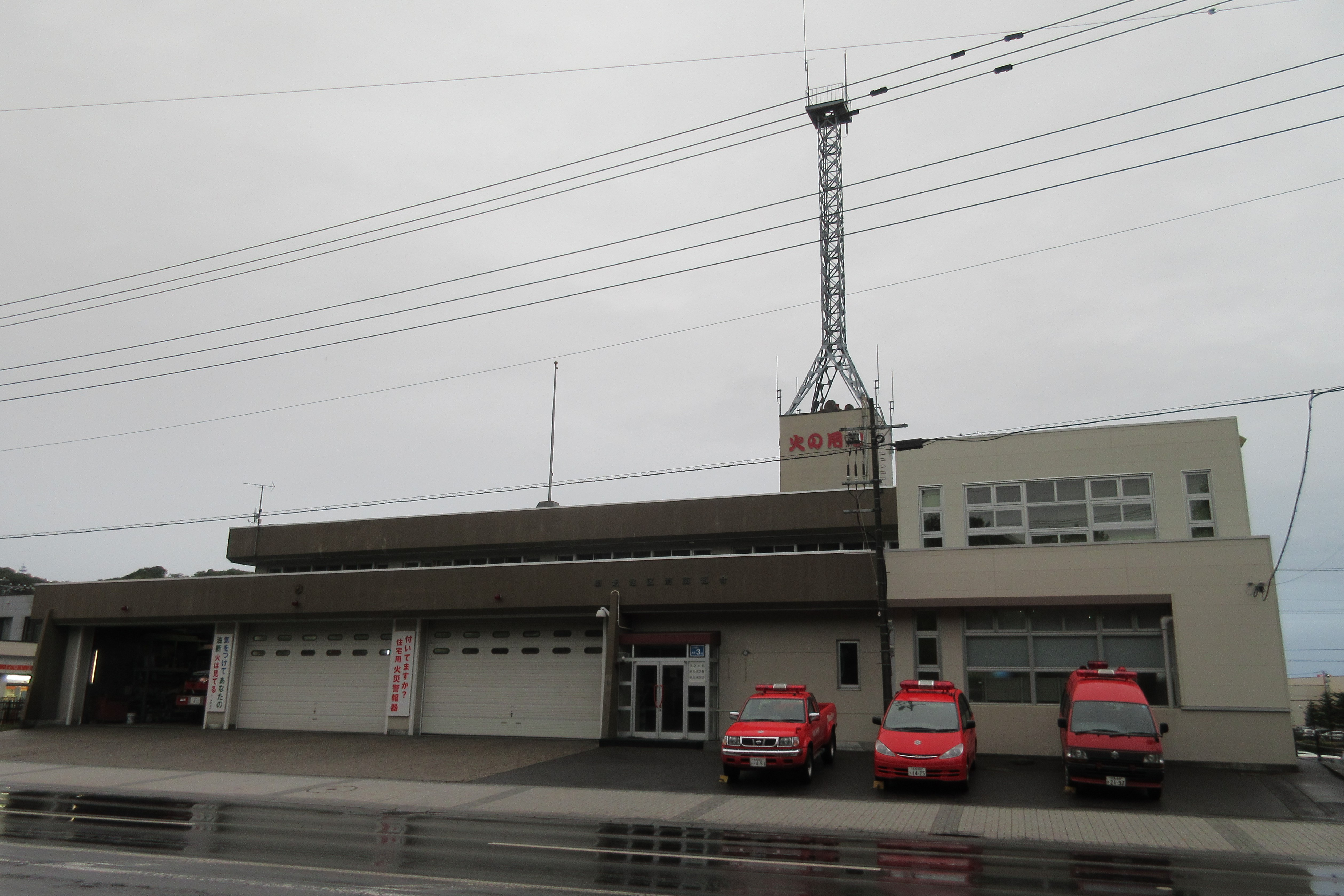
網走地区消防組合消防本部・網走消防署（2015年9月）

### 医療
主な病院
- 網走厚生病院
- 網走中央病院
- 網走脳神経外科・リハビリテーション病院
- こが病院
- 北海道立向陽ケ丘病院

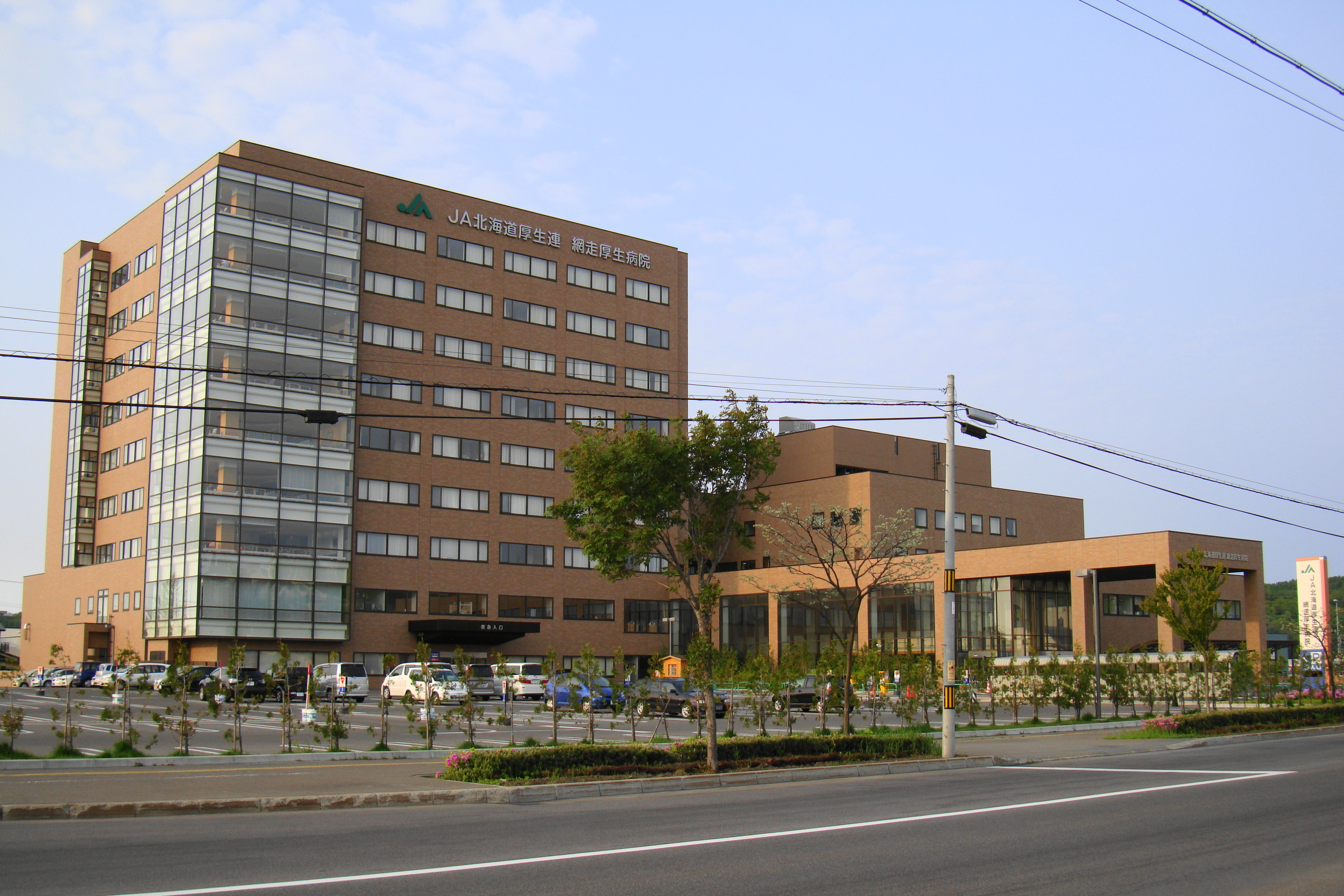
網走厚生病院（2010年6月）
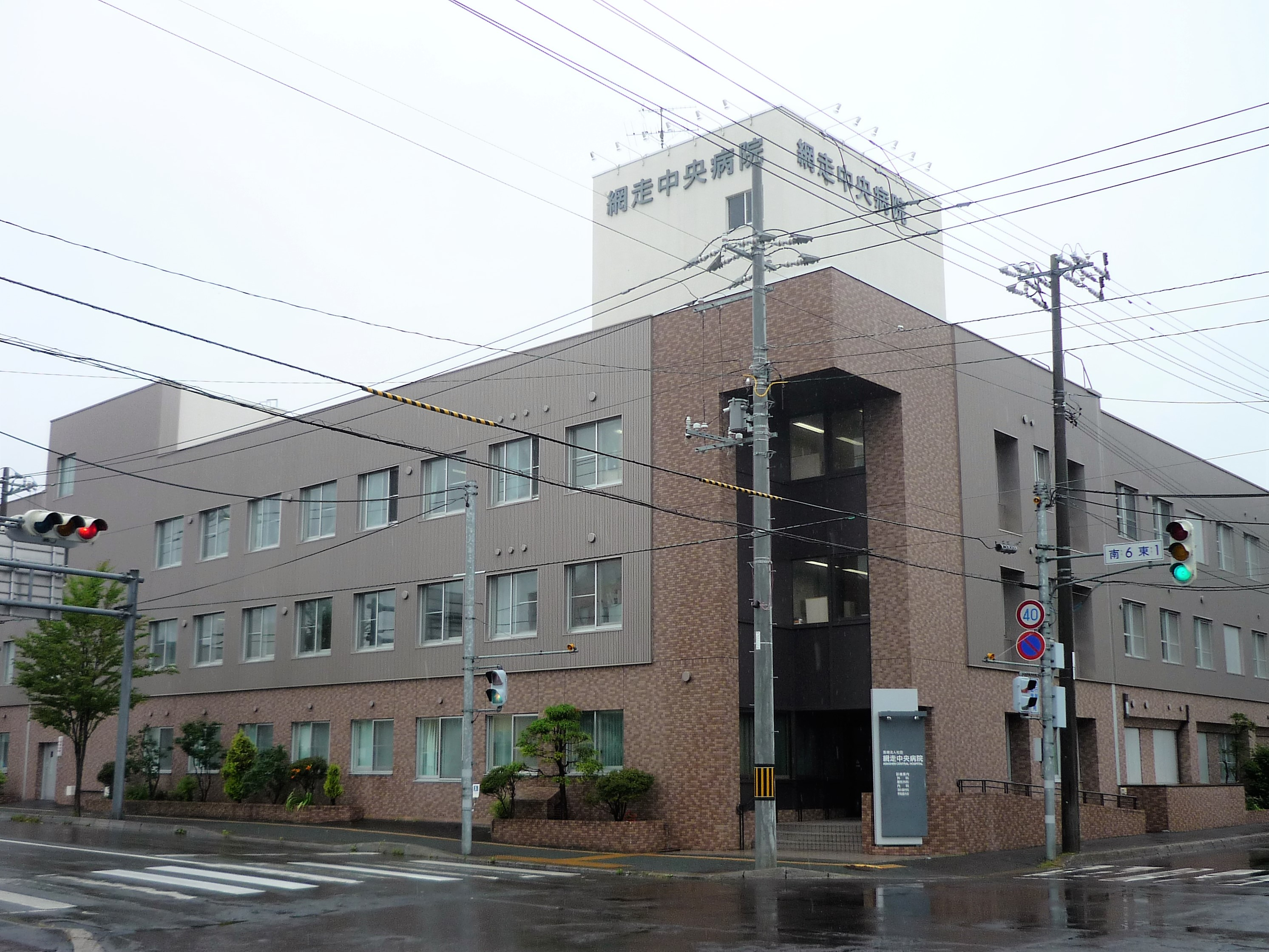
網走中央病院（2018年8月）

### 郵便局

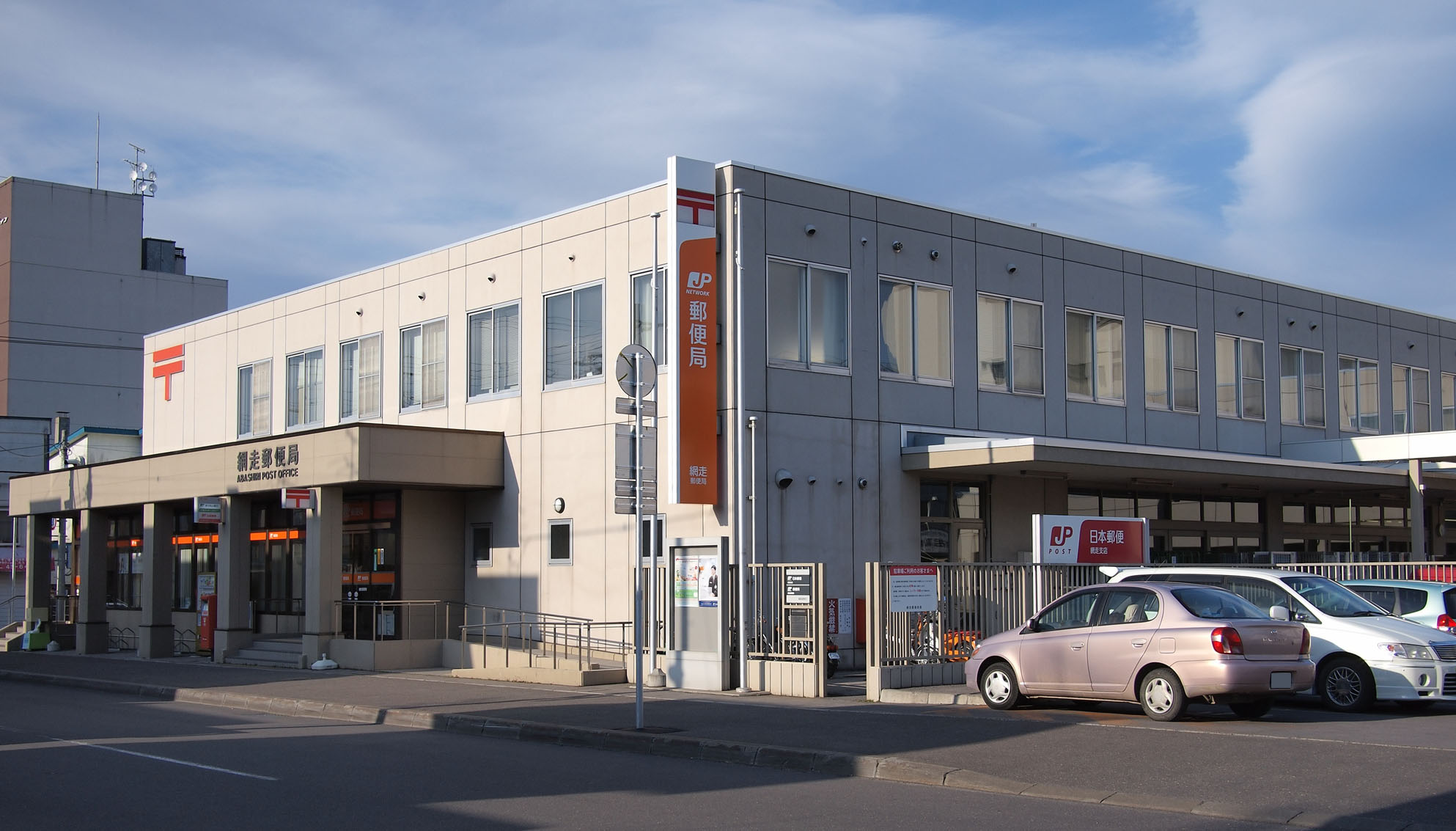
網走郵便局（集配局）

- 網走駅前郵便局
- 網走大曲郵便局
- 網走北六条郵便局
- 網走駒場郵便局
- 網走南四条郵便局
- 卯原内郵便局
- 浦士別郵便局
- 北浜郵便局
- 鱒浦郵便局
- 藻琴郵便局
- 呼人郵便局
- 網走潮見簡易郵便局
- 網走つくしヶ丘簡易郵便局
- 桂町簡易郵便局
- 二ツ岩簡易郵便局

- 網走郵便局（2010年4月）

### 公共施設
- オホーツク・文化交流施設（エコセンター2000）
- 網走市民会館
- 網走市立美術館
- 網走市立郷土博物館
- モヨロ貝塚館
- 網走市立図書館
- 網走市保健センター
- 網走市総合福祉センター
- 網走市こども発達支援センター『ふわり』
- 網走女性センター
- 網走市市民活動センター
- 網走市食品加工体験センター「みんぐる」
- 網走市勤労者総合福祉センター（ソレイユ）
- 網走市勤労青少年ホーム
- 網走市地域子育て支援センター「ひまわり」
- 網走市地域子育て支援センター「どんぐり」
- 網走市水産科学センター
- 網走青果地方卸売市場
- 網走市農村環境改善センター
- 網走市農業総合管理センター
- 網走市農産物高次加工研究所
- 網走小麦集出荷施設
- 網走市営美岬牧場
- 網走市廃棄物処分施設
- 網走市八坂火葬場

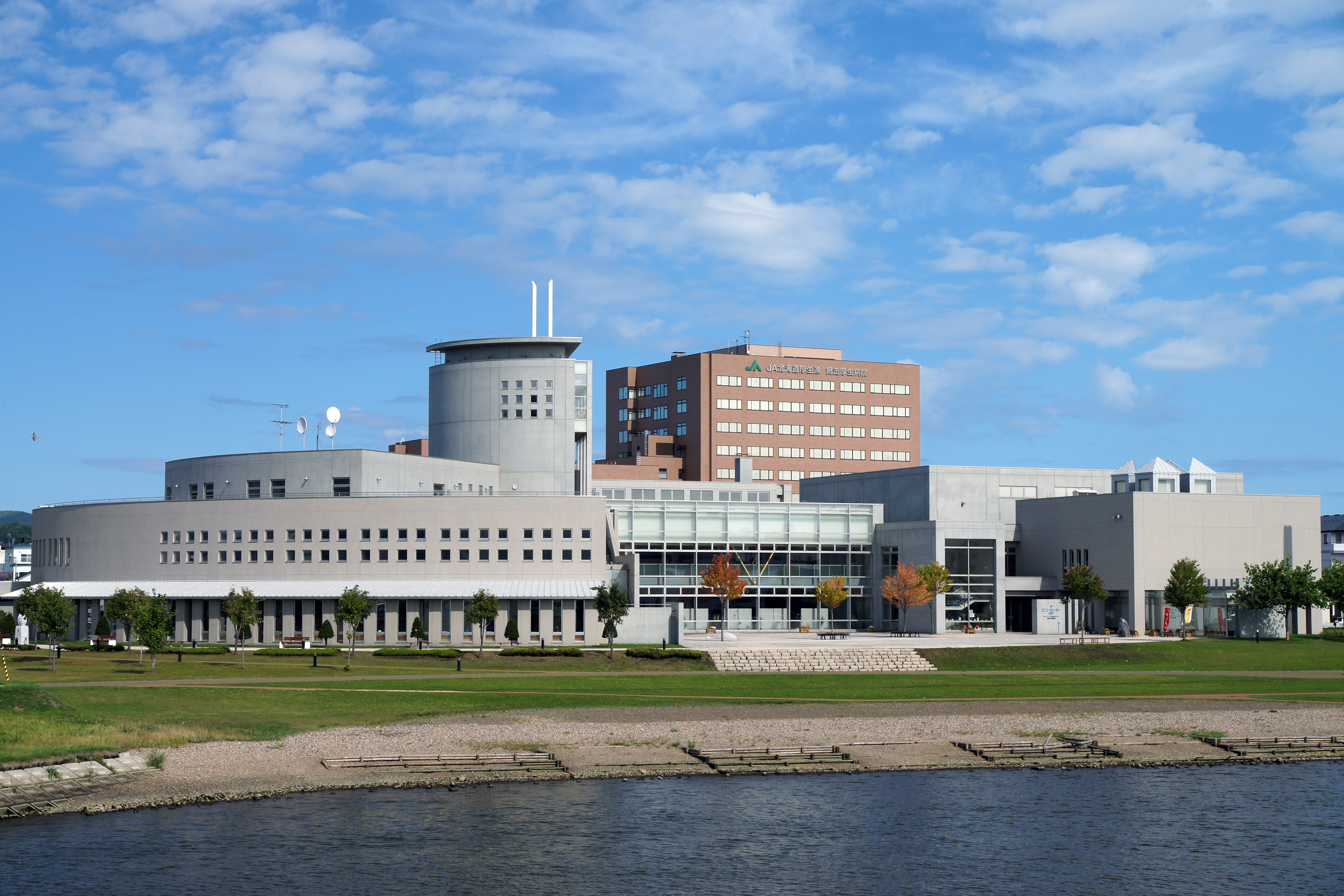
オホーツク・文化交流施設（2011年9月）
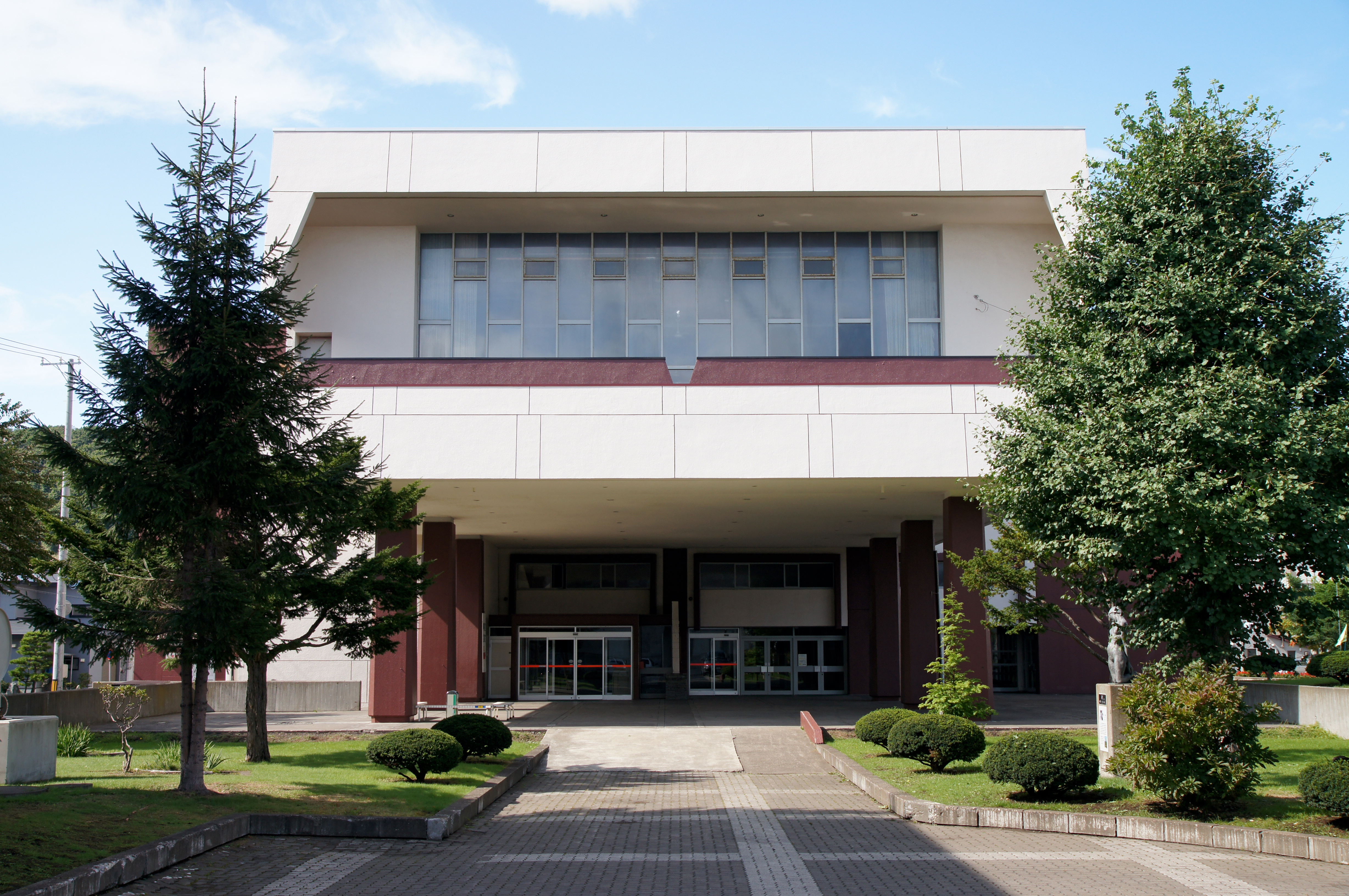
網走市民会館（2011年9月）
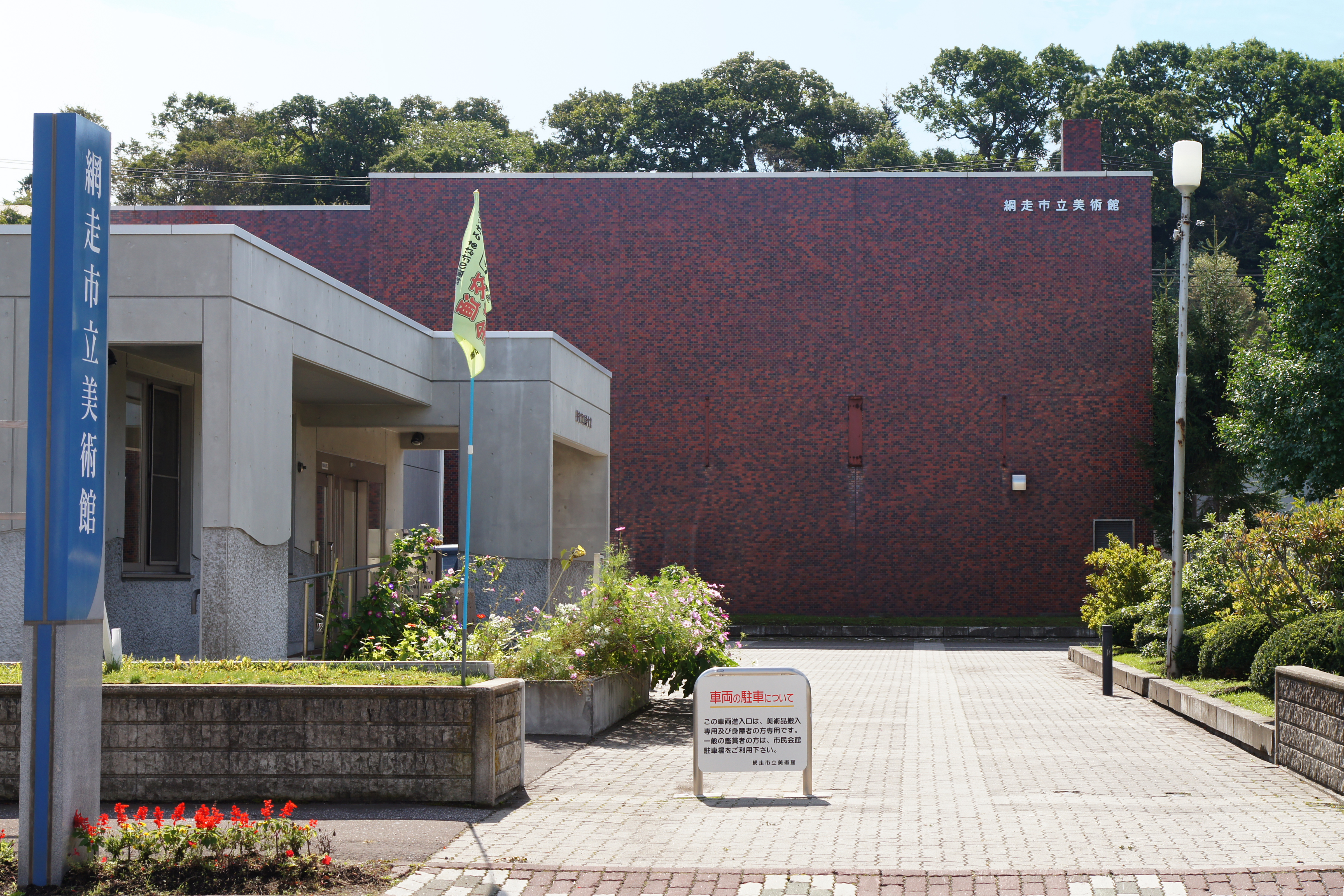
網走市立美術館（2011年9月）
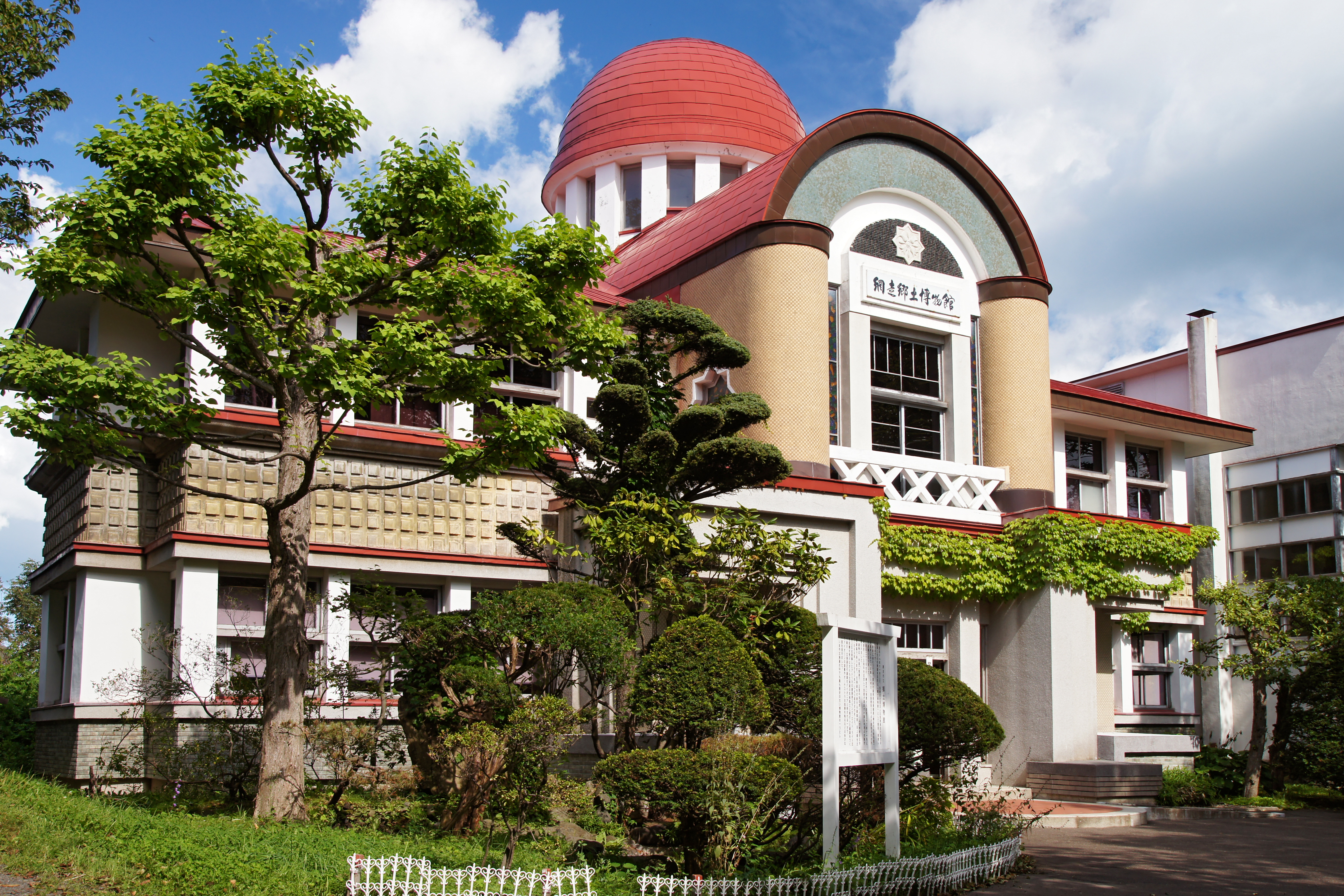
網走市立郷土博物館（2011年9月）

### 運動施設
網走市の夏は晴れの日が多く、日照時間が長いのが特徴となっている。1988年（昭和63年）に気候やトレーニング環境が評価され、4種目（ボート競技、バドミントン、体操競技（女子）、陸上競技（長距離））でソウルオリンピックの事前合宿地となったことをきっかけにスポーツ合宿への取り組みがスタートした。ラグビーはじめ陸上競技、車いすマラソン、バスケットボール、野球、ボート競技、バイアスロン、スキーなどの合宿が行われているほか、北見市と連携して周辺自治体でスポーツ合宿誘致に向けた取り組みを行っている。網走スポーツ・トレーニングフィールドは天然芝フィールド7面、全天候型テニスコート16面、野球場、ソフトボール場、アーチェリーー場、投てき競技専用の練習場を備えており、毎年夏には観戦可能なラグビー練習試合『網走ラグビーフェスティバル』を開催している。網走市営陸上競技場では陸上競技の大会『ホクレンディスタンスチャレンジ』を開催しており、2013年（平成25年）には長距離競歩における日本オリンピック委員会（JOC）認定競技別強化センターとなった。
- 網走運動公園
  - 網走市総合体育館
  - 網走市民健康プール
  - 網走市営野球場
  - 網走市営陸上競技場
  - すぱーく網走（屋内ゲートボール場）
  - 網走運動公園パークゴルフ場
- 網走市営桂町球技場
- 網走スポーツ・トレーニングフィールド
  - フィールドスポーツエリア
  - テニスコート
  - アーチェリー場
  - 投てき練習場
  - オホーツクドーム
- 網走レークビュースキー場
- 網走市営スケート場
- 網走湖ボート場
- レイクサイドパーク・のとろ

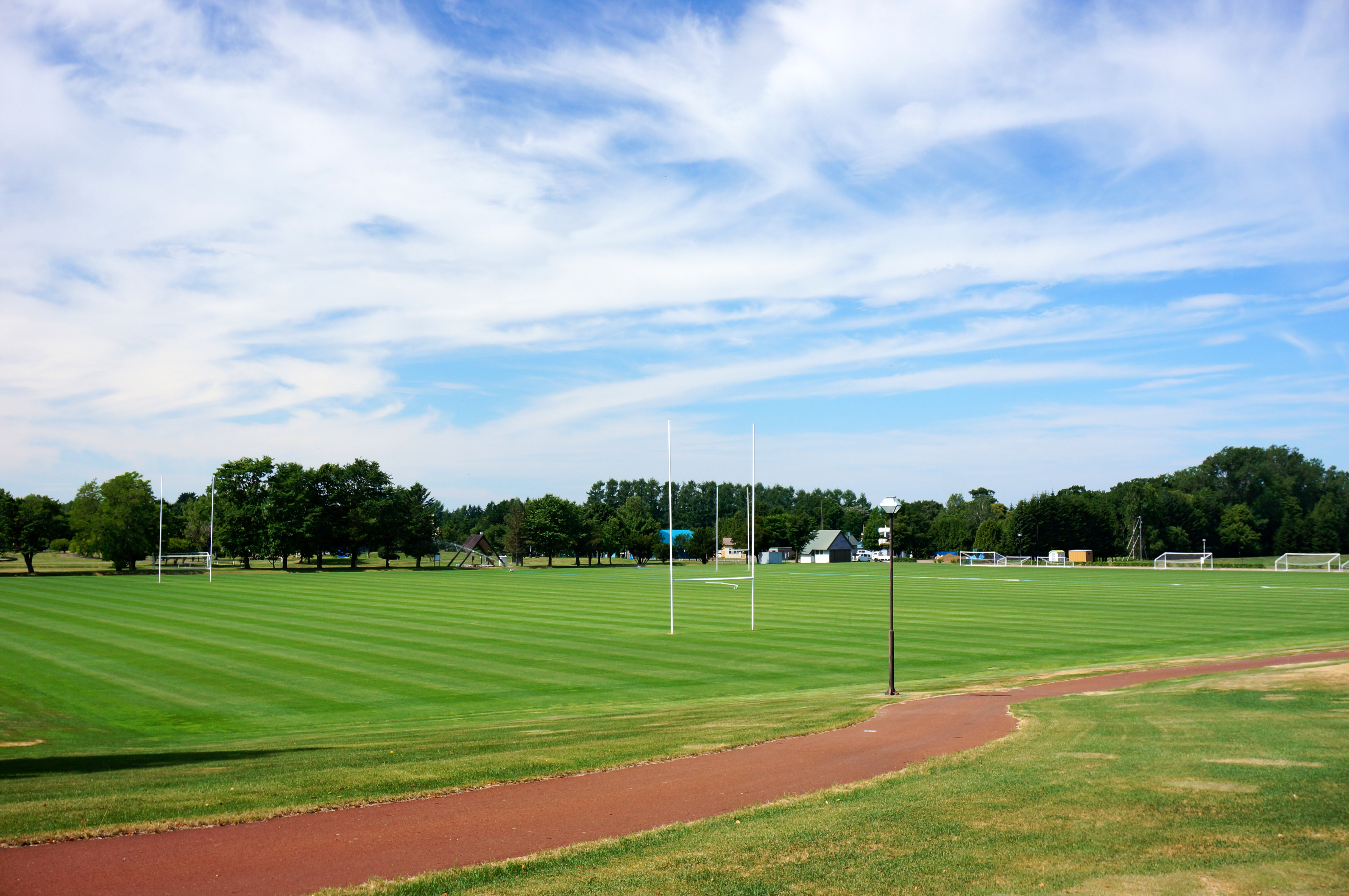
網走スポーツ・トレーニングフィールド（2013年7月）

## 対外関係

### 姉妹都市･提携都市
「姉妹都市・友好都市」参照

#### 海外
姉妹都市
- ポートアルバーニ市（カナダ連邦 ブリティッシュコロンビア州）
1986年（昭和61年）2月9日 - 姉妹都市提携。

#### 国内
姉妹都市
- 糸満市（南西諸島 沖縄県）
2001年（平成13年）12月1日 - 姉妹都市提携。
- 厚木市（関東地方 神奈川県）
2005年（平成17年）2月5日 - 姉妹都市提携。

提携都市
- 天童市（東北地方 山形県）
  - 2004年（平成16年）4月24日 - 観光物産交流協定締結。

## 経済

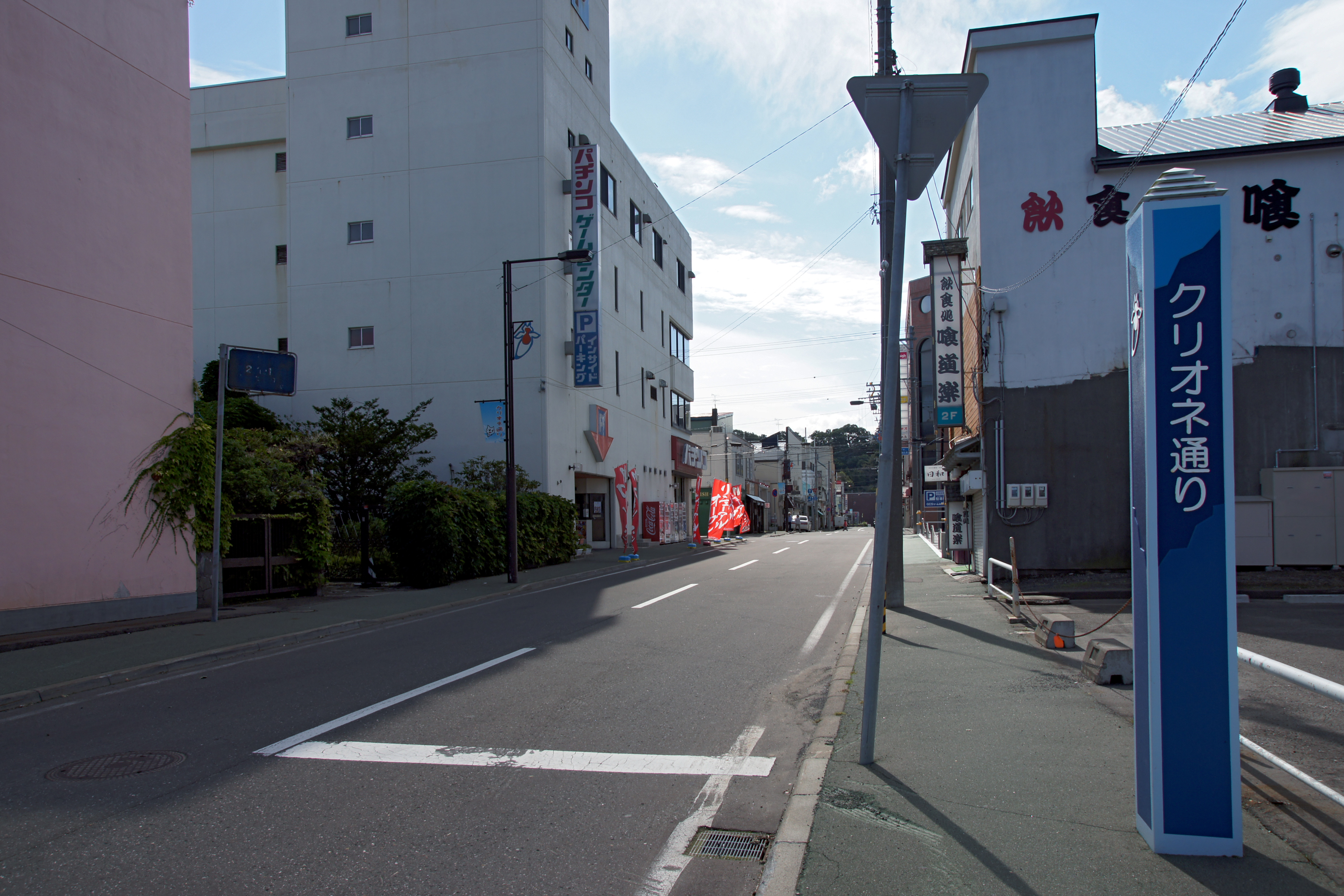
クリオネ通り（2011年9月）

産業別人口は第三次産業の割合が最も高く、次いで第二次産業、第一次産業となっている。

### 組合
- オホーツク網走農業協同組合（JAオホーツク網走）
- 網走地区森林組合
- 網走漁業協同組合
- 西網走漁業協同組合
- 北見漁船保険組合
- 網走地方卸売市場買受人組合
- 網走地区左官組合

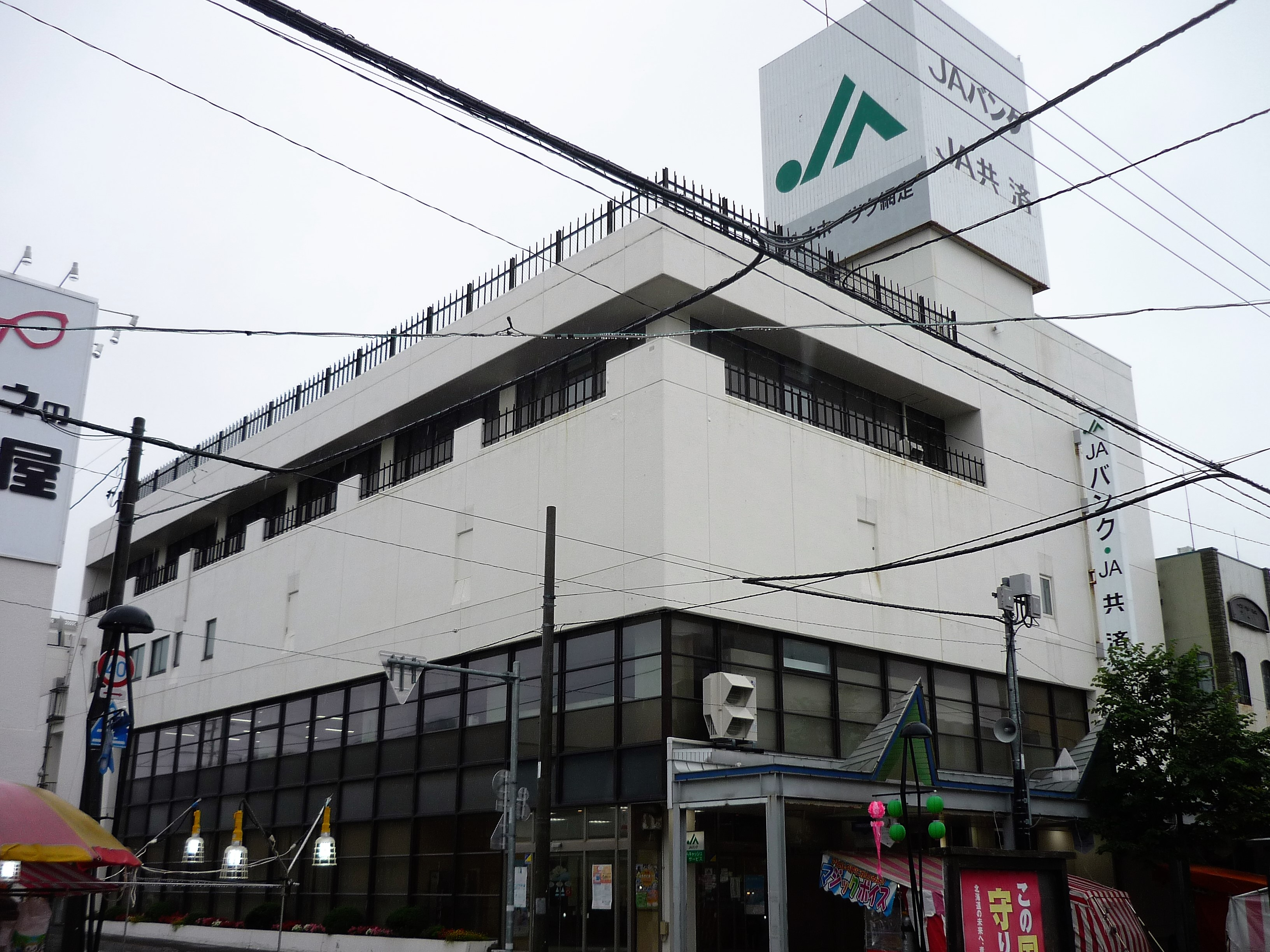
JAオホーツク網走本所（2018年8月）

### 第一次産業

#### 農業
農業では北海道内有数の畑作地帯となっており、大型機械を導入した営農集団組織により麦類、馬鈴薯（ジャガイモ）、テンサイを中心とした大規模営農を展開しているほか、ダイコン、ナガイモ、ゴボウなどの野菜類や酪農、畜産も行っている。

#### 漁業
漁業は網走沿岸において沖合底曳網、きちじ延縄、定置網、ホタテ桁、かに固定式刺網、毛がに篭などにより漁業を営んでいる。網走市は日本最北の捕鯨基地でもあり、市内の捕鯨業者が沿岸小型捕鯨業（捕鯨）を行っている。また、市内には湖が複数あることから内水面漁業も行われており、ホタテ、ワカサギ、シジミ、シラウオ、エビなどの漁が営まれている。

### 第三次産業

#### 商業
ショッピングセンター
- ライトコーポレーション
  - 駒場ショッピングタウン「アルサキット」[43]

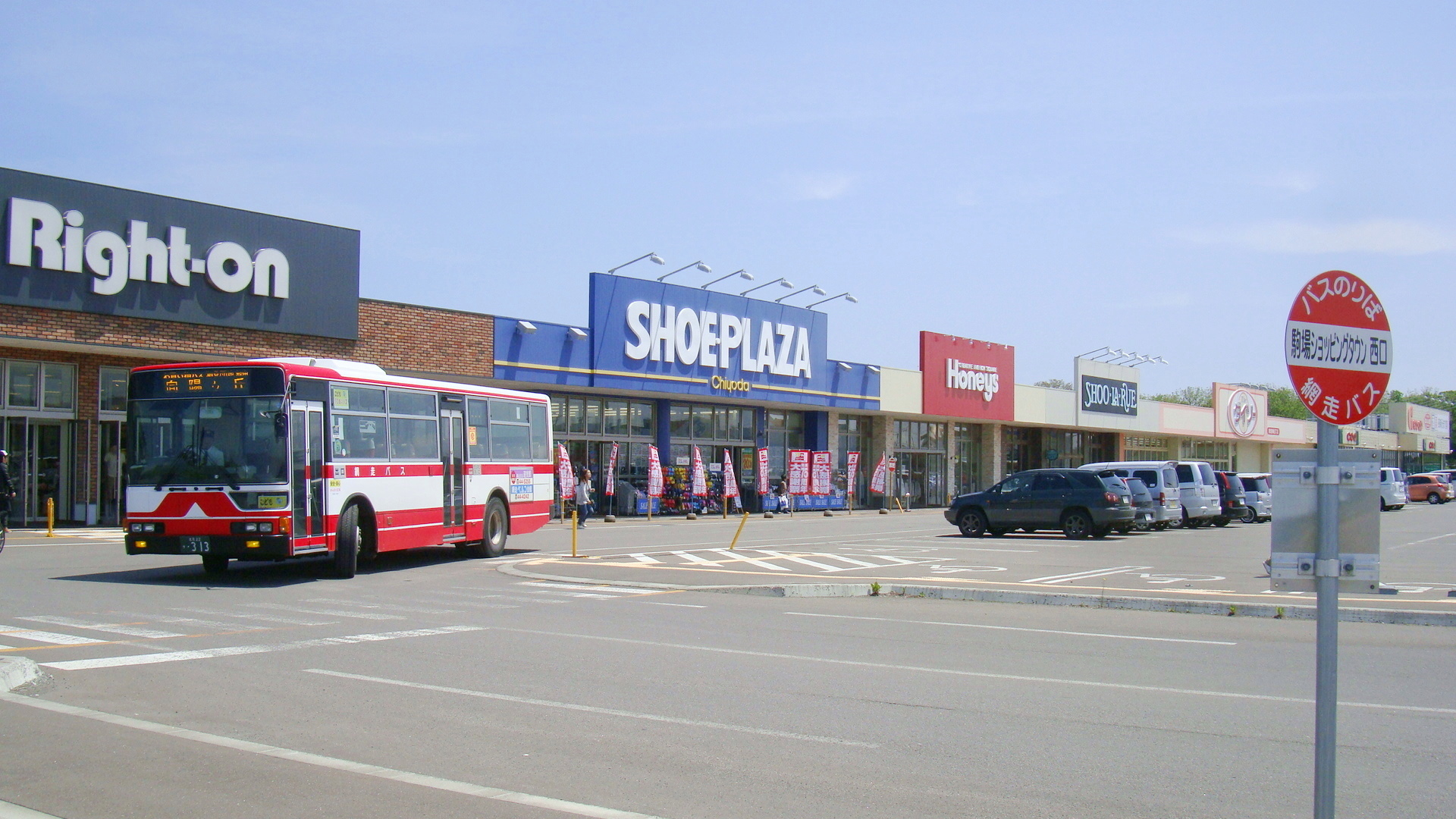
駒場ショッピングタウン（2011年6月）

スーパーマーケット
- 道東アークス（アークスグループ）
  - ベーシック橋北店
  - ベーシック駒場店
  - ファースト駒場店
- 北雄ラッキー
  - シティあばしり店
- 生活協同組合コープさっぽろ北見地区
  - あばしり店（駒場ショッピングタウン内）

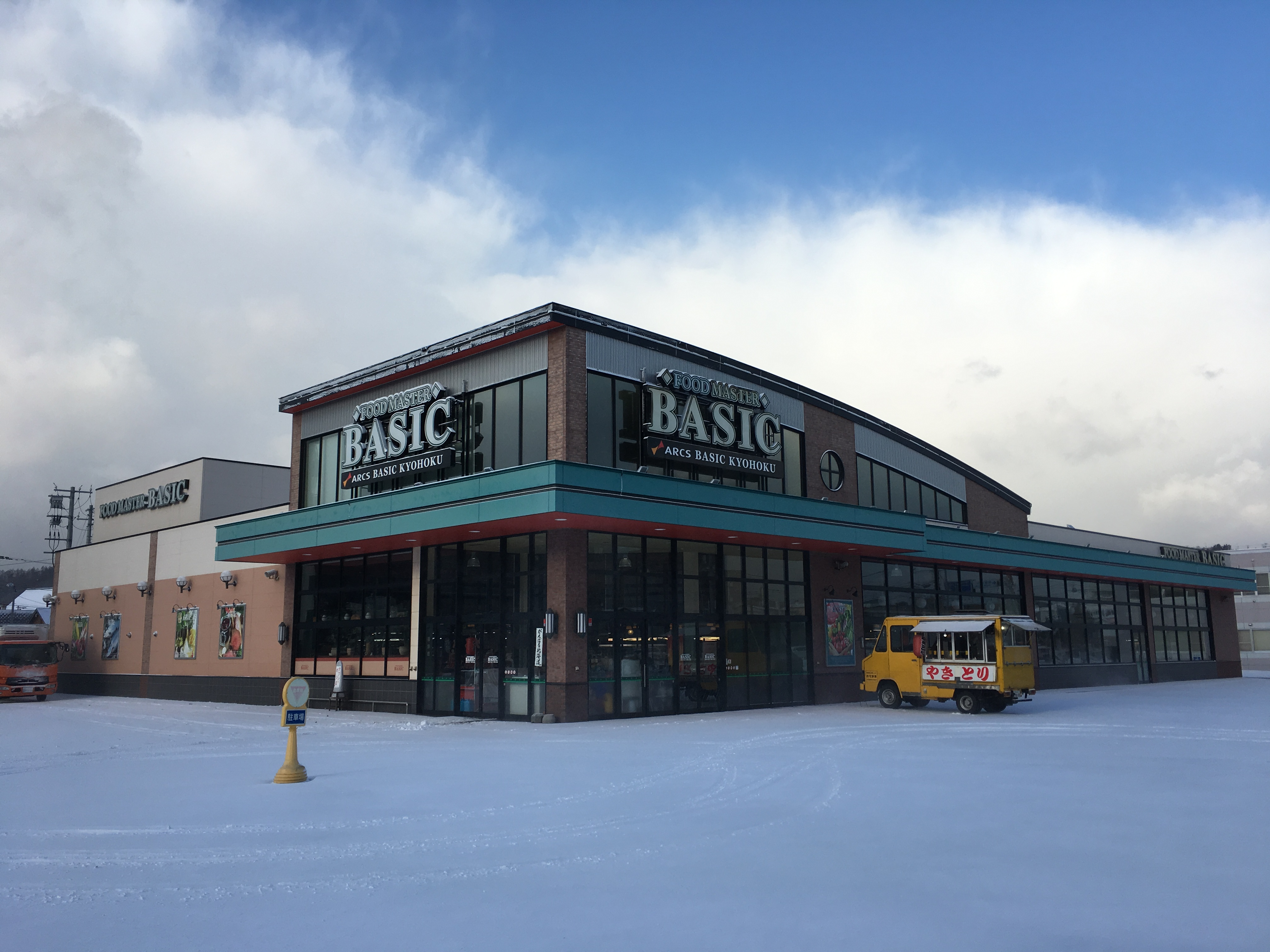
ベーシック橋北店（2019年12月）
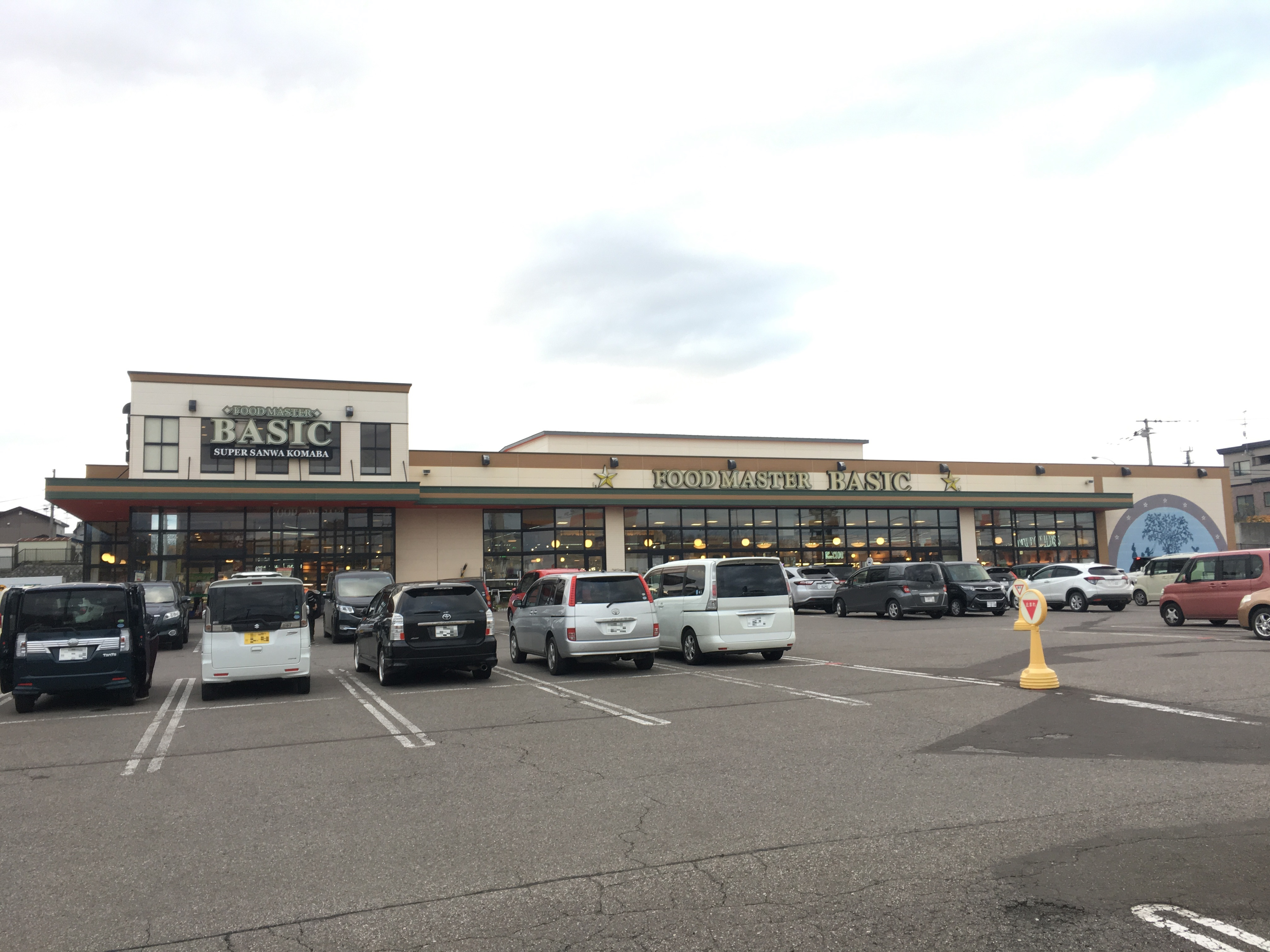
ベーシック駒場店（2019年10月）
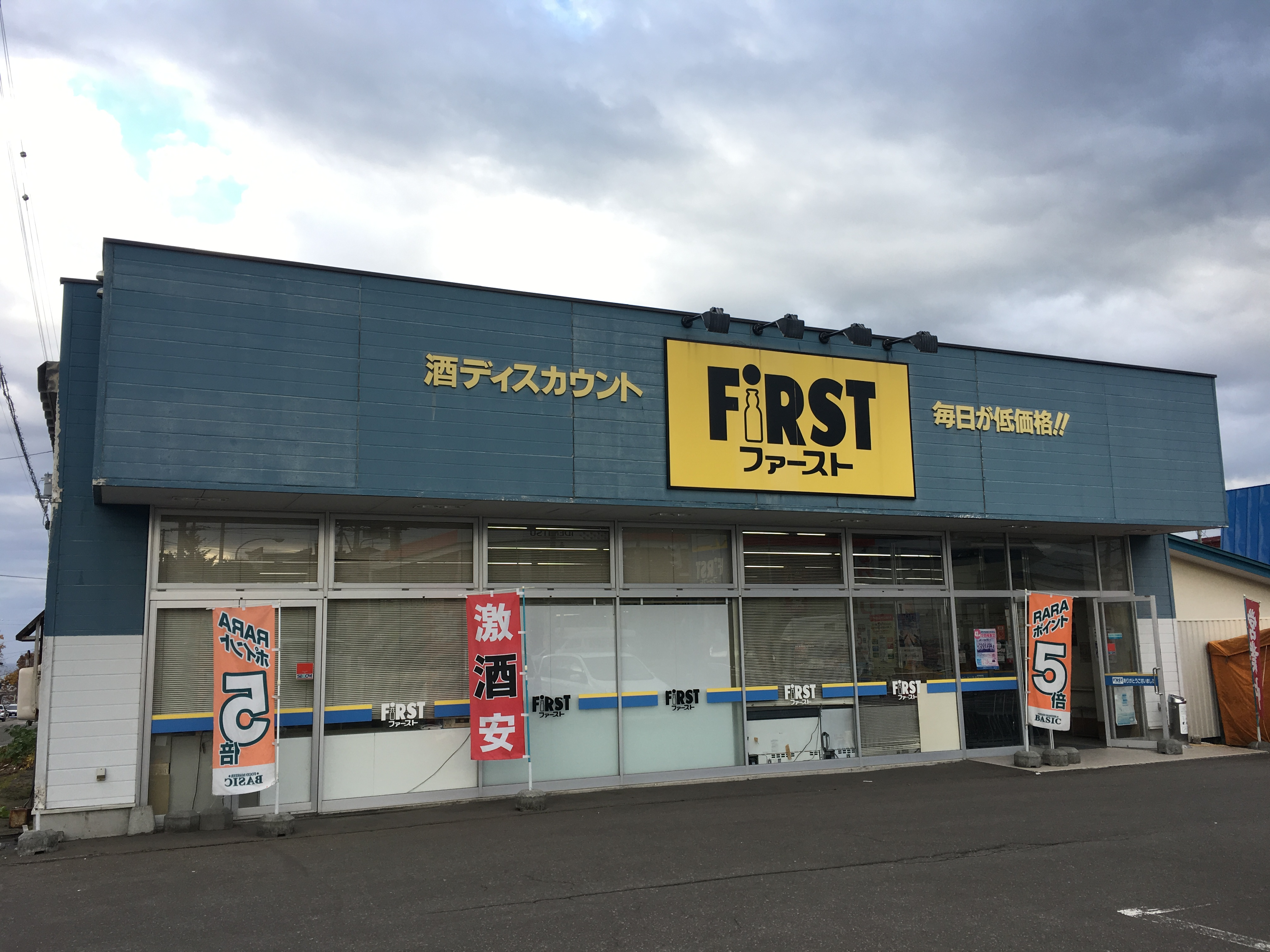
ファースト駒場店（2019年10月）
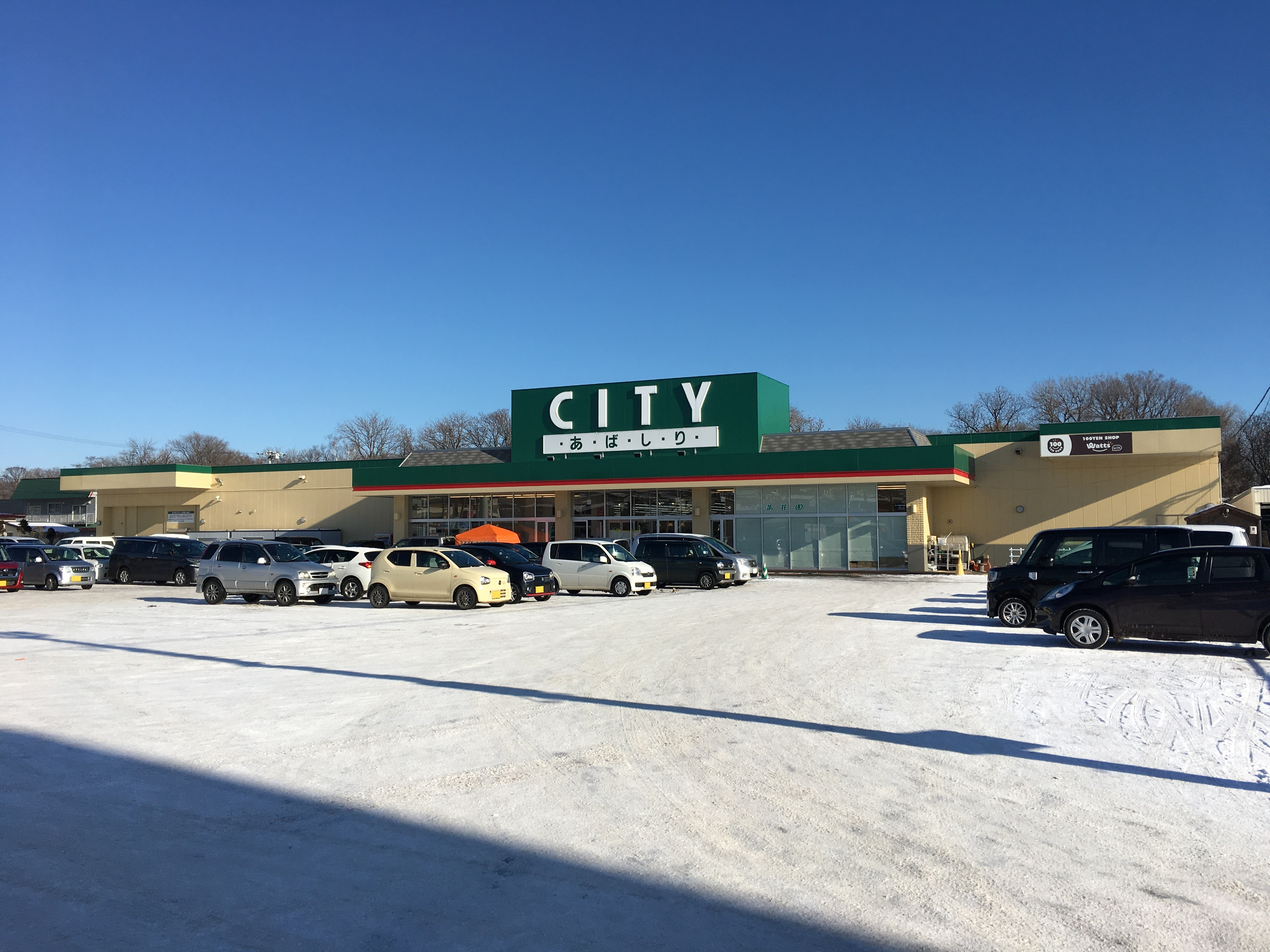
北雄ラッキーシティあばしり店（2018年1月）
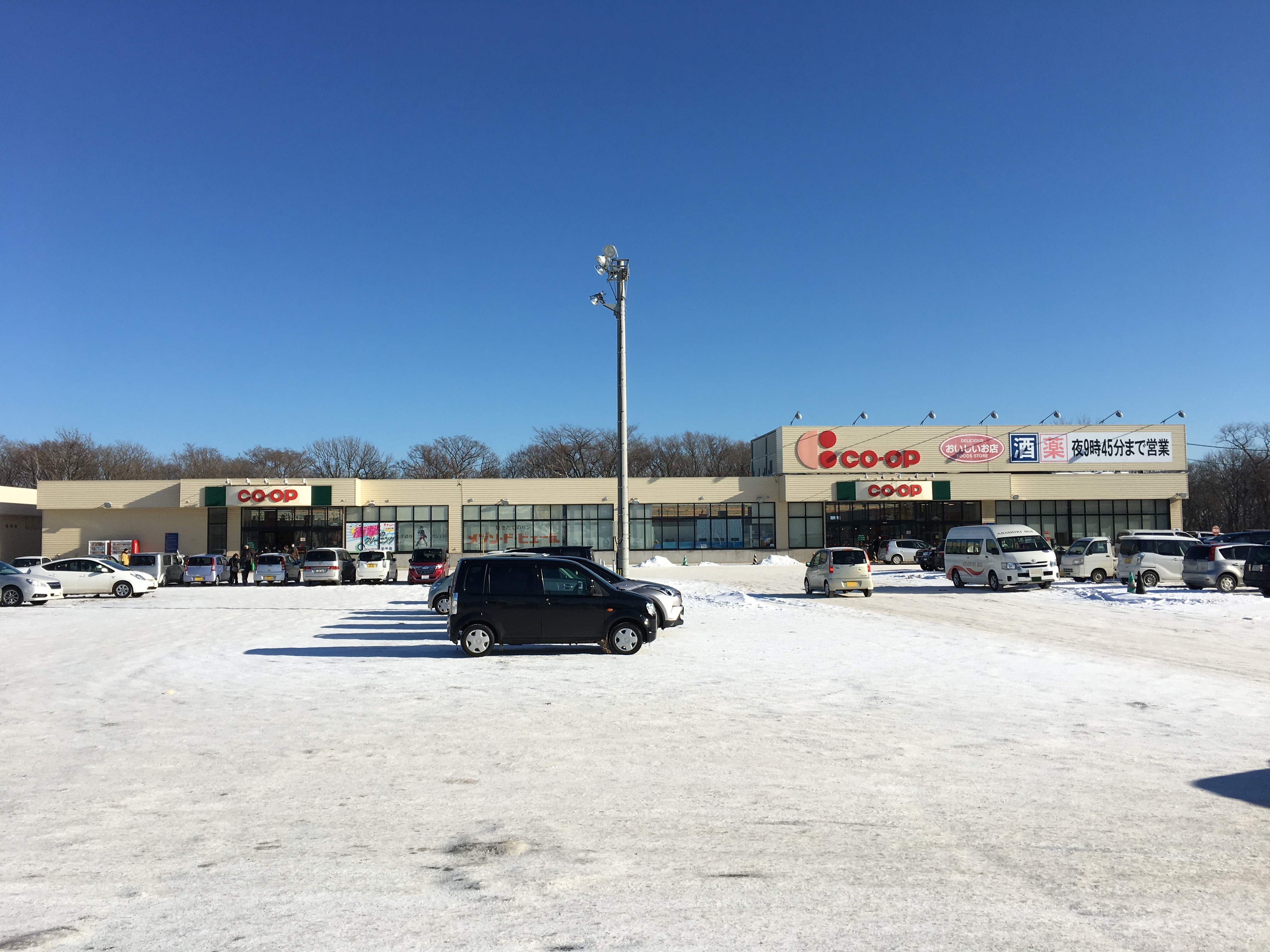
コープさっぽろあばしり店（2018年1月）

#### 物流
- ヤマト運輸道東主管支店網走南センター・網走北センター
- 佐川急便網走営業所

#### 観光業
観光入込客数は年間120万人から180万人で推移しており、宿泊客の割合は26%から30%となっている。流氷が滞在する冬期間の入込客数が多いのが特徴となっている。

### 金融機関
- 北洋銀行網走支店
- 北海道銀行網走支店
- 網走信用金庫本店・市役所出張所・駅前支店・駒場支店・潮見支店
- 釧路信用組合網走支店
- 北海道労働金庫網走支店
- JAバンク北海道（北海道信用農業協同組合連合会）JAオホーツク網走本店・北浜支店・卯原内支店
- JFマリンバンク北海道（北海道信用漁業協同組合連合会）網走・西網走

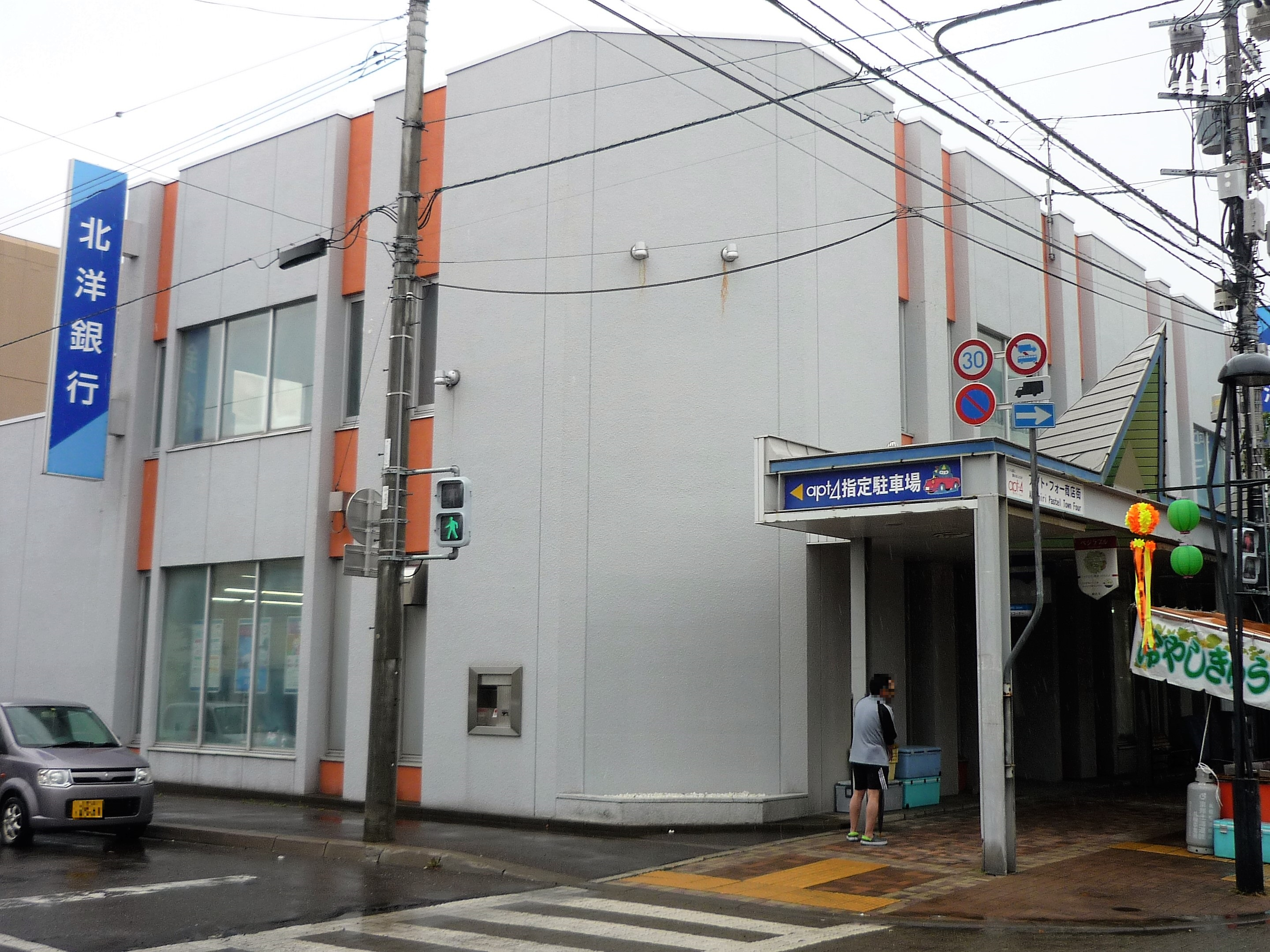
北洋銀行網走支店（2018年8月）
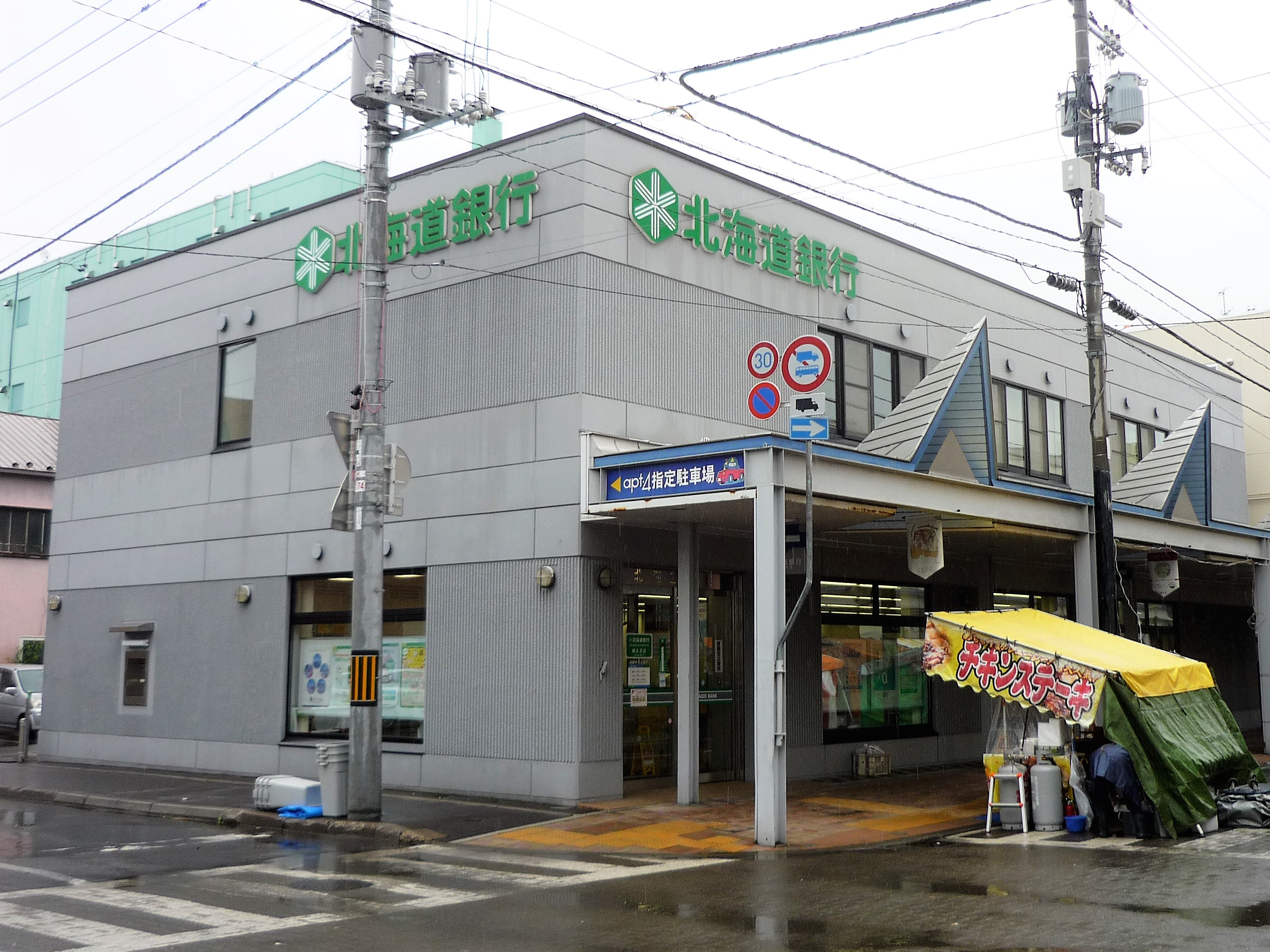
北海道銀行網走支店（2018年8月）
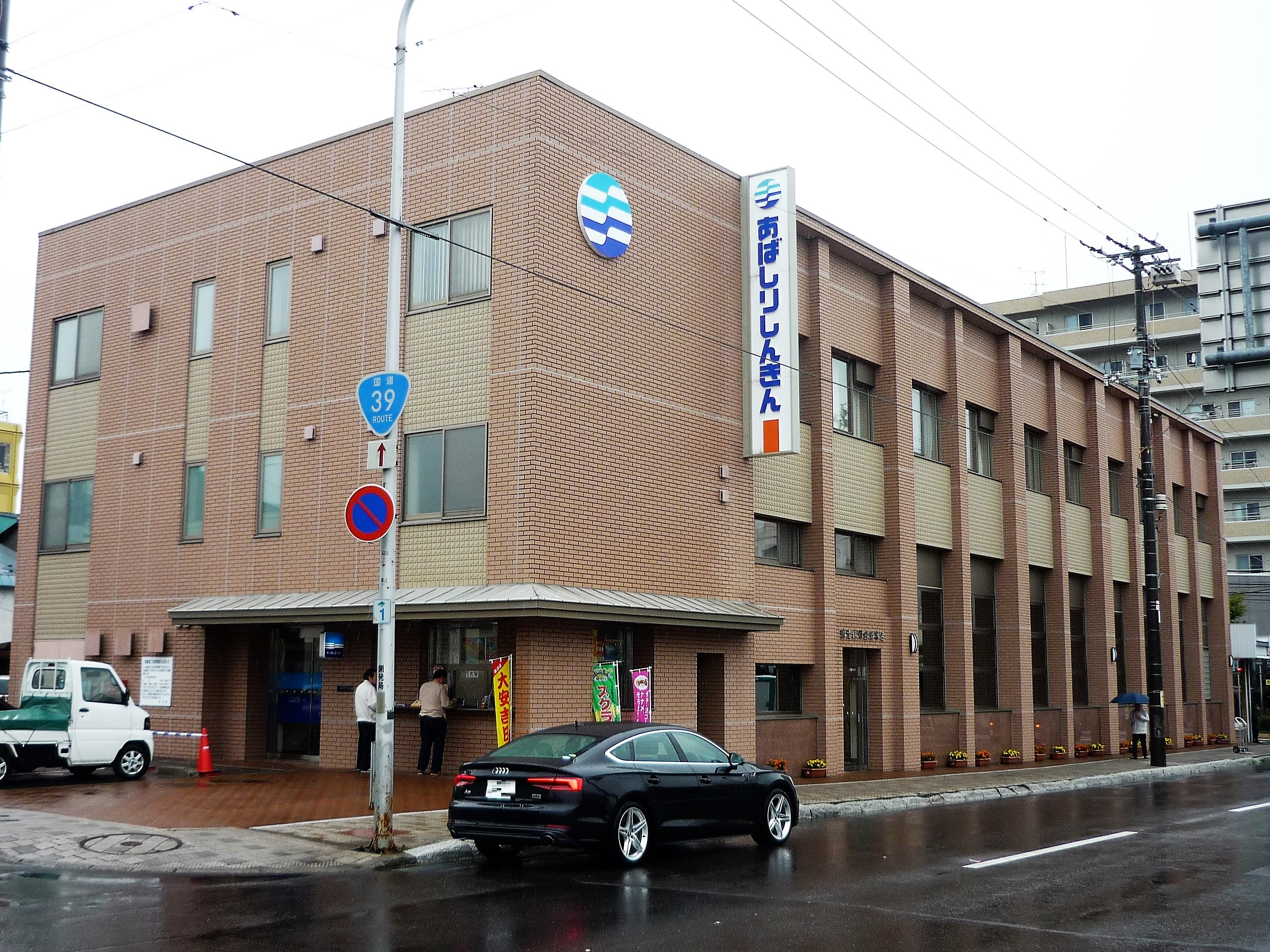
網走信用金庫本店（2018年8月）

### 拠点を置く主な企業
50音順
- 網走交通（東急グループ）
- 網走信用金庫
- 網走タイムズ社
- 網走ハイヤー（タカハシグループ）
- 網走バス（タカハシグループ）
- 網走ビール（タカハシグループ）
- インターファーム（日本ハムグループ）
- LIA
- 金印
- 金印アグリ
- タカハシ（タカハシグループ）
- 鶴雅リゾート（鶴雅ホールディングス）
- デンソー
- 道東アークス（アークスグループ、旧篠原商店）
- 道東観光開発（タカハシグループ）
- 日専連オホーツク網走
- 日本フードパッカー（日本ハムグループ）
- 日本ホワイトファーム（日本ハムグループ）
- ホテル網走湖荘

## 情報･通信

### マスメディア

#### 新聞社
- 読売新聞北海道支社網走通信部
- 朝日新聞北海道支社網走通信局
- 北海道新聞社網走支局
- 網走タイムズ社
- 北海道建設新聞社網走支局

#### 通信社
- 北海道通信社網走支局

#### 放送局
テレビ放送
- NHK北見放送局網走支局

ラジオ放送
- LIA（FM ABASHIRI）

## 生活基盤

### ライフライン

#### 電力
- 北海道電力網走営業所

#### 上下水道
- 網走市水道部
  - 網走浄化センター（下水道）

## 教育

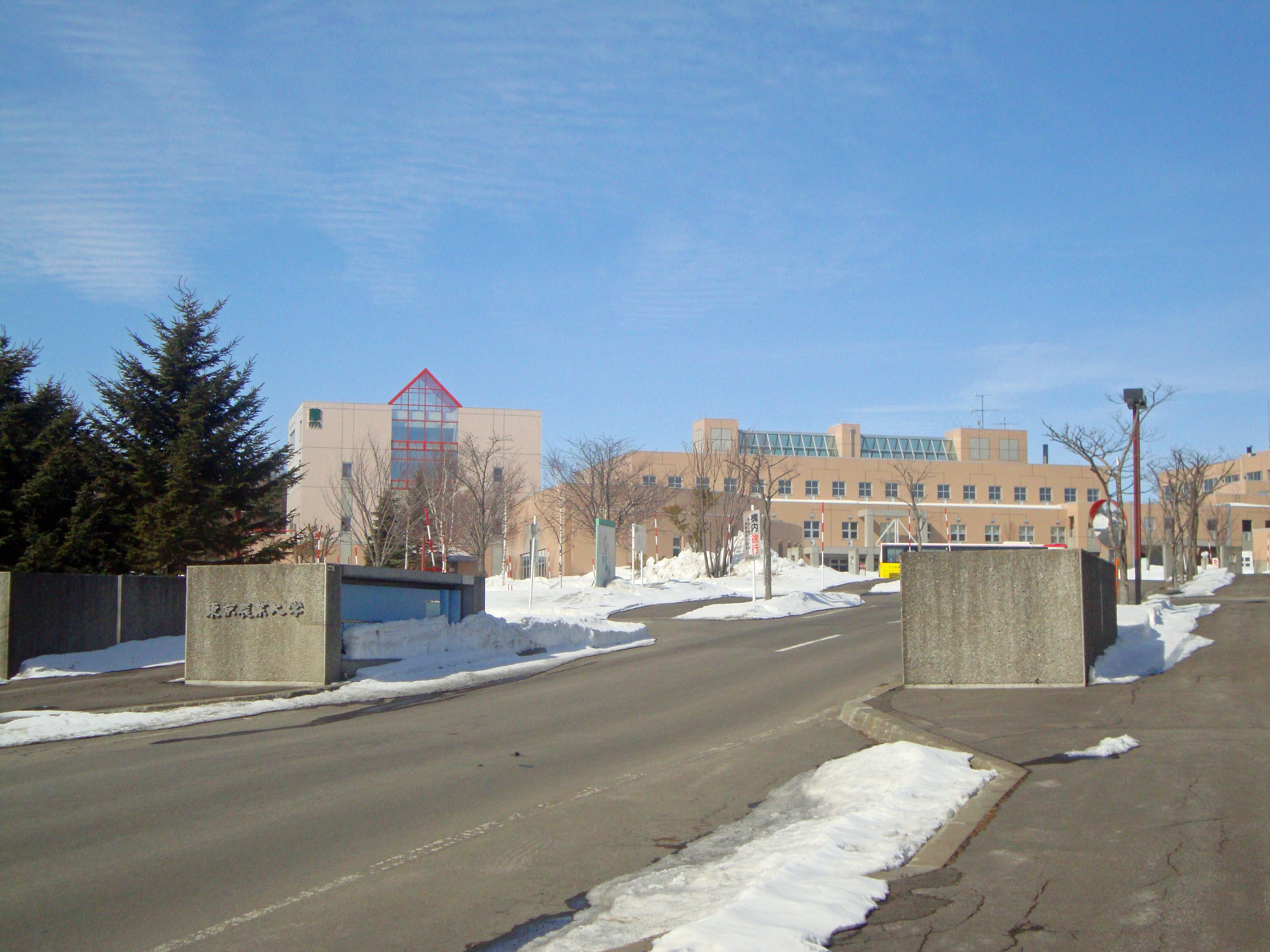
東京農業大学オホーツクキャンパス（2010年3月）

### 大学
- 東京農業大学 オホーツクキャンパス

### 専修学校
- 網走文化専門学校

### 高等学校
- 北海道網走南ヶ丘高等学校
- 北海道網走桂陽高等学校 - 道立網走向陽と私立網走を統合し新設[45]

### 中学校
市立
- 網走市立第一中学校
- 網走市立第二中学校
- 網走市立第三中学校
- 網走市立第四中学校 - 藻琴・北浜・浦士別・音根内の各校を統合し新設[46]
- 網走市立第五中学校 - 能取・嘉多山・卯原内の各校を統合し新設[47]

### 小学校
市立
- 網走市立網走小学校
- 網走市立中央小学校
- 網走市立西小学校
- 網走市立潮見小学校
- 網走市立南小学校
- 網走市立西が丘小学校 - 卯原内・嘉多山・二見ヶ岡・能取の各校を統合し新設[48]
- 網走市立東小学校 - 藻琴・山里・稲富・中園・東網走・豊郷の各校を統合し新設[49]
- 網走市立白鳥台小学校 - 北浜・浦士別・音根内・丸万の各校を統合し新設[50]

### 小中学校
市立
- 網走市立呼人小中学校

### 特別支援学校
- 北海道網走養護学校
- 日本体育大学附属高等支援学校

### 幼児教育

#### 認定こども園
- 認定こども園 つくし

#### 保育園
- 網走市立すずらん保育園
- 網走市立たんぽぽ保育園
- 網走市立ひまわり保育園
- 潮見保育園

#### 幼稚園
- 網走幼稚園
- 網走若葉幼稚園
- 網走藤幼稚園
- 桂幼稚園
- 潮見幼稚園

### 学校教育以外の施設
- 網走地方高等職業訓練校（網走市能力開発センター）
- 網走自動車学校

## 交通

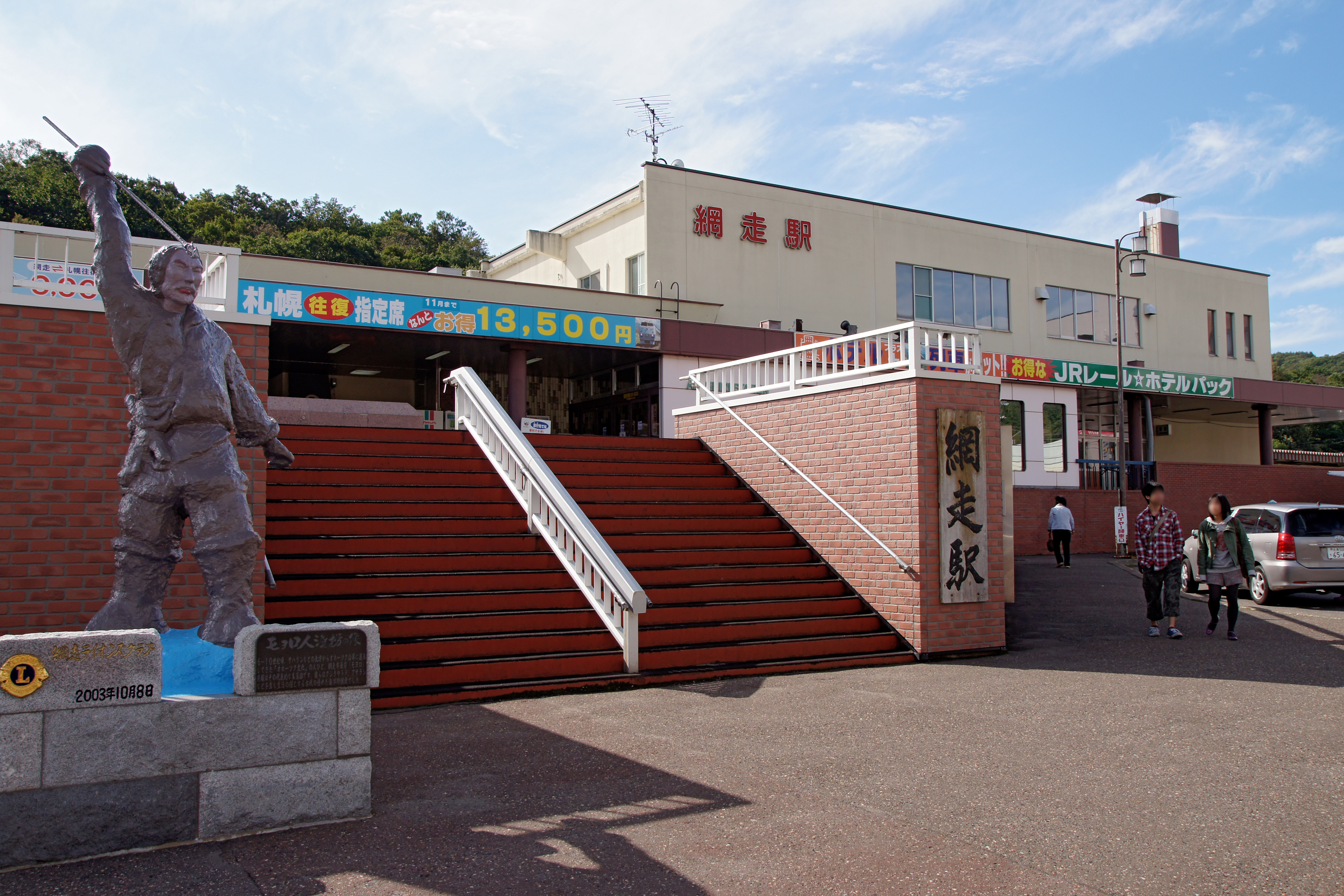
網走駅（2011年9月）

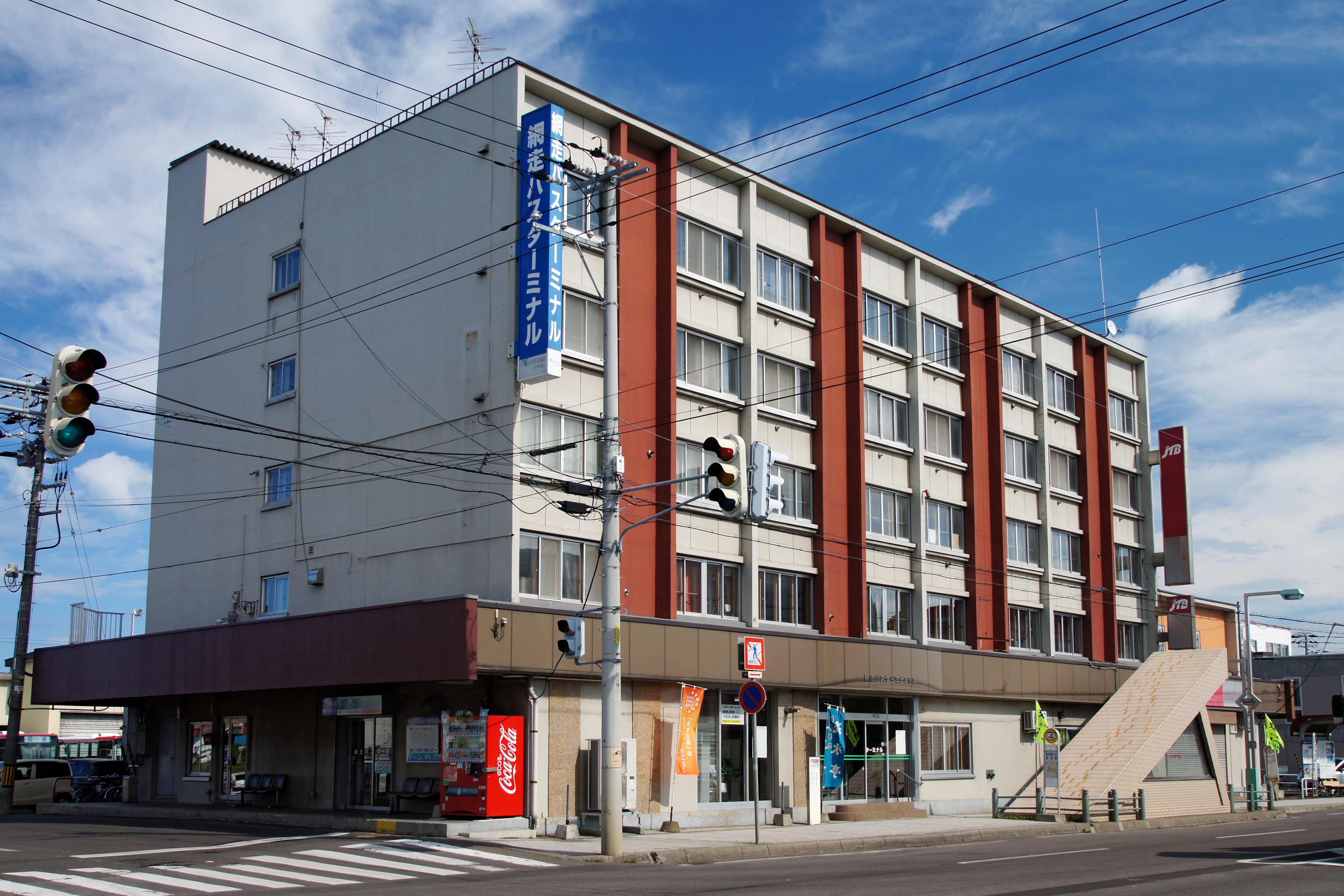
網走バス本社・網走ターミナル（2011年9月）

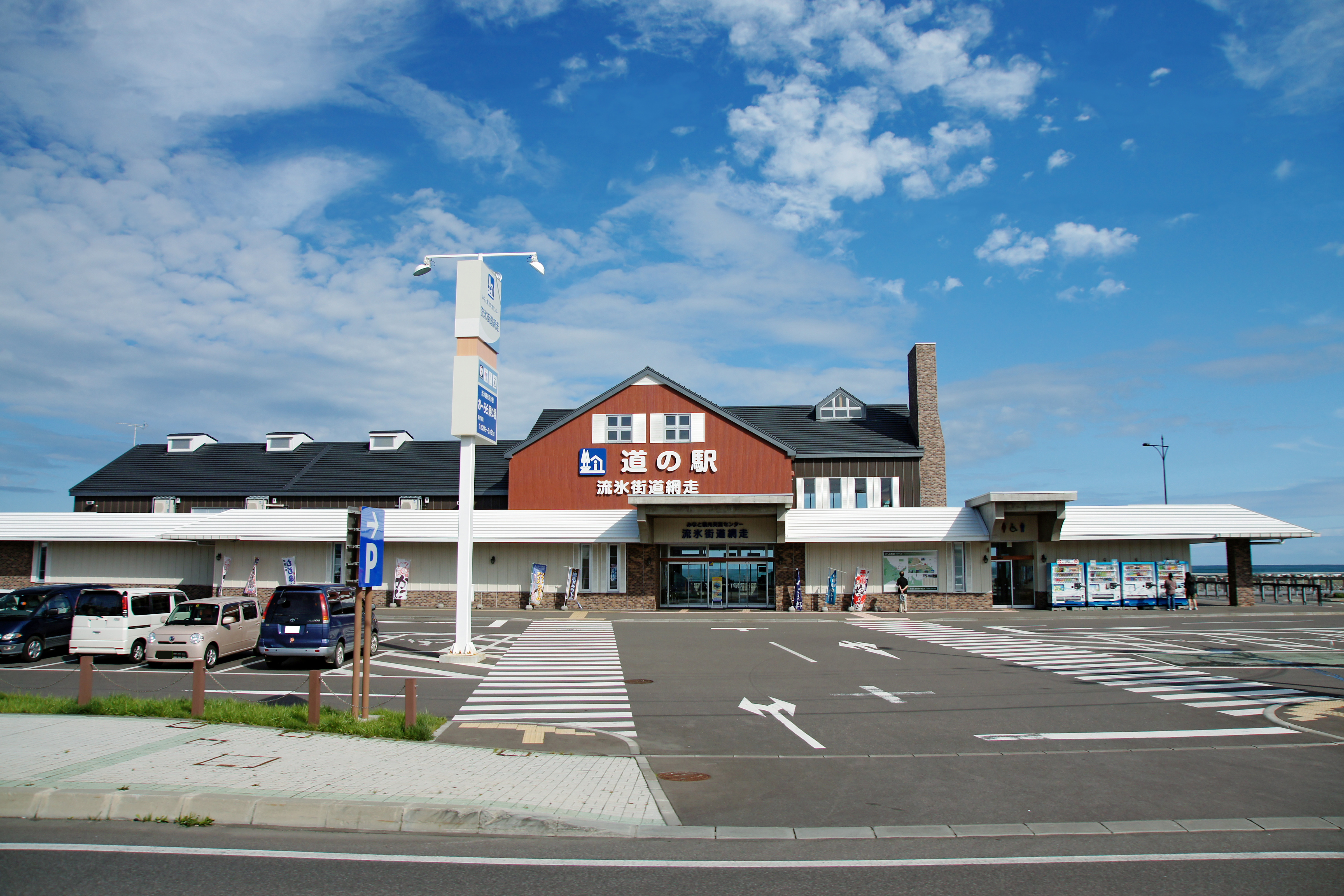
道の駅流氷街道網走（2011年9月）

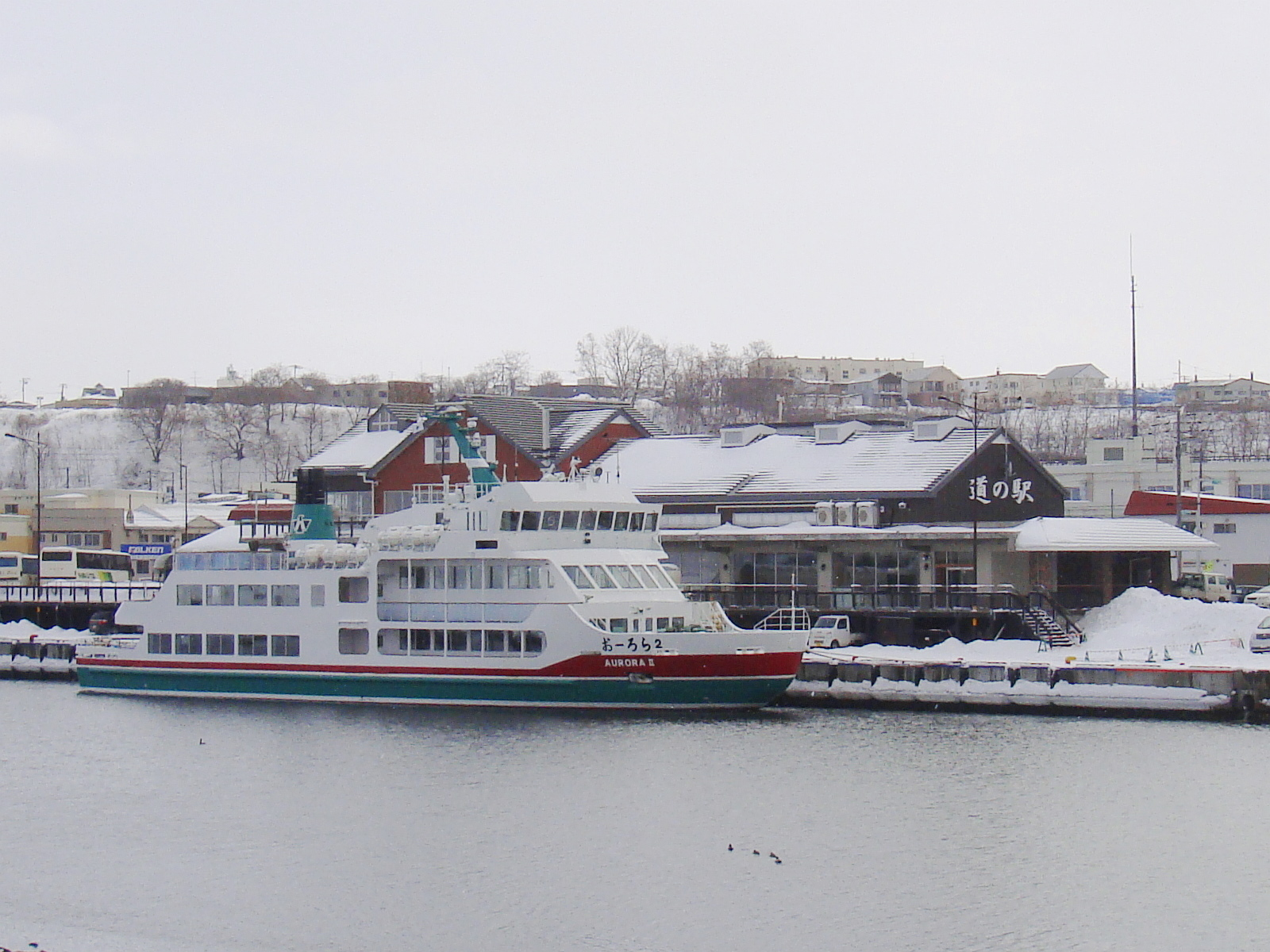
網走流氷観光砕氷船「おーろら2」（2012年3月）

### 空港
- 女満別空港（網走郡大空町）

### 鉄道
- 北海道旅客鉄道（JR北海道）
  - 石北本線：呼人駅 - 網走駅
  - 釧網本線：網走駅 - 桂台駅 - 鱒浦駅 - 藻琴駅 - 北浜駅

廃止となった路線
- 日本国有鉄道（国鉄）
  - 湧網線：網走駅 - 大曲仮乗降場 - 二見ヶ岡駅 - 二見中央仮乗降場 - 卯原内駅 - 北見平和駅 - 中能取仮乗降場 - 能取駅
- 東藻琴村営軌道

### バス

#### 路線バス
- 網走バス
  - 市内線、女満別空港連絡バス、小清水町方面、北見市常呂方面、ウトロ温泉方面季節運行路線
- 網走観光交通
  - 大空町東藻琴方面
- 斜里バス
  - 斜里町方面

#### 高速バス
- 網走バス・北海道中央バス・北海道北見バス（共同運行）
  - 札幌市方面「ドリーミントオホーツク号」
- 網走バス
  - 新千歳空港方面「千歳オホーツクエクスプレス」

### タクシー
- 網走ハイヤー
- 網走北交ハイヤー

### 道路
市内を通る一部道路は、シーニックバイウェイの「東オホーツクシーニックバイウェイ」になっている。

#### 高速道路
- 北海道横断自動車道
  - 女満別空港網走道路 : 網走呼人IC - (予定路線)　※2024年5月現在未開通

#### 国道
- 国道39号（国道240号・国道243号との重用区間）
- 国道238号（国道239号・国道242号との重用区間）
- 国道244号（国道391号との重用区間）
- 国道334号

#### 道道
- 北海道道23号網走停車場線
- 北海道道76号網走公園線
- 北海道道102号網走川湯線
- 北海道道104号網走端野線
- 北海道道246号小清水女満別線
- 北海道道248号嘉多山美幌線
- 北海道道467号栄浜小清水線
- 北海道道490号中園網走停車場線
- 北海道道591号嘉多山卯原内停車場線
- 北海道道683号大観山公園線
- 北海道道767号明生北浜線
- 北海道道1010号能取三眺線
- 北海道道1083号網走港線
- 北海道道1087号網走常呂自転車道線（自転車専用道路）

#### 道の駅
- 道の駅流氷街道網走

### 港湾
- 網走港（重要港湾）

#### 観光船
- 道東観光開発
  - 網走流氷観光砕氷船

## 観光

### 文化財
「史跡・文化財」参照

#### 国指定
- 史跡
  - 桂ヶ岡砦跡[53]
  - 最寄貝塚（モヨロ貝塚）[54]

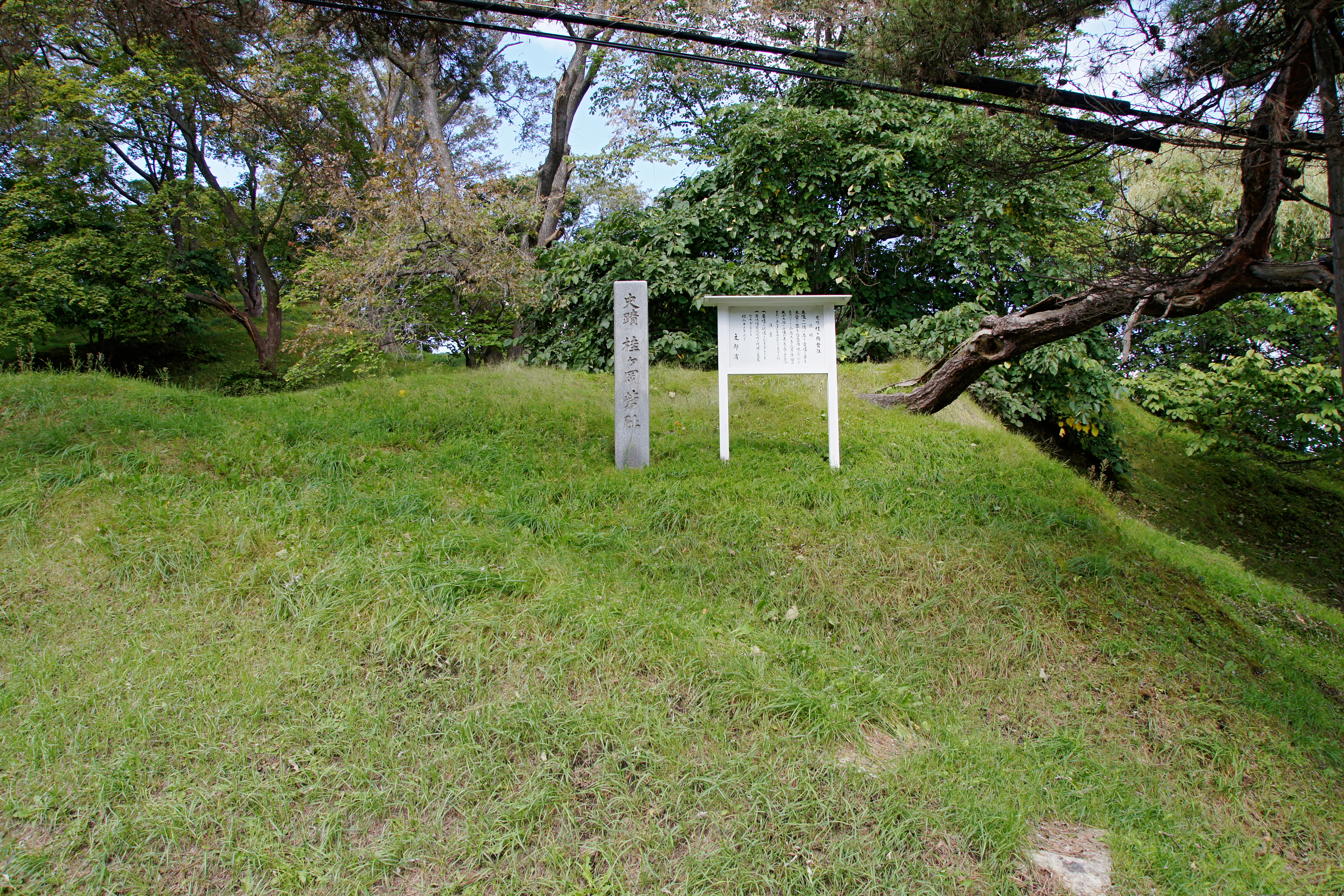
桂ヶ岡砦跡（2011年9月）
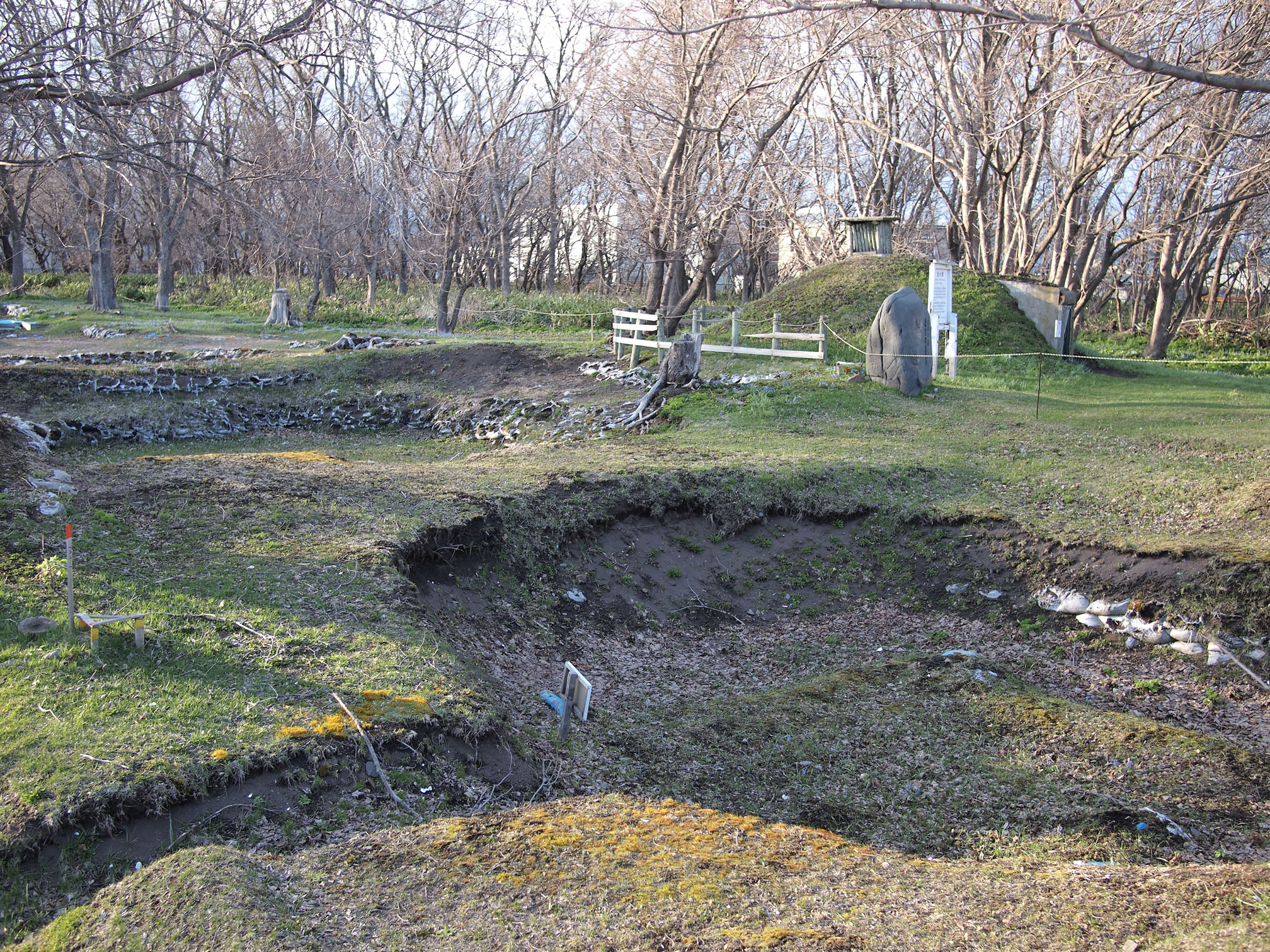
最寄貝塚（2010年4月）

- 名勝
  - 天都山[55]

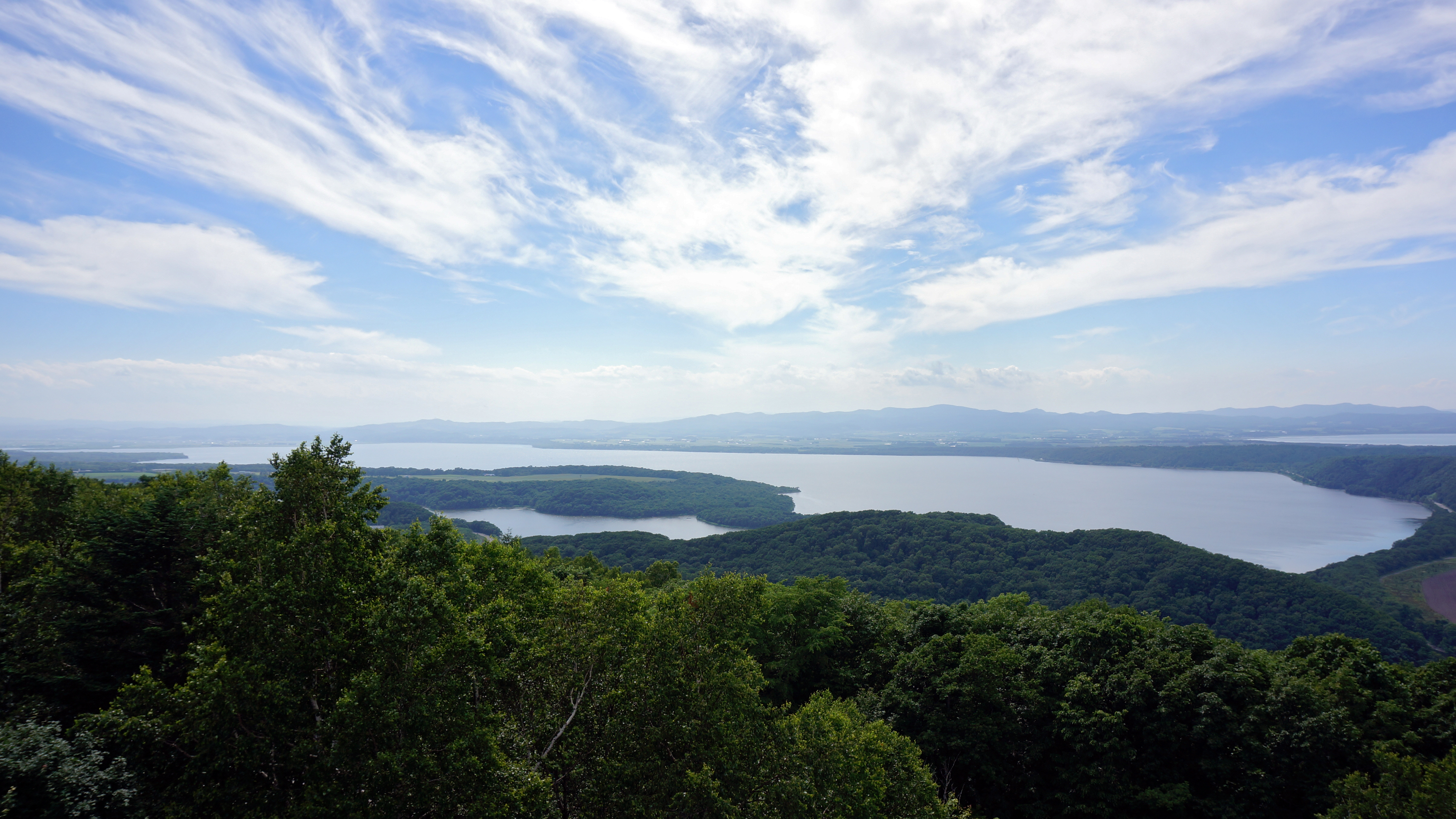
天都山から眺めた網走湖（2013年7月）

- 重要文化財
  - 旧網走監獄庁舎、舎房及び中央見張所、教誨堂（博物館網走監獄）[56][57][58]
  - 旧網走刑務所二見ケ岡刑務支所（二見ケ岡農場）庁舎、舎房、教誨堂及び食堂、鍵鎖附着所、炊場（博物館網走監獄）[56][57][58]

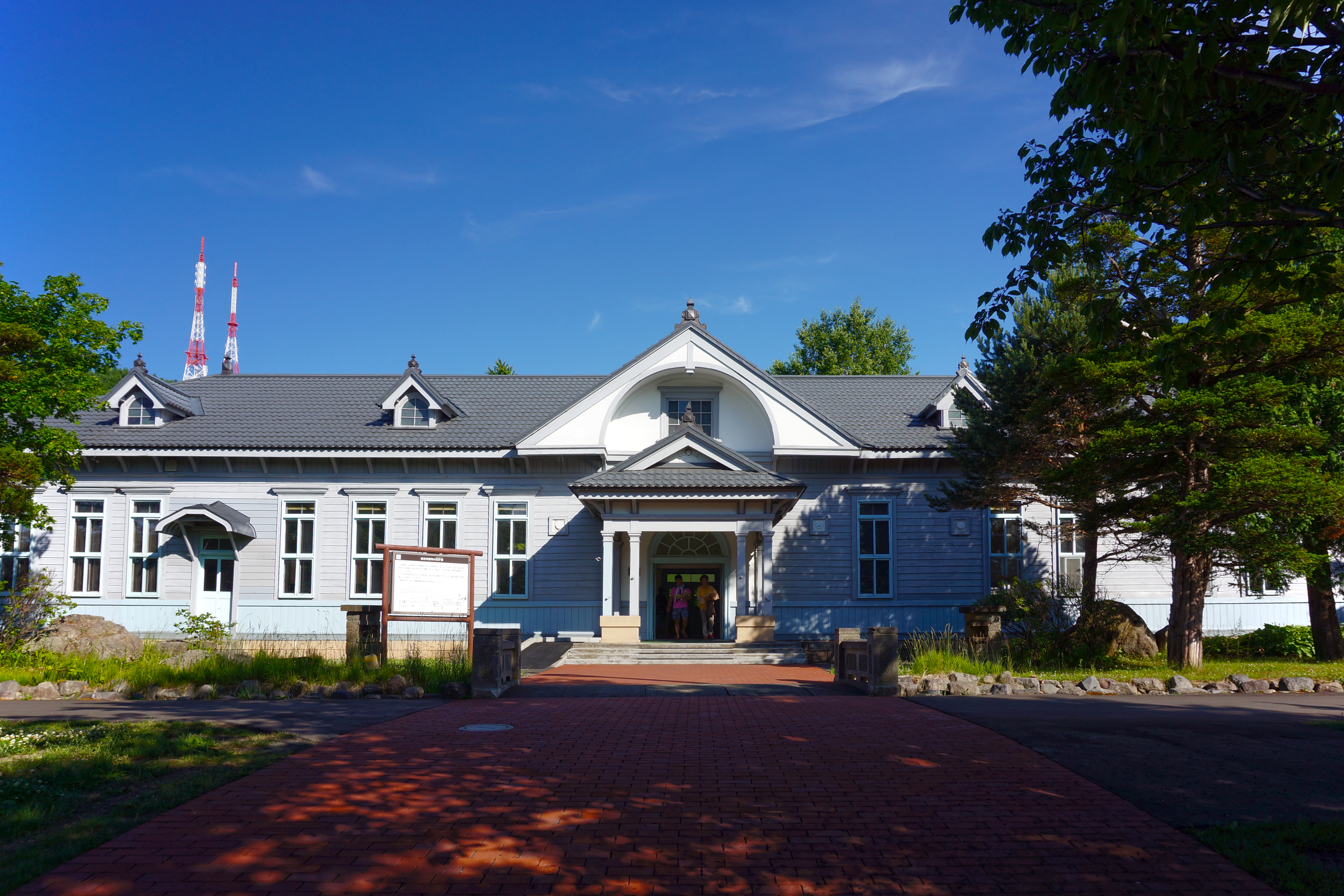
博物館網走監獄庁舎（2013年7月）
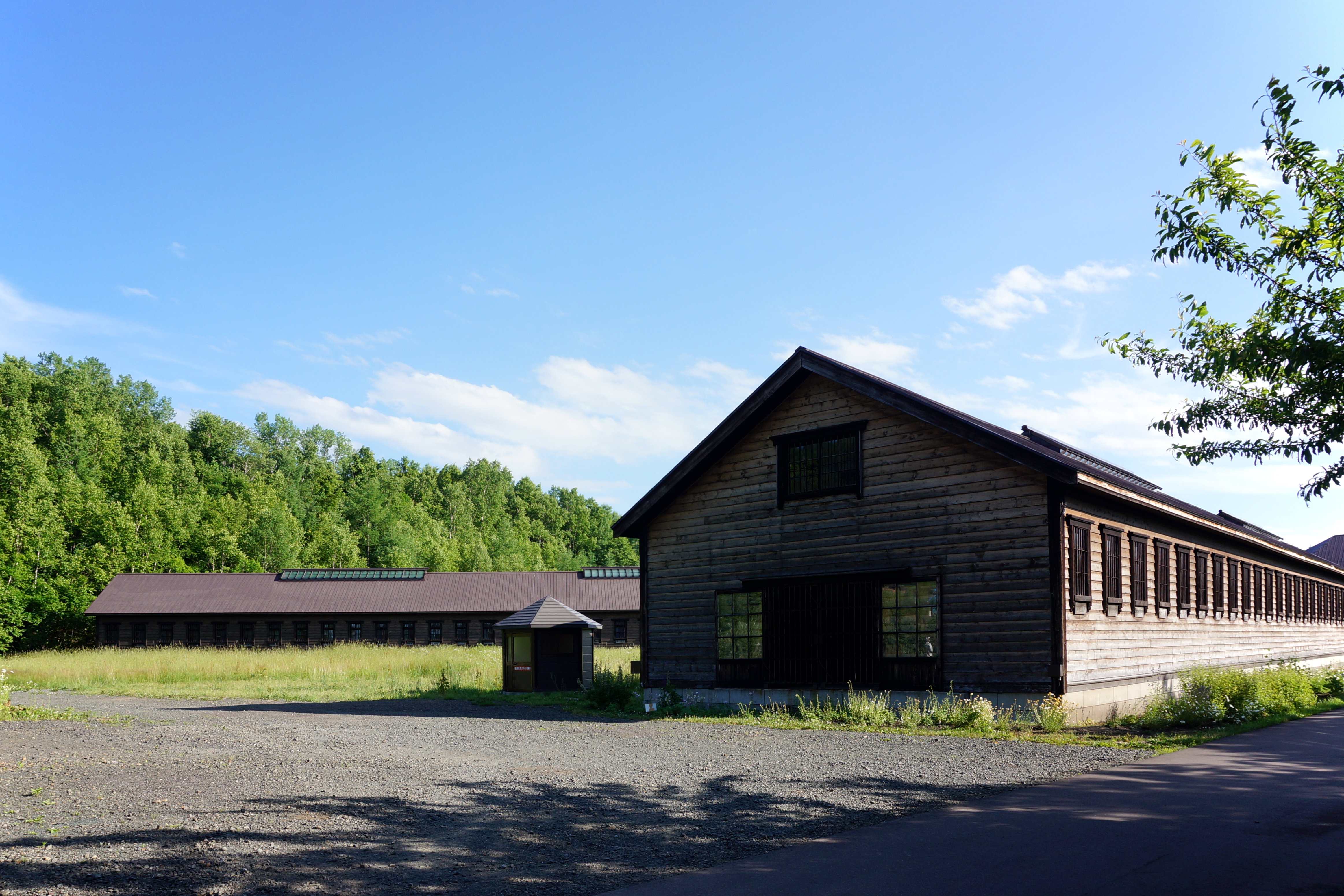
五翼放射状舎房（2013年7月）
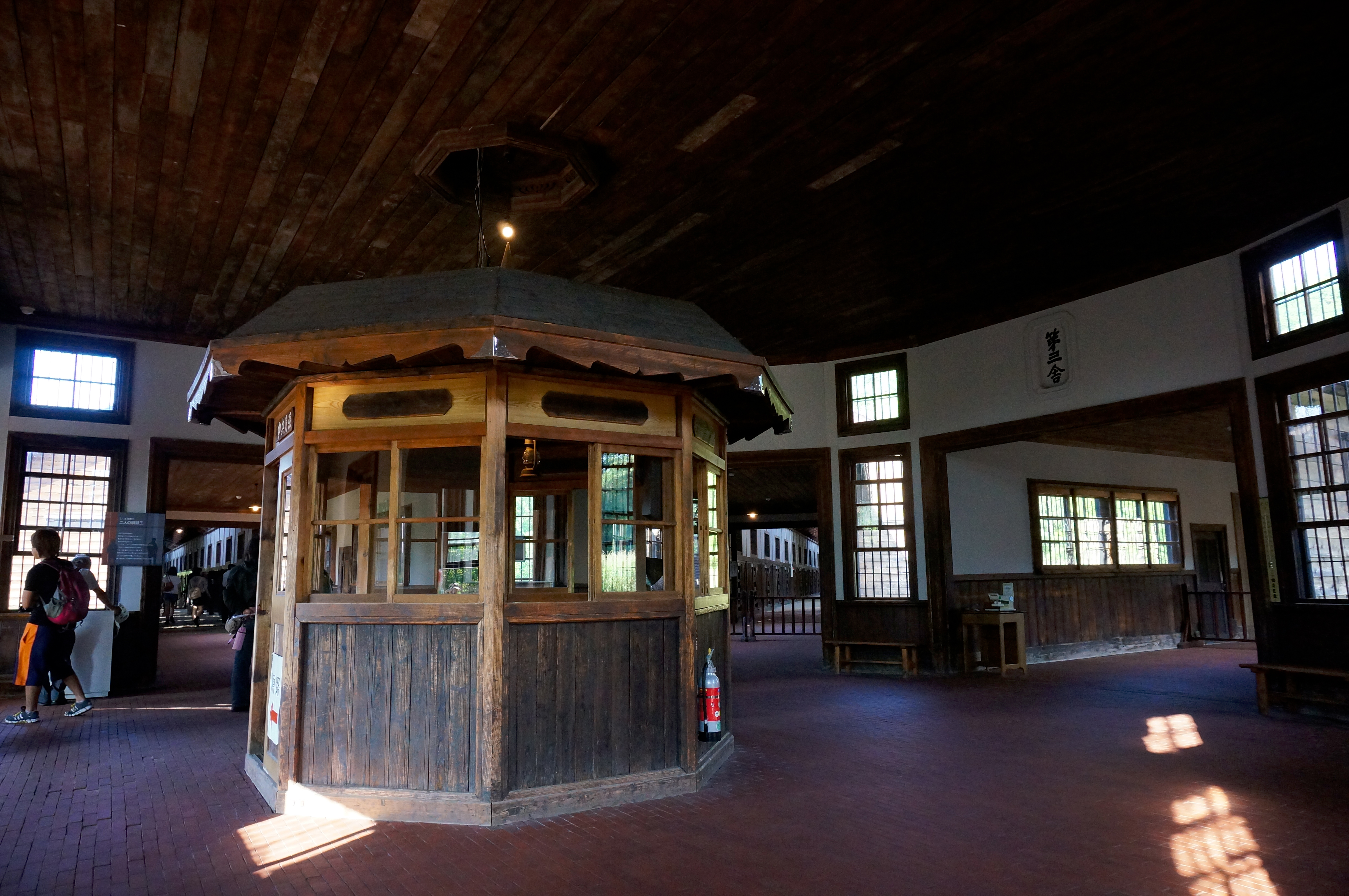
五翼放射状舎房 中央見張所（2013年7月）
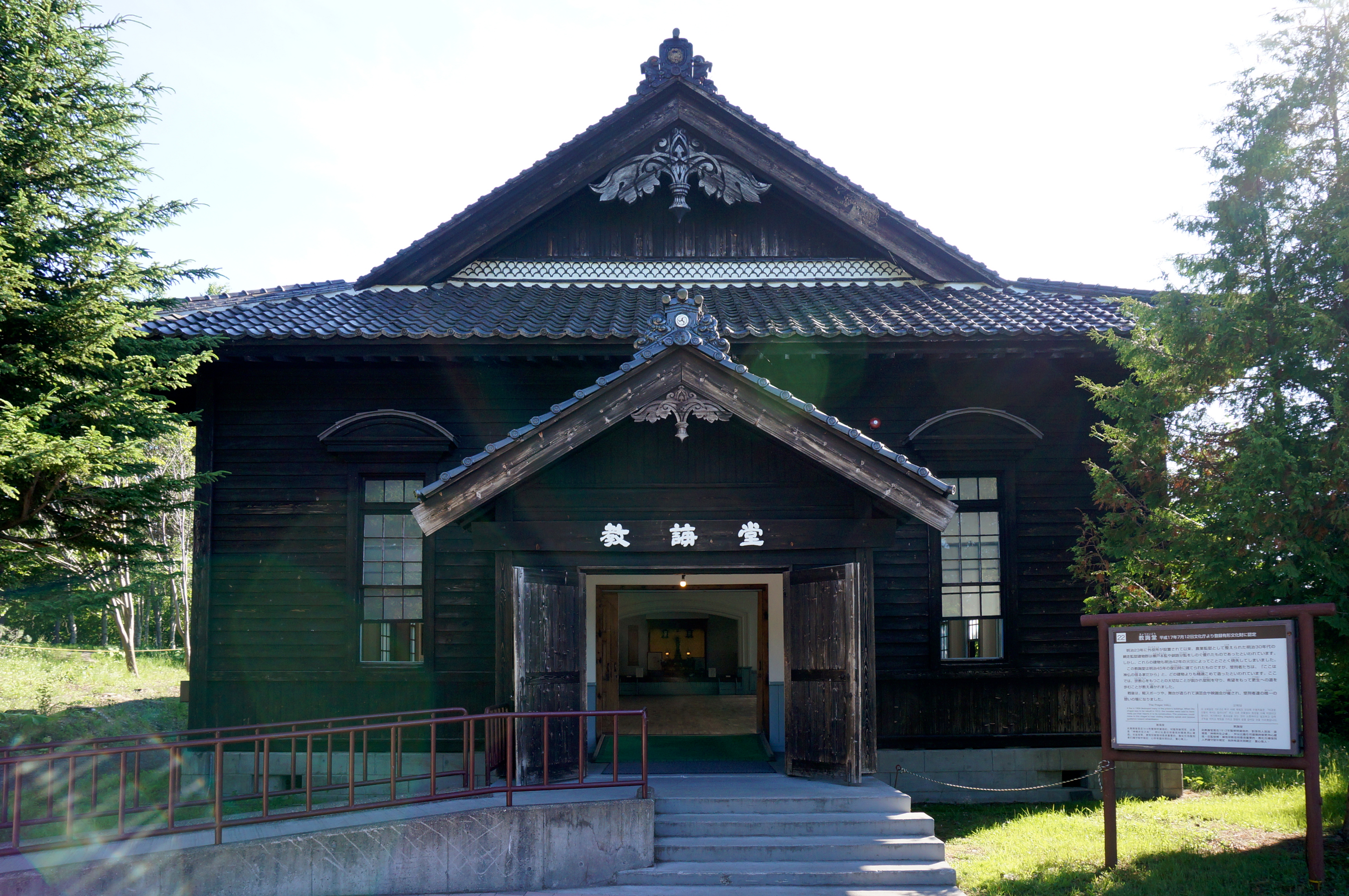
教誨堂（2013年7月）
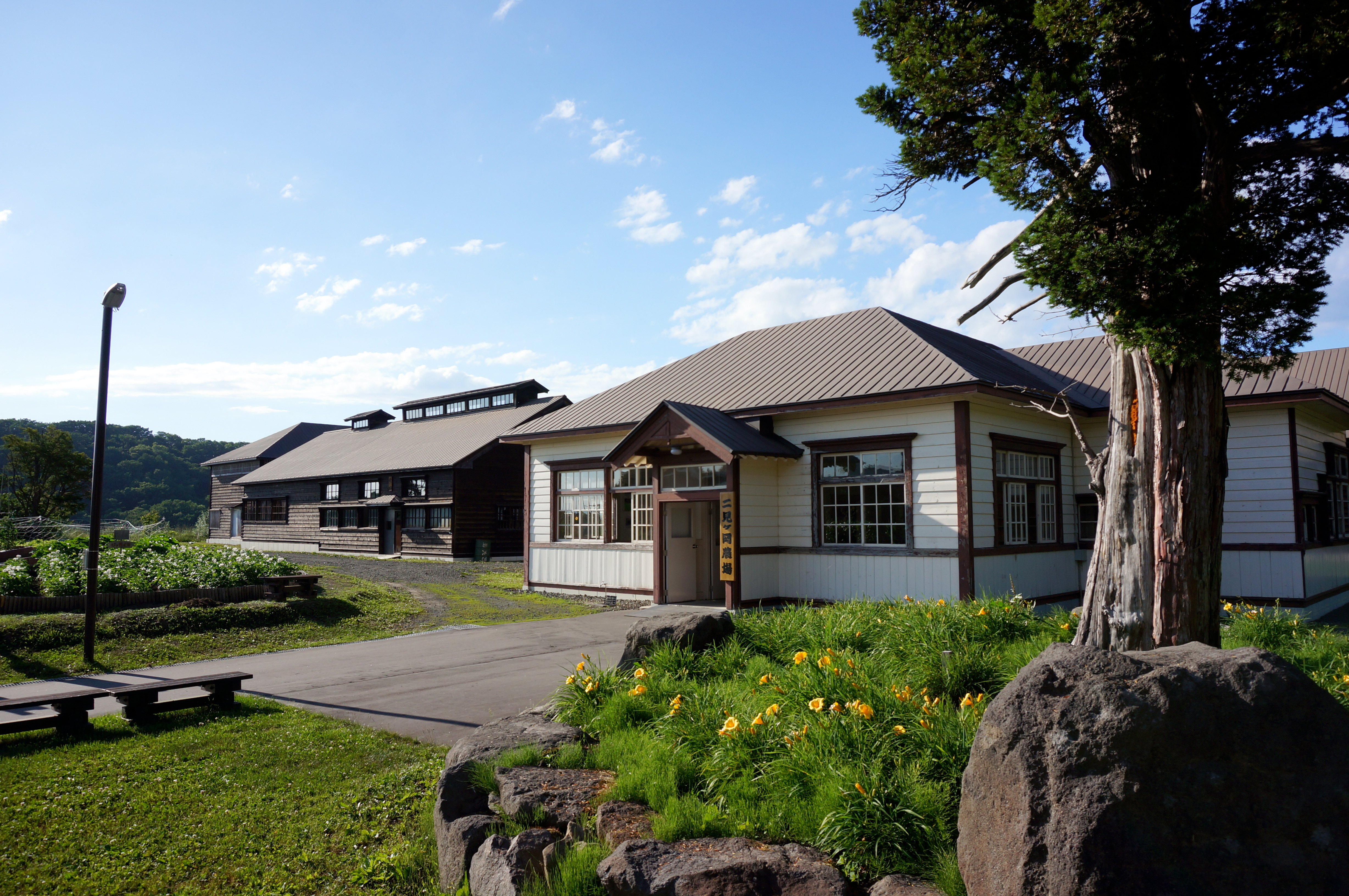
博物館網走監獄二見ヶ岡農場（2013年7月）

国登録
- 登録有形文化財
  - 博物館網走監獄煉瓦造独居房
  - 博物館網走監獄鏡橋入口哨舎
  - 博物館網走監獄鏡橋出口哨舎
  - 博物館網走監獄西門哨舎
  - 博物館網走監獄裏門
  - 博物館網走監獄裏門哨舎

#### 市指定
- 有形文化財
  - 永専寺山門
  - 鱒浦稲荷神社絵馬
  - 網走神社絵馬
- 天然記念物
  - ポンモイ柱状節理[注 6]

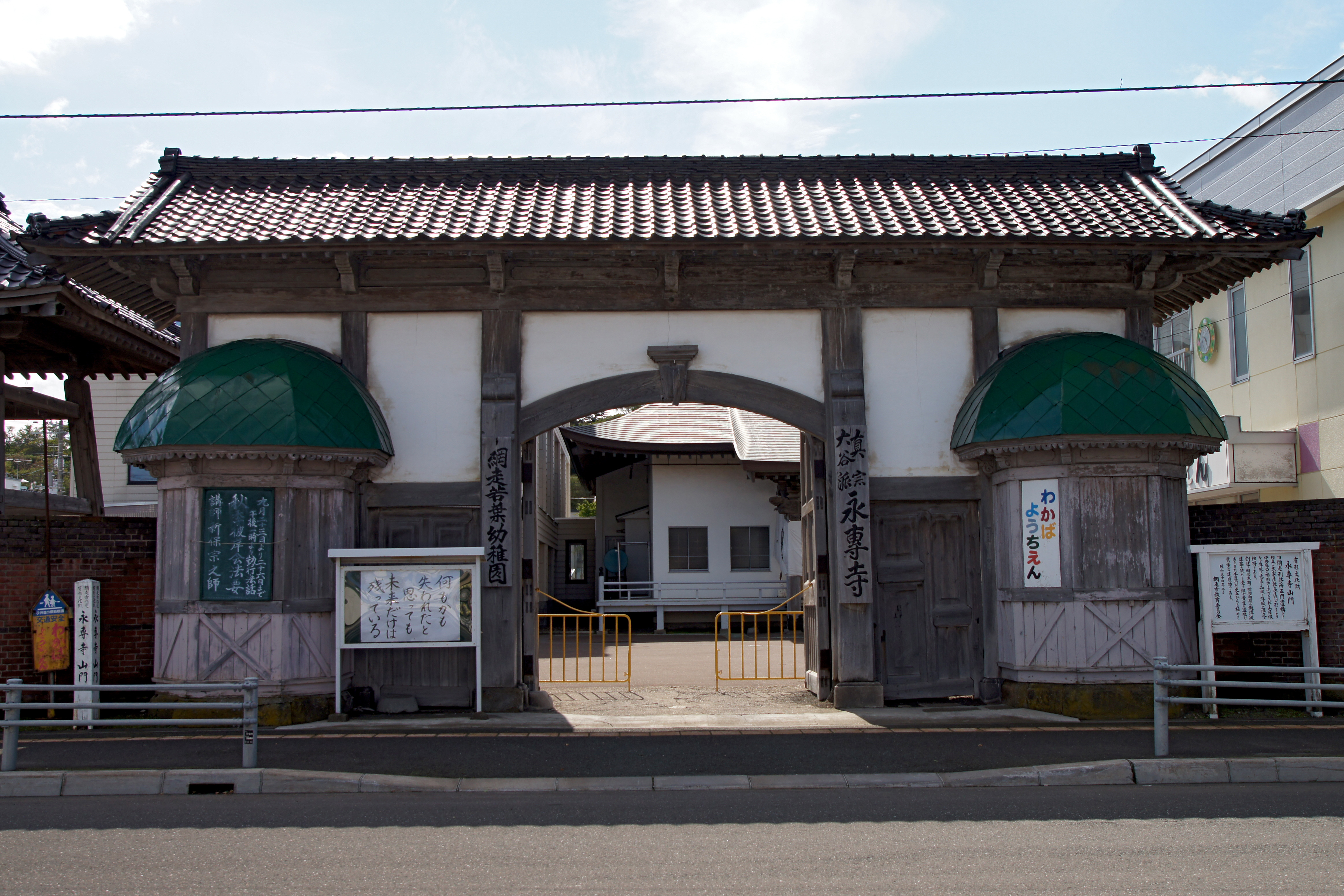
永専寺山門（旧網走監獄正門）（2011年9月）
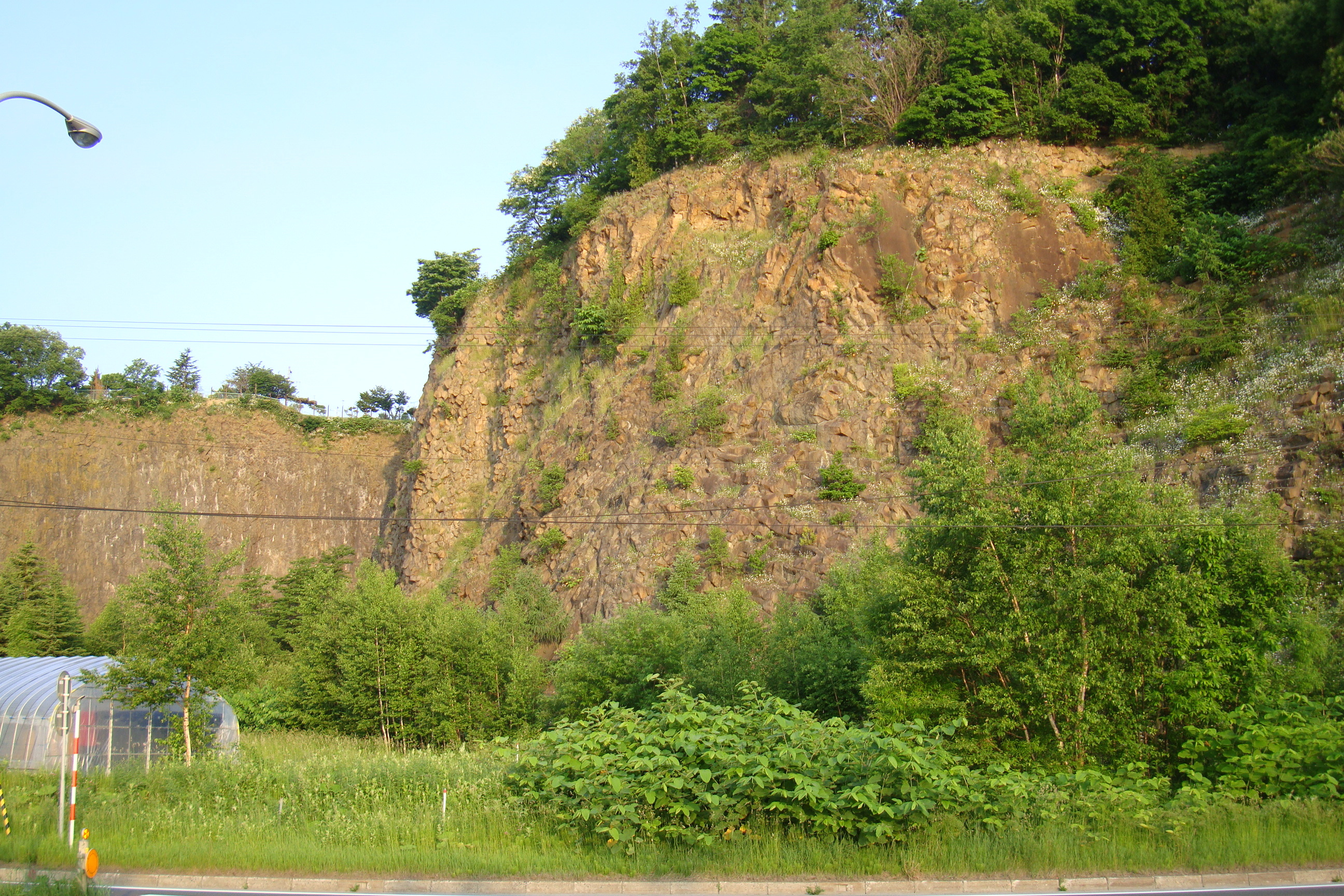
ポンモイ柱状節理（2010年6月）

### 名所･旧跡
主な寺院
- 永専寺
- 弘道寺（北海道三十三観音霊場24番札所）

主な神社
- 網走神社
- 呼人神社

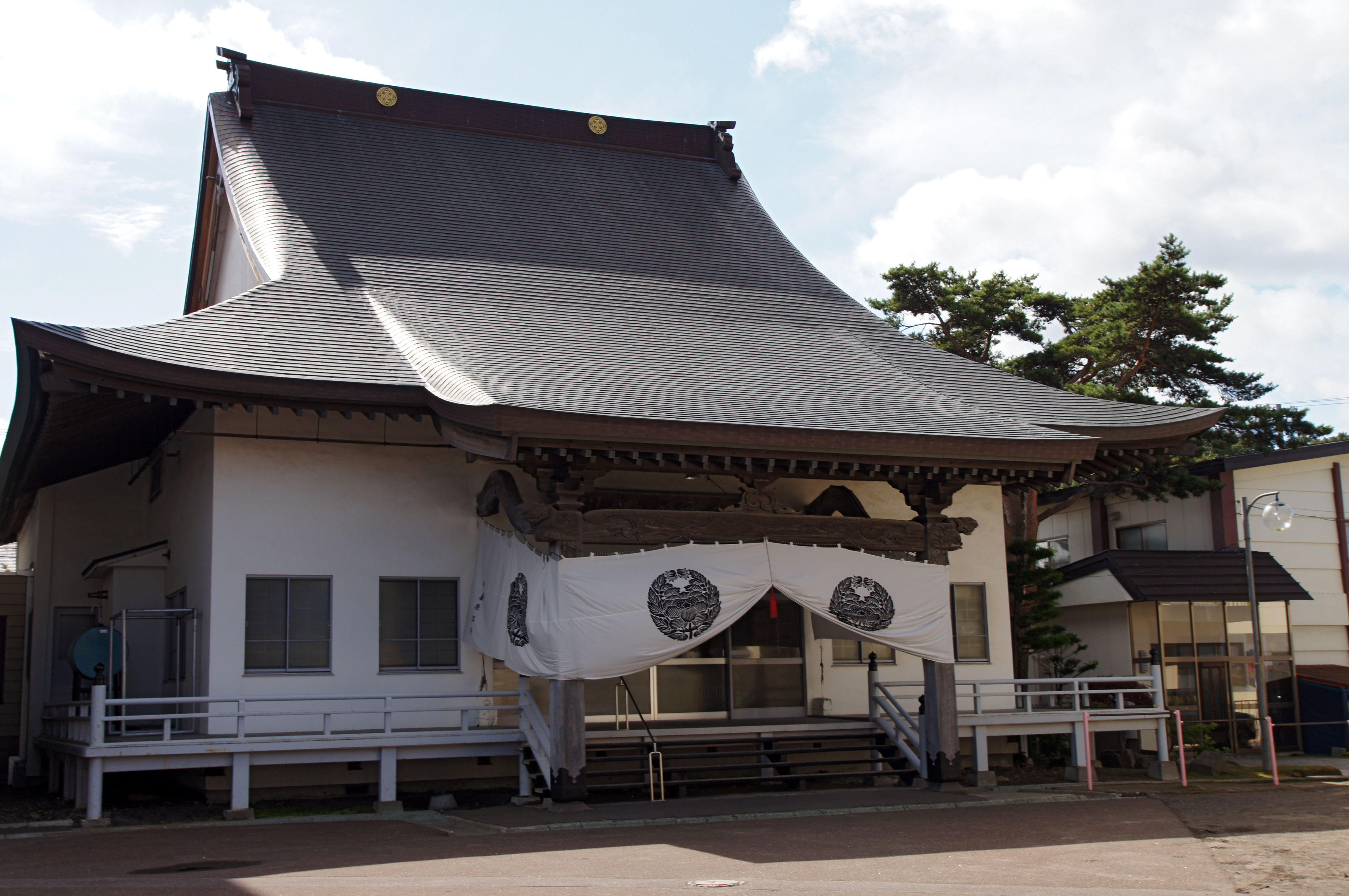
永専寺（2011年9月）
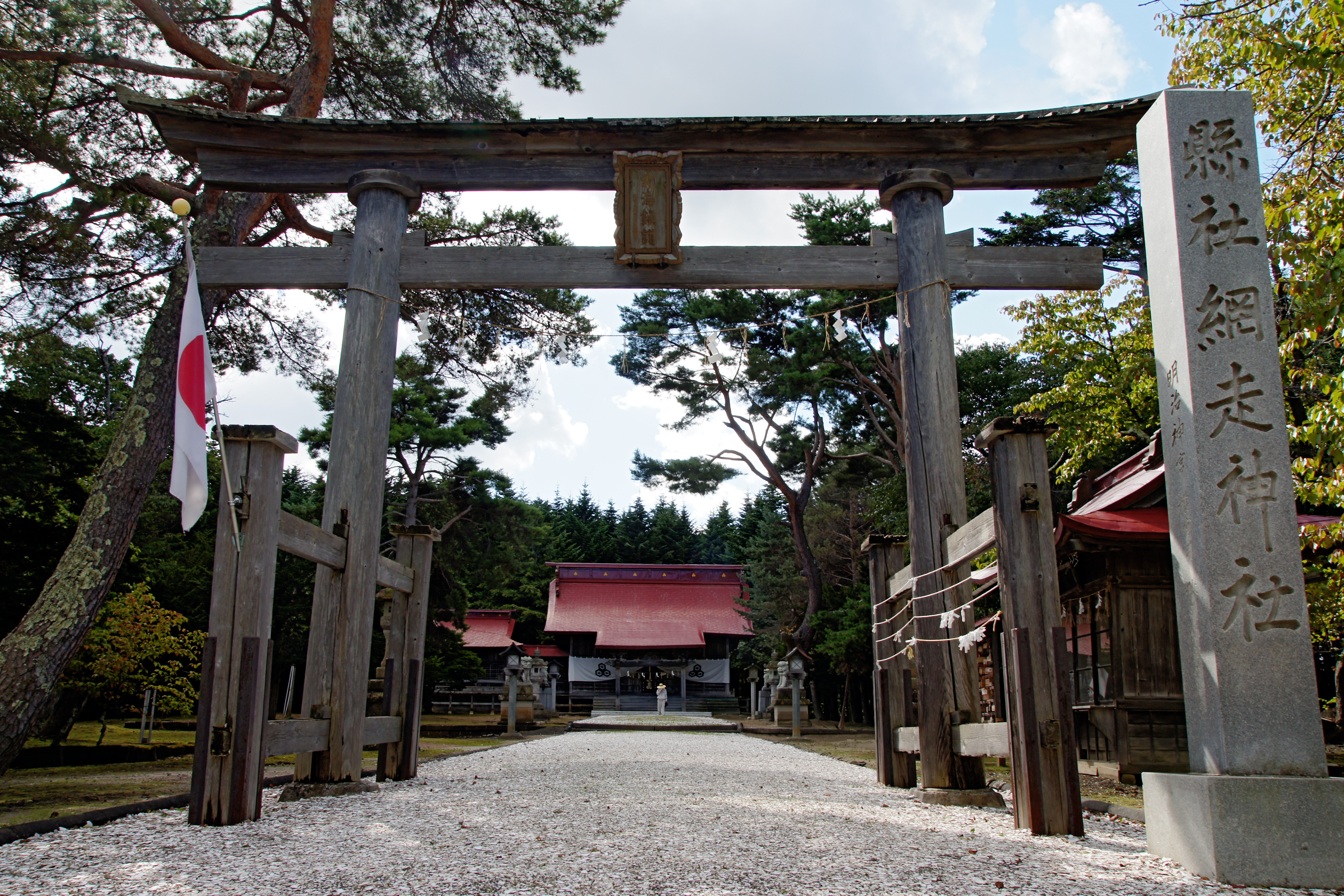
網走神社（2011年9月）
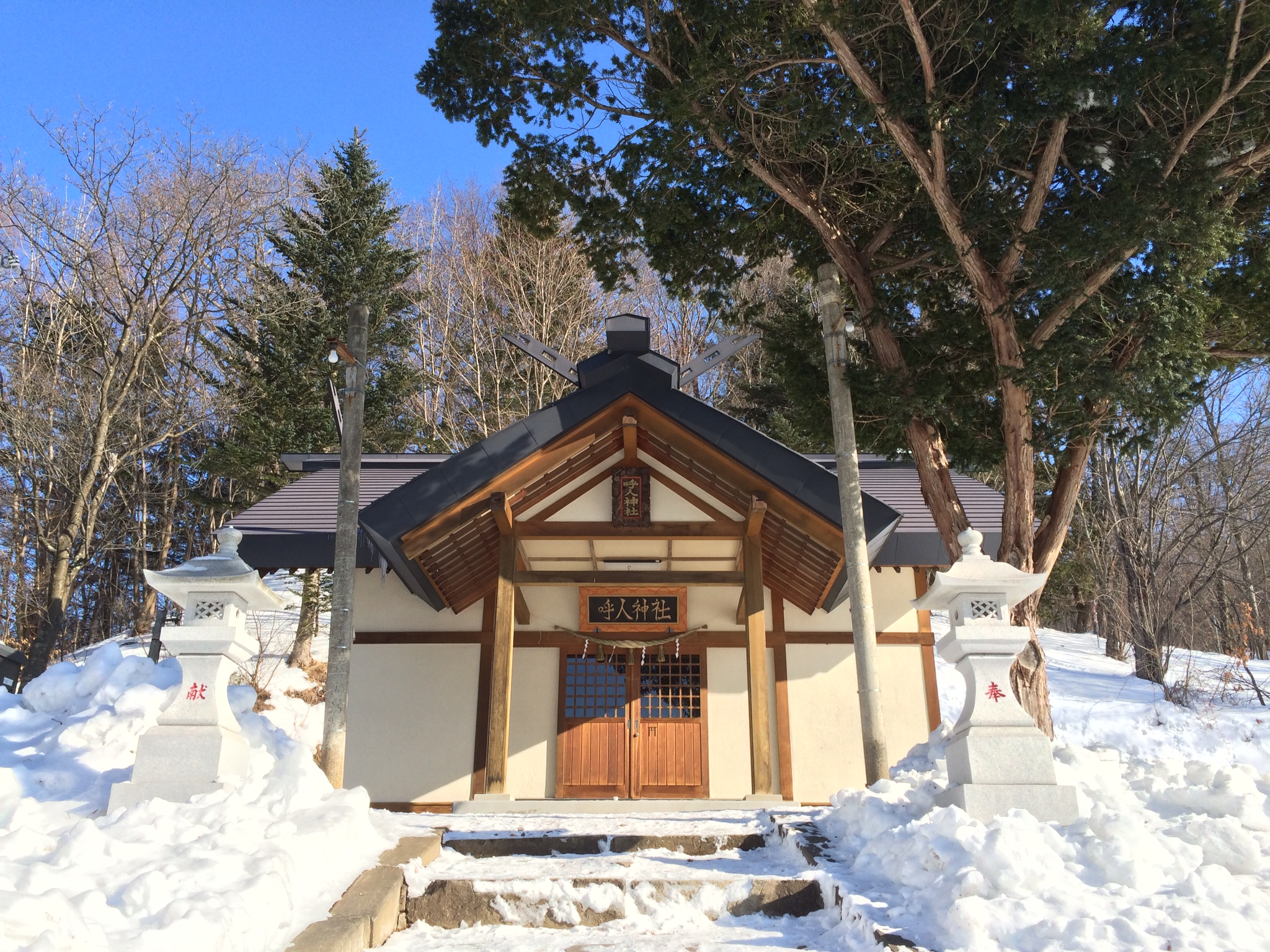
呼人神社（2015年1月）

### 観光スポット
施設
- 博物館網走監獄
- 北海道立北方民族博物館
- オホーツク流氷館
- 網走市立美術館
- 網走市立郷土博物館
- 流氷硝子館
- みなと観光交流センター（道の駅流氷街道網走）
- モヨロ貝塚館
- 濤沸湖水鳥・湿地センター
- 網走市鉄道記念館

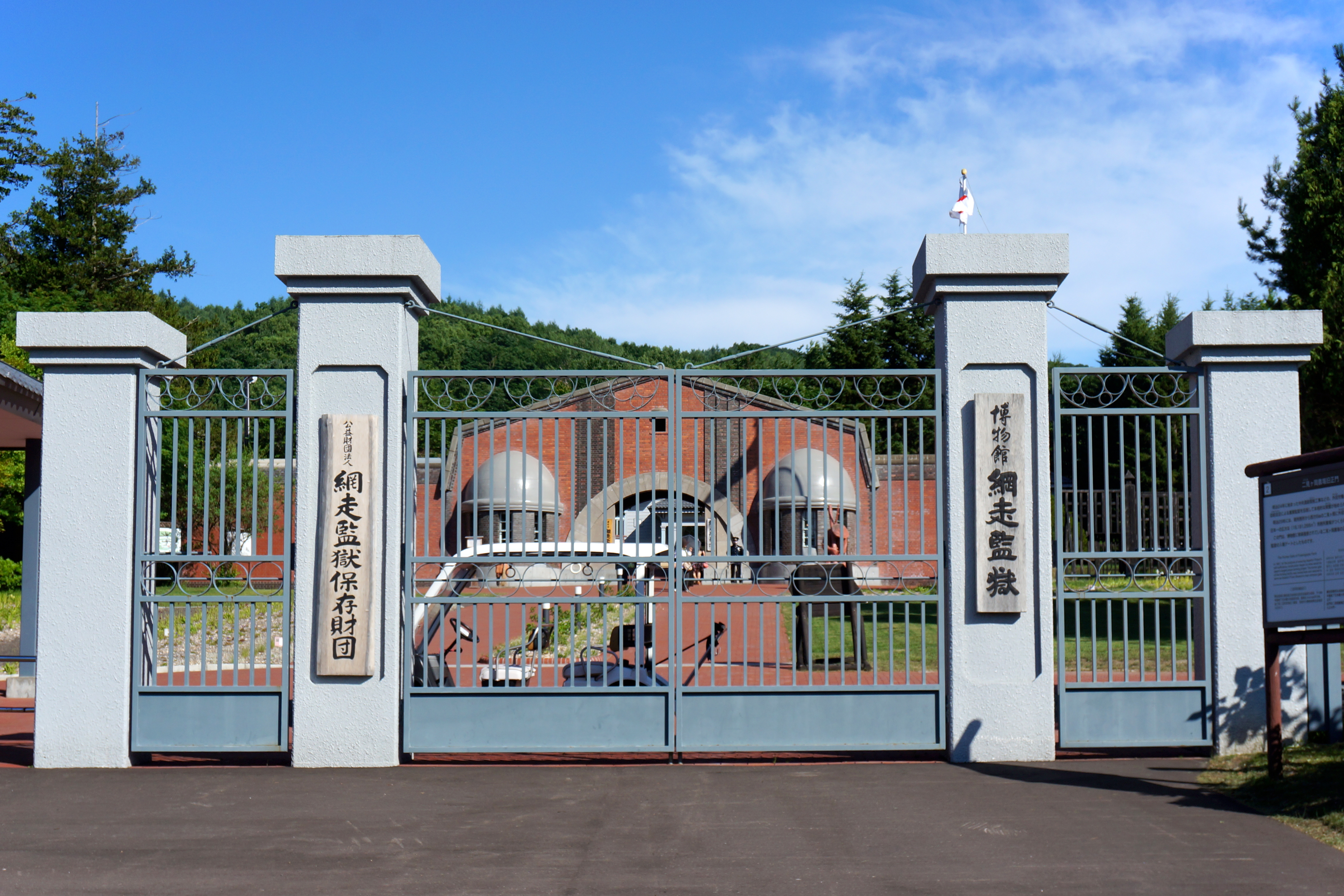
博物館網走監獄入場口（2013年7月）
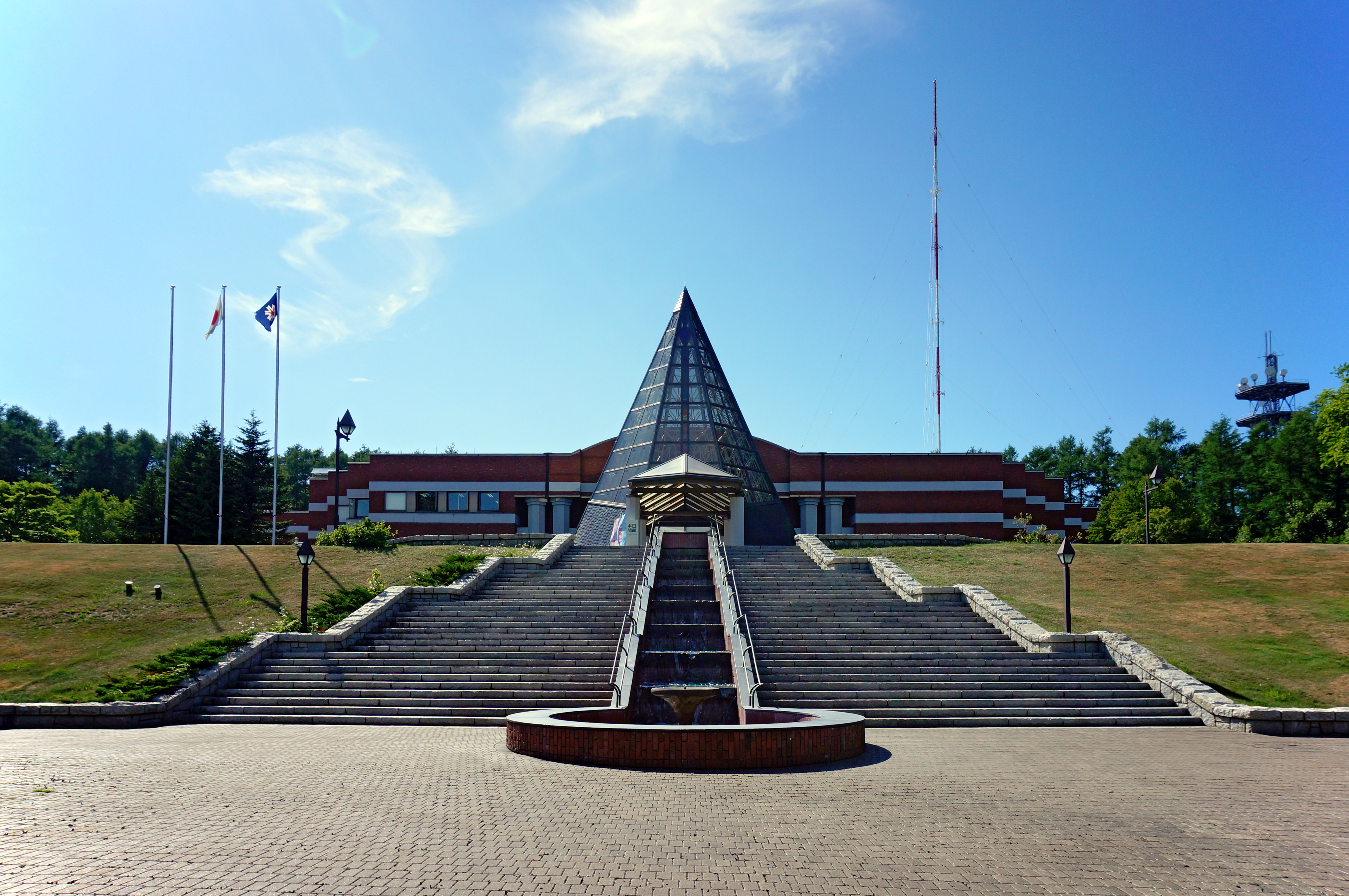
北海道立北方民族博物館（2013年7月）
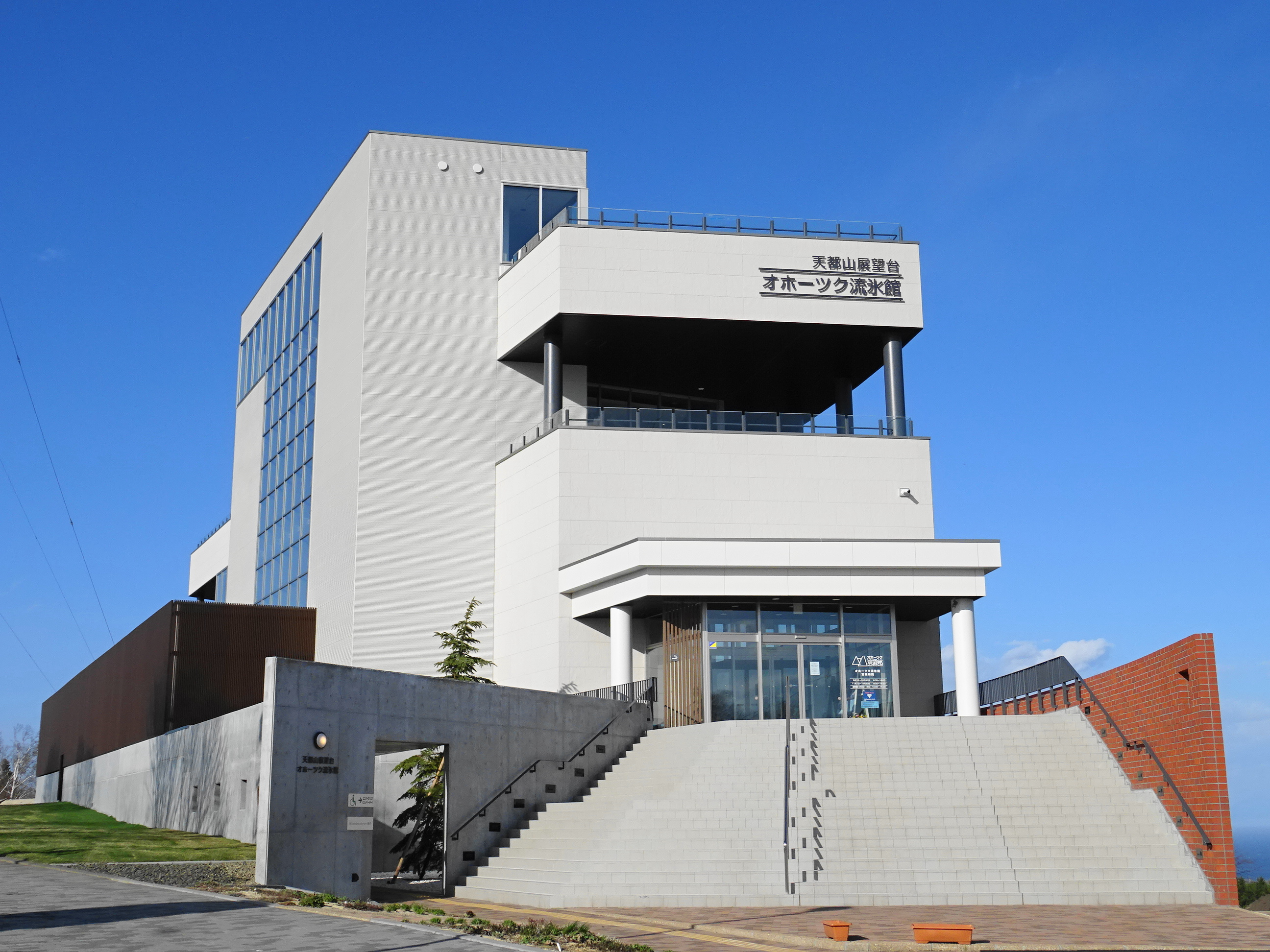
天都山展望台・オホーツク流氷館（2016年5月）
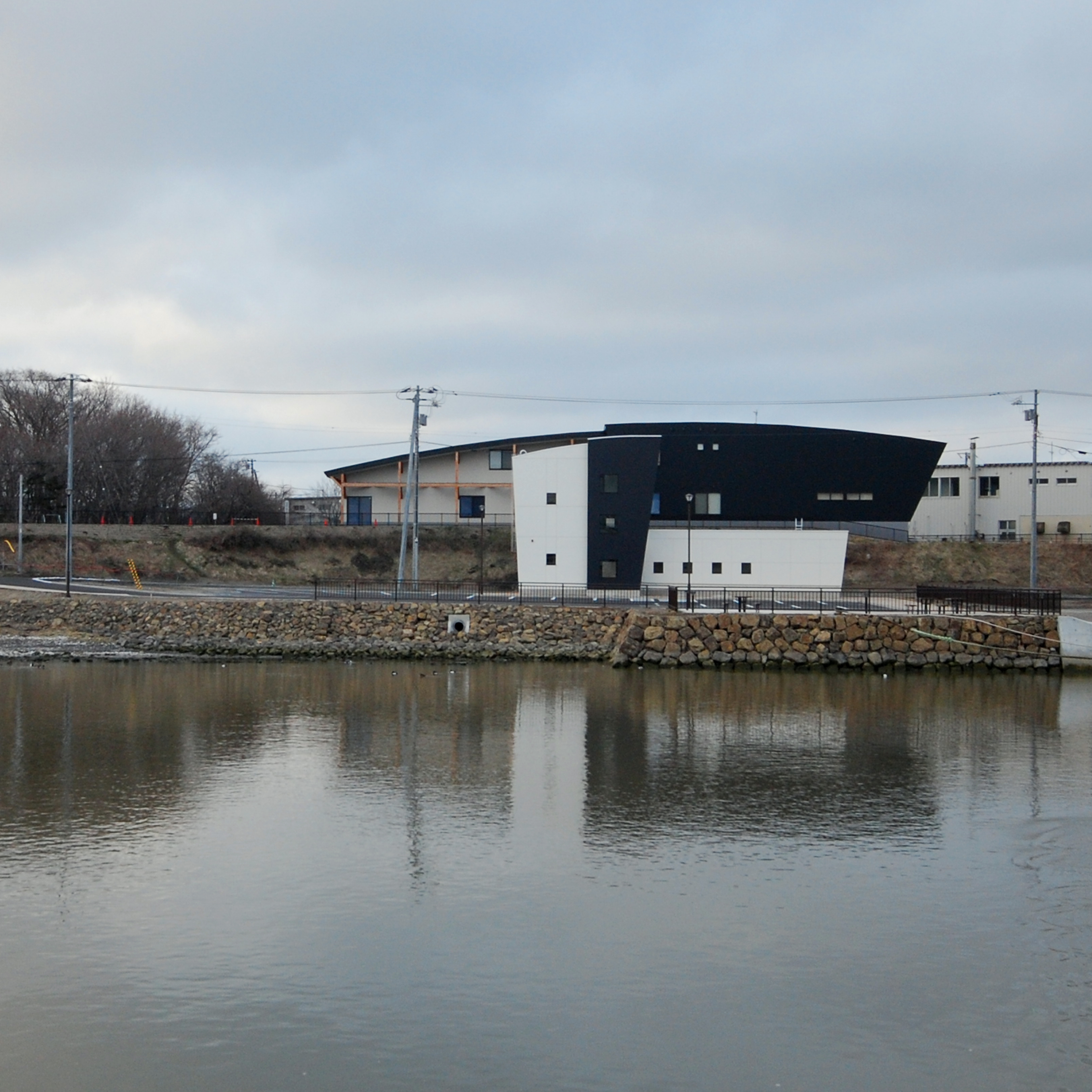
モヨロ貝塚館（2013年4月）
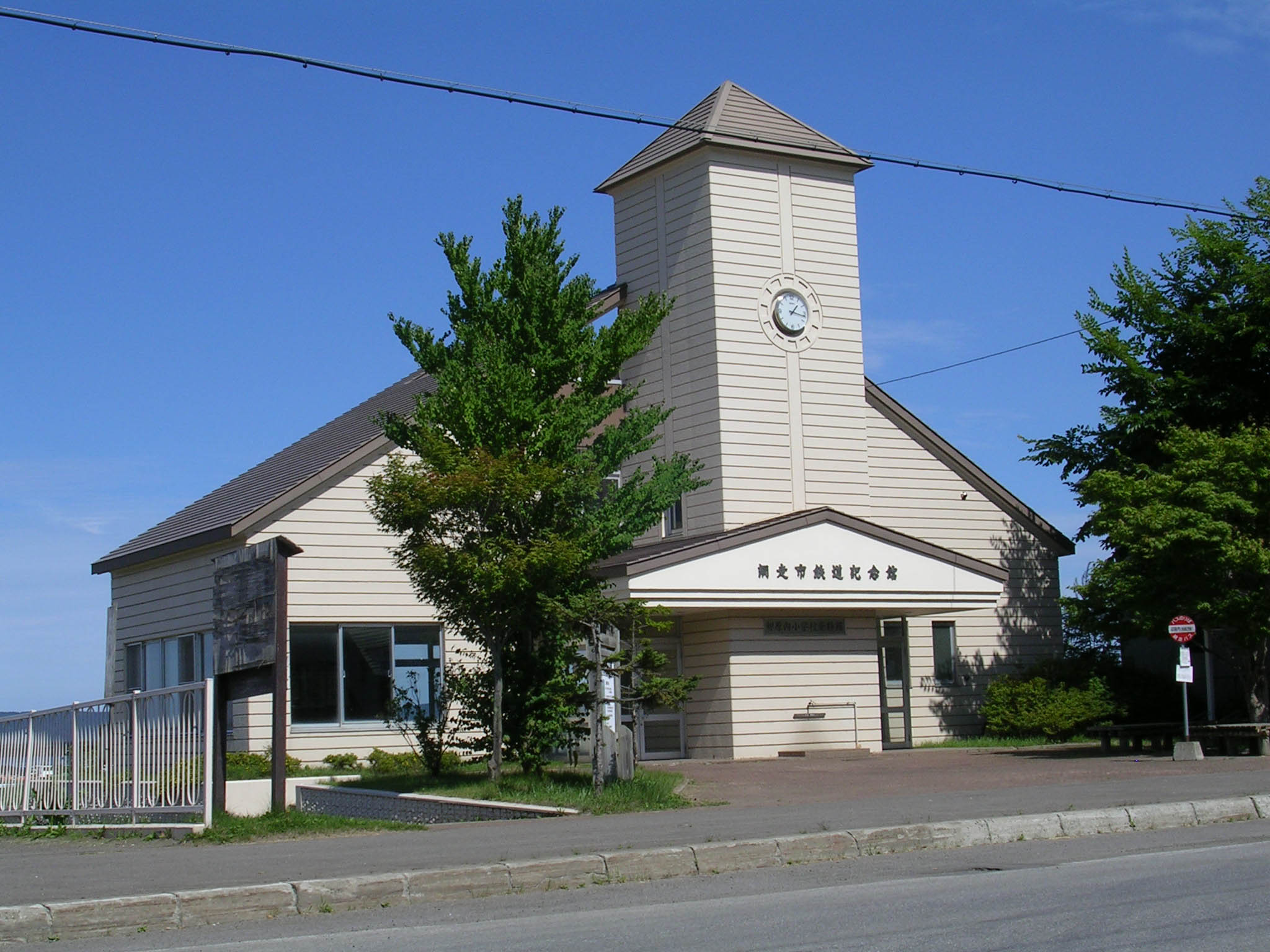
網走市鉄道記念館（2007年8月）

景観・公園
- 流氷（例年1月中旬から3月下旬）
- 水芭蕉（ミズバショウ）（例年4月中旬から5月上旬）
- サンゴ草（アッケシソウ）（例年9月）
- 天都山
- 網走湖
- 能取湖
- 能取岬
- 帽子岩
- 二ツ岩
- 濤沸湖
- 感動の径ビューポイントパーキング
- あばしりフロックス公園
- 北海道立オホーツク公園
- フラワーガーデン「はな・てんと」
- 呼人探鳥遊歩道
- 網走市大曲湖畔園地
- 三眺河畔公園
- 桂ヶ岡公園
- しおさい公園
- オホーツクシマリス公園

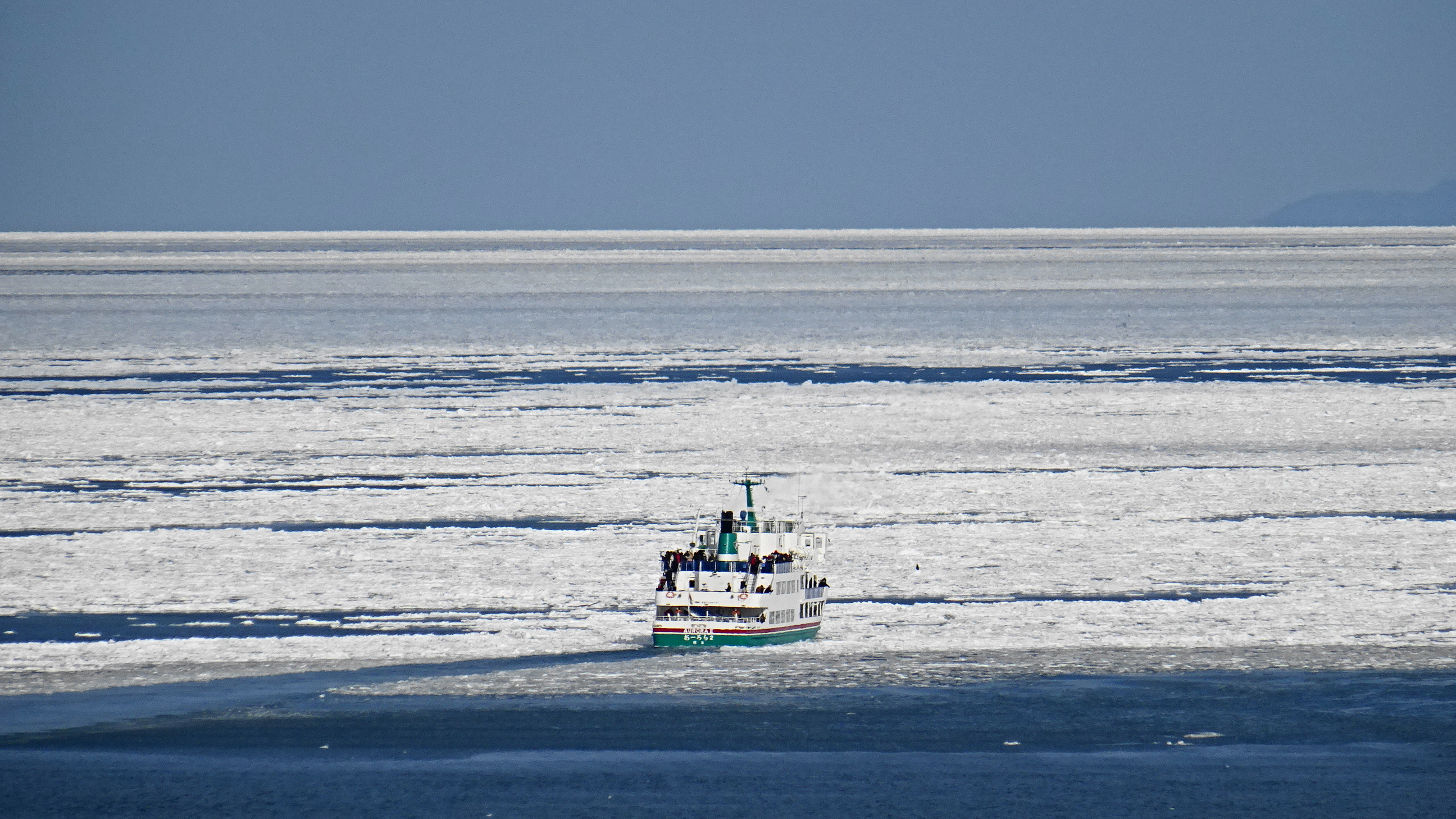
流氷と網走流氷観光砕氷船「おーろら2」（2016年3月）
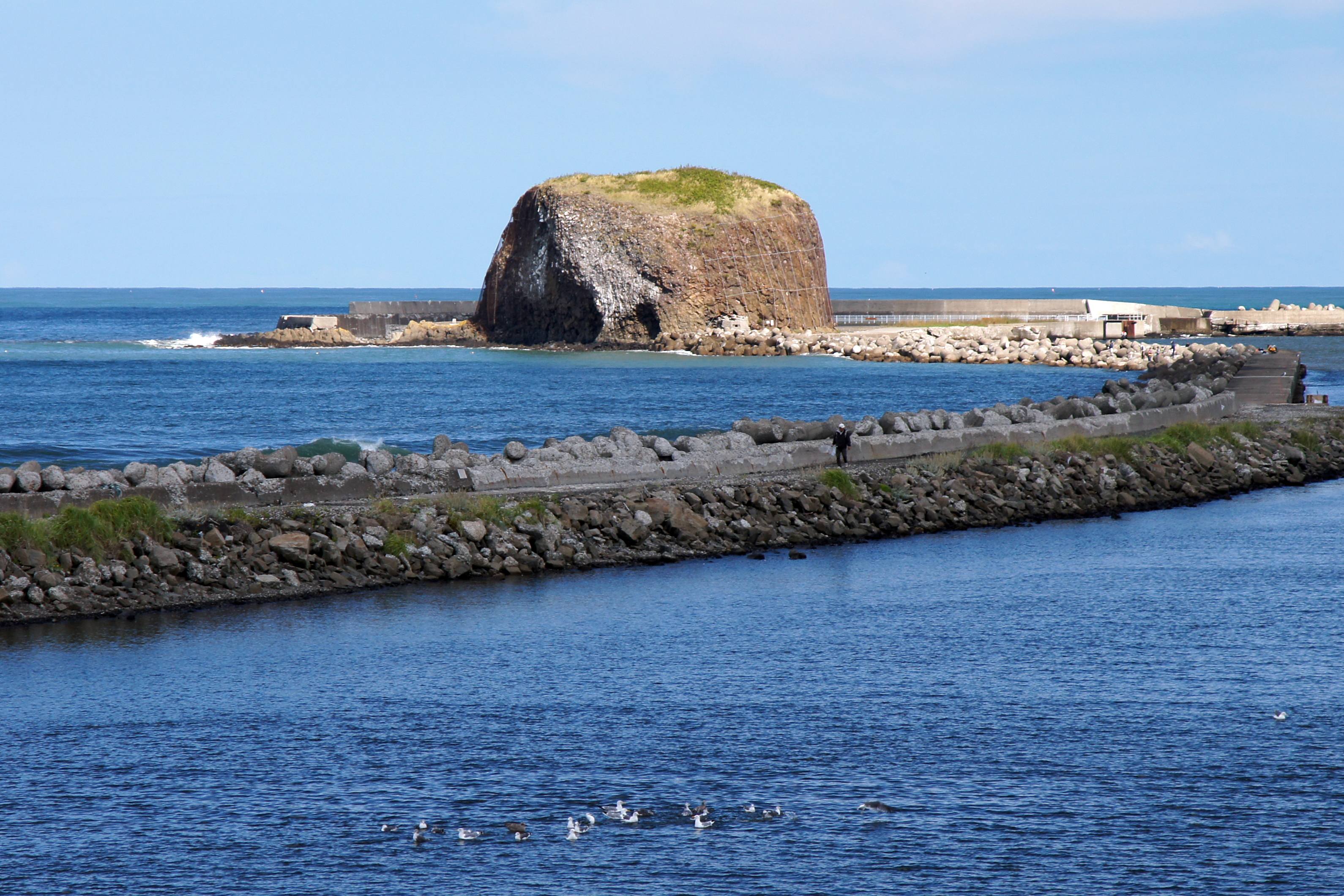
帽子岩（2011年9月）
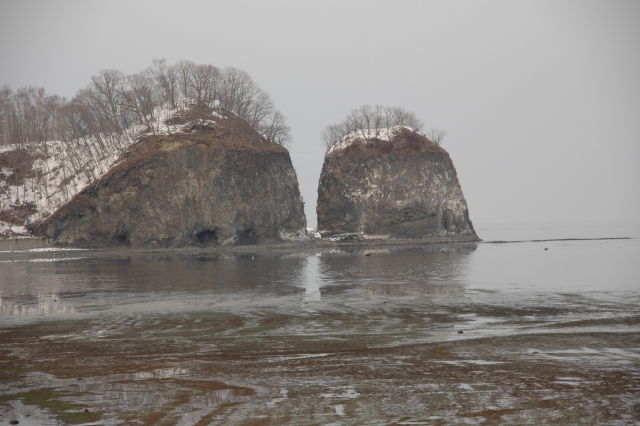
二ツ岩（2006年3月）
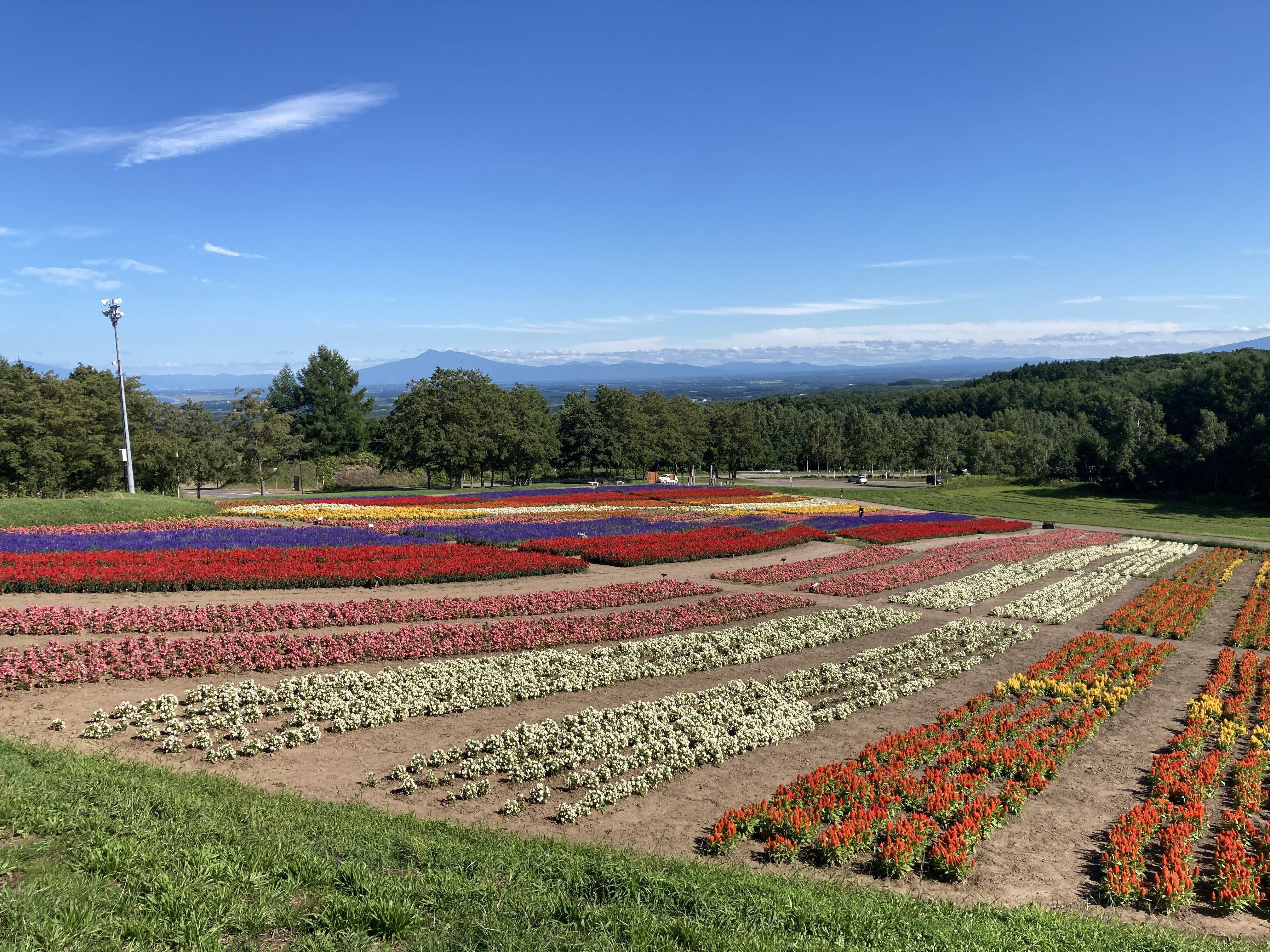
フラワーガーデン「はな・てんと」（2023年8月）
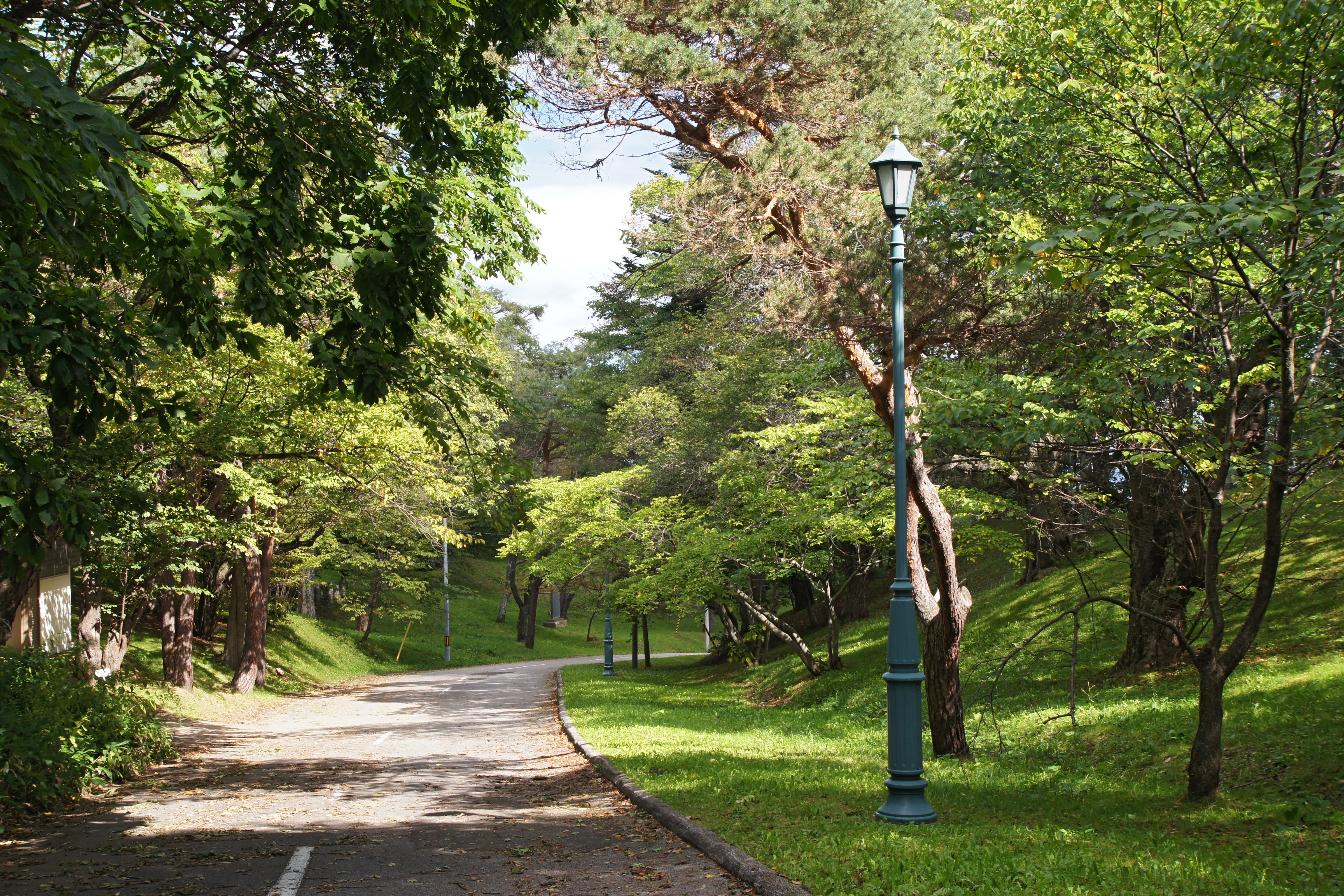
桂ヶ岡公園（2011年9月）
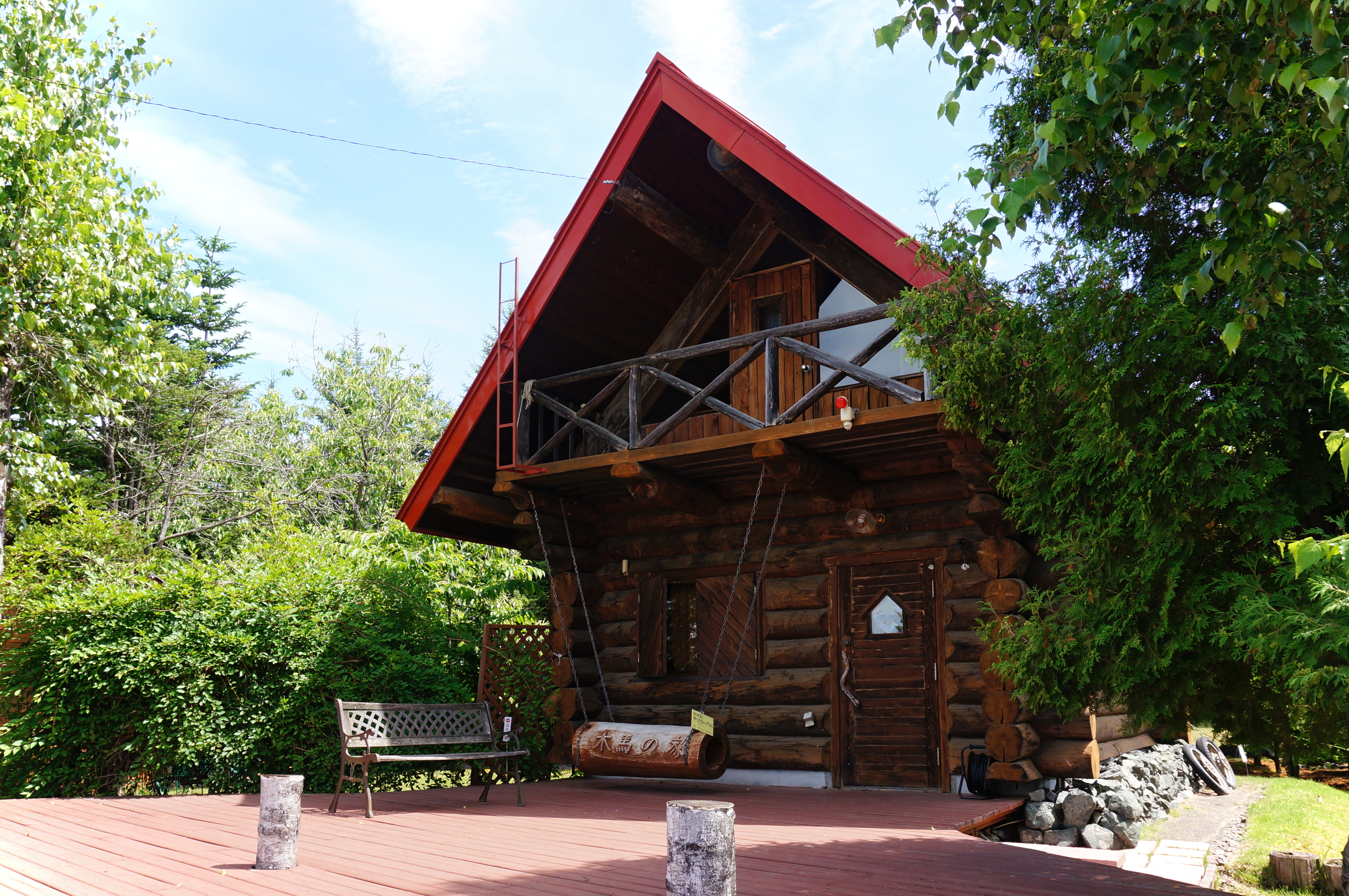
オホーツクシマリス公園（2013年7月）

温泉
- 網走湖畔温泉
- 稲富温泉
- オホーツク温泉

## 文化

### 祭事･催事
- 北の新大陸発見! あったか網走（1月から3月）
- あばしりオホーツク流氷まつり（2月）
- オホーツク屋台村（2月中旬）
- オホーツクあばしりツーデーマーチ（でっかいどうオホーツクマーチの網走ステージ。6月上旬）
- インターナショナルオホーツクサイクリング（7月）
- あばしりオホーツク夏まつり（7月）
- あばしり七福神まつり（9月）
- 能取湖さんご草祭り（9月）
- 「はな・てんと」まつり（9月）
- オホーツク網走フィルムフェスティバル（11月）[59]

### 名産･特産
1960年（昭和35年）に網走市の道立水産試験場で「無塩冷凍すり身」の技術が開発されたため、網走は冷凍すり身発祥の地になっている。スケトウダラ、サケ・オホーツクサーモン（カラフトマス）、キンキ、ワカサギ、シラウオ、シジミは網走の代表的な魚介類となっている。ほかには地ビールの「網走ビール」、ブランド和牛の「オホーツクあばしり和牛」などがある。
ご当地グルメとしては、オホーツクサーモンと塩だけで熟成、ろ過した天然の調味料「白魚醤油」に漬け込んだザンギ（から揚げ）を使用した「オホーツク網走ザンギ丼」、オホーツクの魚介類と網走発祥のすり身をオホーツク土器に見立てた特製の鍋で食べる「モヨロ鍋」、オホーツク産のホタテ干貝柱を使用した「オホーツク干貝柱塩ラーメン」、「オホーツク流氷カリー」がある。
民芸品では、アイヌ語で「木の小さな子または人形」という意味で「幸運のお守り」として作られてきた「ニポポ」、北方系少数民族ウィルタの伝統紋様「イルガ」をモチーフにした「サハリンイルガ」がある。

## 出身･関連著名人

### 名誉市民
- 林好次（元北海道議会議員・衆議院議員）
- 田辺村次（元網走市議会議長）
- 白井仁太郎（元網走商工会議所会頭）
- 米村喜男衛（考古学者、理容師。元網走市立郷土博物館館長）
- 中川イセ（本名中川いせよ。元網走市議会議員）
- 安藤哲郎（元網走市長）

### 出身人物
50音順
政治・経済
- 麻田信二（学校経営者）
- 合田悦三（札幌高等裁判所長官、元東京高等裁判所判事）
- 川原田英世（衆議院議員）
- 水谷洋一（網走市長）
- 山崎幹雄（実業家。元地方公務員）

学術・文芸
- 相庭よた郎（デザイナー、漫画家）
- 大内東（工学者）
- 川田殖（哲学者、倫理学者）
- 川村湊（文芸評論家）
- 鴫原正世（教育者）
- 田中英樹（社会福祉学者）
- 角宮悦子（歌人）
- 南部静子（教育者）
- 山本盛雄（写真家）

芸能
- 小尾元政（声優）
- 木田敦子（箏奏者）
- 関口篤（俳優、声優）
- 走裕介（演歌歌手）
- BEAK（ドラマー。NICOTINEメンバー）
- 丸田佳奈（医師、タレント）
- 四葉杏果（グラビアアイドル）

スポーツ
- 太田明生（スピードスケート選手）
- 狩野亮（チェアスキー選手）
- 北の洋昇（元大相撲力士）
- 木村庄之助 (32代)（立行司）
- 桜田一男（元大相撲力士、元プロレスラー）
- 千田耕平（パワーリフティング選手）
- 夏見円（元クロスカントリースキー選手）
- 樋越優一（プロ野球選手）
- 横山忠夫（元プロ野球選手）
- 吉野トヨ子（元陸上競技選手）

その他
- 永山則夫（刑死者、作家）
- 前田義晃（実業家）

### ゆかりのある人物
50音順
- 居串佳一（画家）
- 石井輝男（映画監督、脚本家）
- 伊勢谷宣仁（演出家、コーディネーター）
- 稲嶺誉（元プロ野球選手）
- 北川ゴルゴロ（日本国内におけるウィルタ（オロッコ）最後のシャーマン）
- ダーヒンニェニ・ゲンダーヌ（民族研究家、運動家）
- 武田時宗（武道家）
- 東条貞（政治家、ジャーナリスト）
- 戸川幸夫（小説家）
- 藤野喜兵衛 (初代)（商人）
- 三木澄子（児童文学作家）

### マスコットキャラクター
- 網走市マスコットキャラクター「ニポネ」
  - 2012年（平成24年）、一般公募によって誕生したゆるキャラ[67]。網走を代表するニポポとクリオネがモチーフとなっている[67]。胸には「網走市の花」であるエゾムラサキツツジのバッジを付けており、頭には北方系の民族をイメージしたハチマキを巻いている[67]。

## 網走市を舞台とした作品
「網走ロケーションガイド」参照

### 映画
- 『愛と憎しみの彼方へ』
- 『北海の虎』
- 『無鉄砲一代』
- 『新日本珍道中（東日本の巻）』
- 『網走番外地 (日活)』
- 『地の涯に生きるもの』
- 『人間の條件・完結編』
- 『手錠にかけた恋』
- 『大氷原』
- 『網走番外地 (東映)』シリーズ
- 『新網走番外地』シリーズ
- 『男はつらいよ 寅次郎忘れな草』
- 『大脱獄』
- 『幸福の黄色いハンカチ』
- 『きつね』
- 『エル・オー・ヴィ・愛・N・G』
- 『ゴジラvsキングギドラ』
- 『風花』
- 『刑務所の中』
- 『スパイ・ゾルゲ』
- 『子ぎつねヘレン』
- 『遠くの空に消えた』
- 『狙った恋の落とし方。』（原題『非誠勿擾』）
- 『南極料理人』
- 『抱きしめたい -真実の物語-』
- 『北の桜守』

### ドラマ
- 『破獄』
- 『誇りの報酬 第9話』
- 『さすらい刑事旅情編III 第4話』
- 『徳田刑事シリーズ2 追跡のオホーツク』
- 『法医 歯科学の女 網走オホーツク海…流氷が運んだ白骨死体の謎!』
- 『西村京太郎スペシャル 日本一周旅号殺人事件』
- 『みにくいアヒルの子 涙の再会スペシャル』
- 『西村京太郎トラベルミステリー43 北帰行殺人事件』
- 『西村京太郎トラベルミステリー44 特急『スーパー北斗1号』殺人事件』
- 『牛に願いを Love&Farm』

### 書籍・漫画
- 菊地慶一『ドキュメント 流氷くる!』
- 司馬遼太郎『街道をゆく38 オホーツク街道』
- 戸川幸夫『オホーツク老人』
- 野田サトル『ゴールデンカムイ』
- 弘兼憲史『黄昏流星群11 ―極北に星光る―』
- 船山馨『見知らぬ橋』
- 吉村昭『破獄』
- 渡辺保裕『ドカコック ドカうまっ!!満腹編』

### 音楽
- 井上宗孝とシャープ・ファイブ「網走子守唄」
- 小野由紀子「オホーツクの海」
- 坂本冬美「呼人駅」
- 島倉千代子「流氷音頭」
- ジェリー藤尾、東京荒川少年少女合唱隊「流氷の町 網走」
- 菅原文太「ニポポ」
- 高倉健「網走番外地」
- 七浦みさ子「オホーツクの海」
- 走裕介「流氷の駅」
- 和田弘とマヒナスターズ「オホーツクの海」

### ゲーム
- 『北海道連鎖殺人 オホーツクに消ゆ』

## 参考資料
- 編集兼発行・小島喜代治『観光北海道　1956年版』（北海道新聞社、1956年08月30日発行）
- 佐藤久発行・佐藤紘一編集『網走大鑑　昭和48年版』（網走新聞社、1972年11月05日発行）
- 佐藤久発行『1955版 網走大鑑』（網走新聞社、昭和二十九年十一月三日発行）
- 網走小史編集委員会編集・ぎょうせい監修『新網走小史』（網走市総務部、1987年12月30日発行）
- 網走小史編集委員会編集『新網走史年表』（網走市総務部、1987年12月30日発行）
- 日本国有鉄道北海道総局 (著)『北海道駅名の起源』(1973)
- 知里真志保 (著)『知里真志保著作集 第3巻 (生活誌・民族学編)』(1973)
- 知里真志保 (著)『アイヌ語入門―とくに地名研究者のために』(1956/6/15)
- “網走港長期構想 1/2” (PDF).   網走市 (2009年). 2015年11月6日閲覧。
- “網走港長期構想 2/2” (PDF).   網走市 (2009年). 2015年11月6日閲覧。
- “第2部 網走市の概況” (PDF). 網走市地域防災計画【基本編】.   網走市 (2012年). 2015年11月5日閲覧。
- “平成25年版 水産統計” (PDF).   網走市 (2013年). 2015年11月6日閲覧。
- “第11期 網走市農業振興計画” (PDF).   網走市 (2014年). 2015年11月5日閲覧。
- “網走市観光振興計画” (PDF).   網走市 (2014年). 2015年11月5日閲覧。
- “平成26年度 あばしりの農業” (PDF).   網走市 (2014年). 2015年11月6日閲覧。
- “平成26年度版 商工労働観光概要” (PDF).   網走市 (2014年). 2015年11月5日閲覧。
- “網走市勢要覧資料編（平成26年度）” (PDF).   網走市 (2014年). 2015年11月5日閲覧。
- “網走市統計書 平成26年版” (PDF).   網走市 (2014年). 2015年11月5日閲覧。